# Mont-de-Marsan
Pour les articles homonymes, voir Mont et Marsan (homonymie).
Mont-de-Marsan, en gascon Lo Mont de Marsan [lu.mũⁿ.de.mar.sãⁿ] (Lou Moun), est une commune du sud-ouest de la France. Elle est le chef-lieu du département  des Landes, en région Nouvelle-Aquitaine.
Fondée au Moyen Âge autour de ses trois rivières sur la voie de Vézelay du chemin de Compostelle, Mont-de-Marsan était la principale ville fortifiée des Landes. Son histoire a laissé des vestiges qui agrémentent encore aujourd'hui le centre-ville : donjon Lacataye, qui abrite un musée de sculptures, rues médiévales, sections des anciens remparts, vieilles maisons bourgeoises, ancien port fluvial, parcs, jardins et promenades fleuries, etc.
Mont-de-Marsan se situe au sud de la forêt des Landes, le plus grand massif forestier d'Europe occidentale. Les plages de sable fin de la Côte d'Argent et la chaîne des Pyrénées sont facilement accessibles.
Au dernier recensement de 2022, la commune comptait 31 455 habitants, appelés les Montois. Cela correspond à une augmentation de la population de 1,94 % par rapport à 2009. Mont-de-Marsan est aussi à la tête d'une agglomération qui compte 18 communes rassemblant 56 000 habitants. L'aire urbaine de la ville regroupe quant à elle 47 communes pour un total de 68 500 habitants comptabilisés en 2009.

## Géographie

Représentations cartographiques de la commune
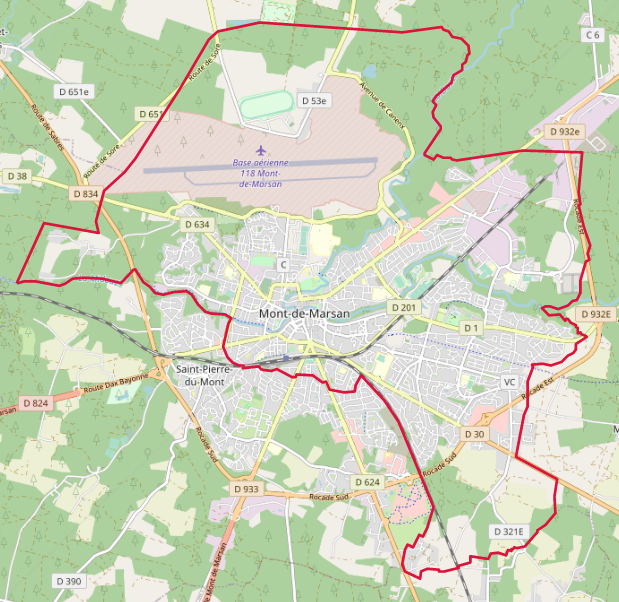
Carte OpenStreetMap.
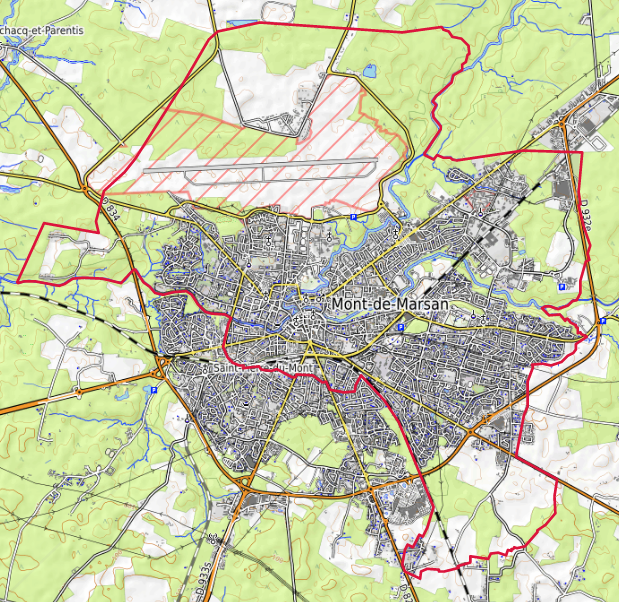
Carte topographique.

### Localisation
D'une superficie de 36,9 km2, Mont-de-Marsan se situe en limite de la forêt des Landes, à proximité de la région agricole de la Chalosse. Elle est la ville principale du Pays de Marsan, constitutif des Petites-Landes.

### Communes limitrophes
Les communes limitrophes sont Uchacq-et-Parentis, Bretagne-de-Marsan, Campet-et-Lamolère, Mazerolles, Saint-Avit et Saint-Pierre-du-Mont.
| Uchacq-et-Parentis   |                    | Saint-Avit |
| Campet-et-Lamolère   | Mont-de-Marsan     | Mazerolles |
| Saint-Pierre-du-Mont | Bretagne-de-Marsan |            |

### Géologie
La ville de Mont-de-Marsan ou du moins son noyau primitif aurait été édifié sur une tache de faluns d'où les sables ont disparu. Ce seraient de menues formations reliques du Miocène moyen d'abord érodées, puis émergeant des basses terrasses fluviatiles récentes du quaternaire. La formation oligo-miocène, sous-jacente aux dépôts récents de surface, n'apparaît qu'avec des molasses, composés d'argiles carbonatées versicolores, issues d'apports fluvio-lacustres, par exemple en rive droite de la Douze sur l'ancien terrain de moto-cross ou sur la rive gauche du Midou au niveau des stades. Cette large couche argileuse peut insérer en son sein des dépôts gréseux, atteignant 35 mètres de puissance à l'aplomb de la ville. Sans faire appel au forage, les calcaires gréseux helvétiens du miocène moyen sont facilement observables dans les anciennes carrières de la partie ouest de la ville. Du même petit étage géologique tantôt lacustre tantôt marin, la carrière Bougue-Papin à l'est de la ville dévoilent des couches de sables marins gris blancs, reposant sous des sables fauves qui, par ses gisements épars d'hématites, explique l'antique métallurgie du fer. Les glaises bigarrées du miocène supérieure sont visibles au Siounet et au sud de Saint-Pierre-du-Mont. Les incessants terrassements sur la voie rapide entourant la ville ont permis de mieux connaître les différents couches sableuses des dépôts détritiques du Pliocène, commençant sur une base argileuse et sableuse, recouverte de couches de sables fins, d'abord gris ou noirâtre et enfin jaune clair, notamment au niveau de l'usine de traitement des ordures de Saint-Pierre-du-Mont.

### Hydrographie
Surnommée « la Ville aux Trois Rivières », Mont-de-Marsan, ville étape fondée sur la contrée de passage de Marsan devenue vicomté héréditaire, s'est établi au confluent de deux rivières, le Midou et la Douze, qui se rejoignent en plein centre-ville pour en former une troisième : la Midouze, principal affluent de l'Adour, où s'est implanté son port médiéval.

### Climat
Pour des articles plus généraux, voir Climat de la Nouvelle-Aquitaine et Climat des Landes.
Historiquement, la commune est exposée à un climat océanique aquitain.
En 2020, Météo-France publie une typologie des climats de la France métropolitaine dans laquelle la commune est exposée à un climat océanique et est dans la région climatique Aquitaine, Gascogne, caractérisée par une pluviométrie abondante au printemps, modérée en automne, un faible ensoleillement au printemps, un été chaud (19,5 °C), des vents faibles, des brouillards fréquents en automne et en hiver et des orages fréquents en été (15 à 20 jours).
Pour la période 1971-2000, la température annuelle moyenne est de 13 °C, avec une amplitude thermique annuelle de 14,6 °C. Le cumul annuel moyen de précipitations est de 1 005 mm, avec 11,9 jours de précipitations en janvier et 7,6 jours en juillet. Pour la période 1991-2020, la température moyenne annuelle observée sur la station météorologique installée dans la commune est de 13,8 °C et le cumul annuel moyen de précipitations est de 918,1 mm,. Pour l'avenir, les paramètres climatiques de la commune estimés pour 2050 selon différents scénarios d’émission de gaz à effet de serre sont consultables sur un site dédié publié par Météo-France en novembre 2022.
| Mois                                  | jan.             | fév.             | mars           | avril           | mai             | juin           | jui.            | août            | sep.            | oct.            | nov.             | déc.             | année      |
| ------------------------------------- | ---------------- | ---------------- | -------------- | --------------- | --------------- | -------------- | --------------- | --------------- | --------------- | --------------- | ---------------- | ---------------- | ---------- |
| Température minimale moyenne (°C)     | 2,1              | 1,8              | 4,2            | 6,7             | 10,4            | 13,7           | 15,5            | 15,4            | 11,9            | 9,2             | 5,1              | 2,6              | 8,2        |
| Température moyenne (°C)              | 6,5              | 7,2              | 10,3           | 12,7            | 16,3            | 19,6           | 21,6            | 21,8            | 18,5            | 14,8            | 9,7              | 7                | 13,8       |
| Température maximale moyenne (°C)     | 10,9             | 12,7             | 16,4           | 18,7            | 22,3            | 25,5           | 27,8            | 28,2            | 25              | 20,4            | 14,4             | 11,4             | 19,5       |
| Record de froid (°C) date du record   | −19,8 08.01.1985 | −16,8 15.02.1956 | −11,5 01.03.05 | −5,4 04.04.1996 | −2,5 02.05.1945 | 1,8 01.06.1967 | 2 29.07.1947    | 4,1 30.08.1986  | −0,5 20.09.1962 | −6,2 30.10.1949 | −10,4 23.11.1988 | −14,5 21.12.1946 | −19,8 1985 |
| Record de chaleur (°C) date du record | 23,4 01.01.22    | 26,7 27.02.19    | 30,1 29.03.23  | 32,1 25.04.1947 | 35,3 12.05.1945 | 41 18.06.22    | 41,2 26.07.1947 | 42,5 01.08.1947 | 39,2 12.09.22   | 33,8 01.10.23   | 26,7 01.11.20    | 23,9 16.12.1989  | 42,5 1947  |
| Ensoleillement (h)                    | 88,8             | 113,9            | 165,4          | 174,1           | 195,9           | 213,7          | 232,9           | 226,3           | 199,2           | 149,5           | 97,3             | 85,2             | 1 942      |
| Précipitations (mm)                   | 82,2             | 61,8             | 68,6           | 87,7            | 79,1            | 73             | 55,4            | 59,7            | 72,6            | 85,4            | 105,1            | 87,5             | 918,1      |

### Patrimoine environnemental
La ville est concernée par les ZNIEFF de type 2 « Vallée du Midou et forêt départementale d'Ognoas » et « Vallées de la Douze et de ses affluents ». Elle est également concernée par les sites Natura 2000 « Réseau hydrographique des affluents de la Midouze » et « Réseau hydrographique du Midou et du Ludon ».

## Urbanisme

### Typologie
Au 1er janvier 2024, Mont-de-Marsan est catégorisée centre urbain intermédiaire, selon la nouvelle grille communale de densité à sept niveaux définie par l'Insee en 2022.
Elle appartient à l'unité urbaine de Mont-de-Marsan, une agglomération intra-départementale regroupant deux  communes, dont elle est ville-centre,,. Par ailleurs la commune fait partie de l'aire d'attraction de Mont-de-Marsan, dont elle est la commune-centre,. Cette aire, qui regroupe 101 communes, est catégorisée dans les aires de 50 000 à moins de 200 000 habitants,.

### Occupation des sols
L'occupation des sols de la commune, telle qu'elle ressort de la base de données européenne d’occupation biophysique des sols Corine Land Cover (CLC), est marquée par l'importance des territoires artificialisés (58,7 % en 2018), en augmentation par rapport à 1990 (48,4 %). La répartition détaillée en 2018 est la suivante : zones urbanisées (34,1 %), forêts (23,7 %), zones industrielles ou commerciales et réseaux de communication (21,2 %), milieux à végétation arbustive et/ou herbacée (11,5 %), zones agricoles hétérogènes (3,5 %), espaces verts artificialisés, non agricoles (3,4 %), terres arables (2,5 %). L'évolution de l’occupation des sols de la commune et de ses infrastructures peut être observée sur les différentes représentations cartographiques du territoire : la carte de Cassini (XVIIIe siècle), la carte d'état-major (1820-1866) et les cartes ou photos aériennes de l'IGN pour la période actuelle (1950 à aujourd'hui).

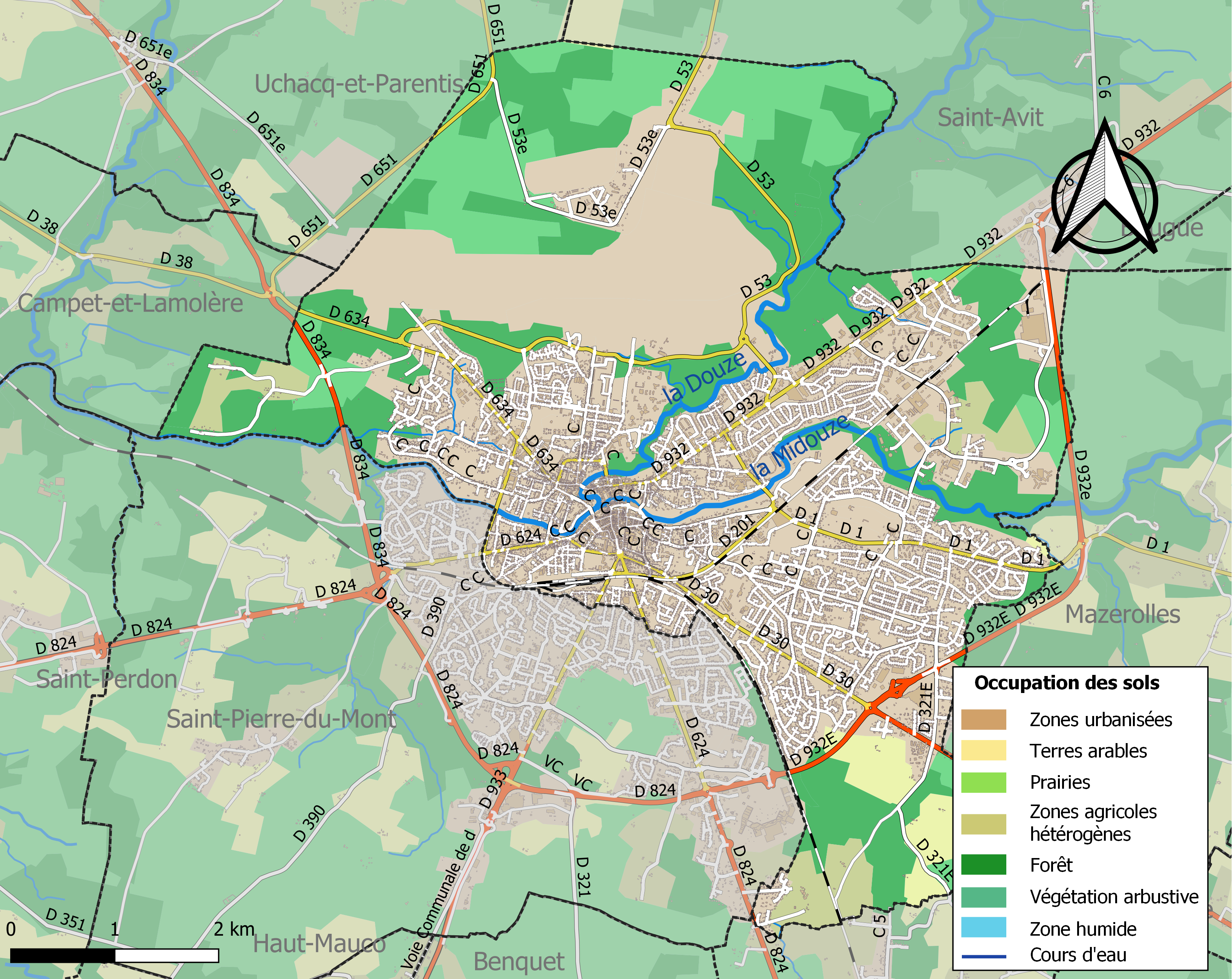
Carte des infrastructures et de l'occupation des sols de la commune en 2018 (CLC).
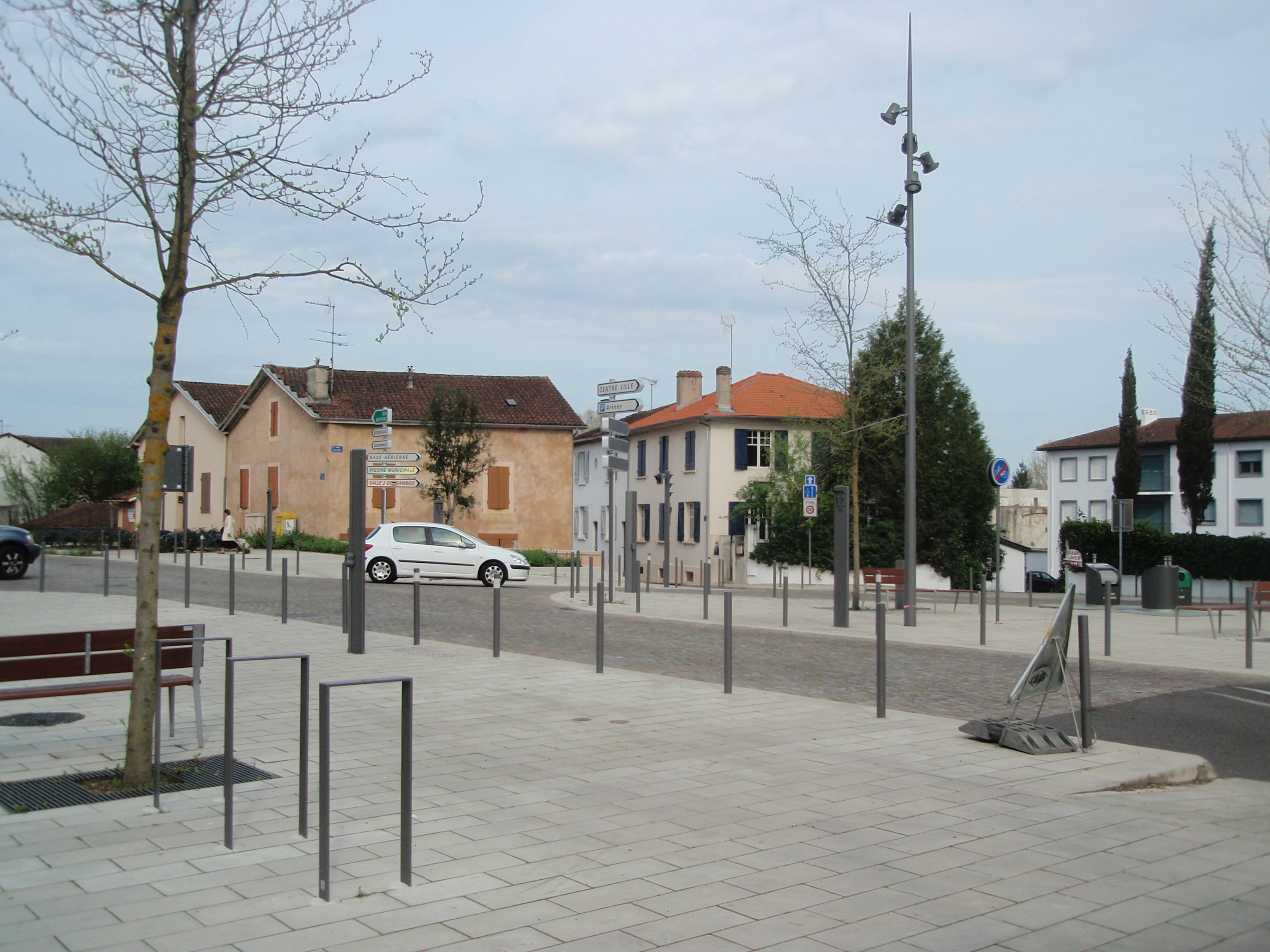
La place Saint-Louis réaménagée (entrée Ouest), près du pont Saint-Louis.

### Voies de communication et transports

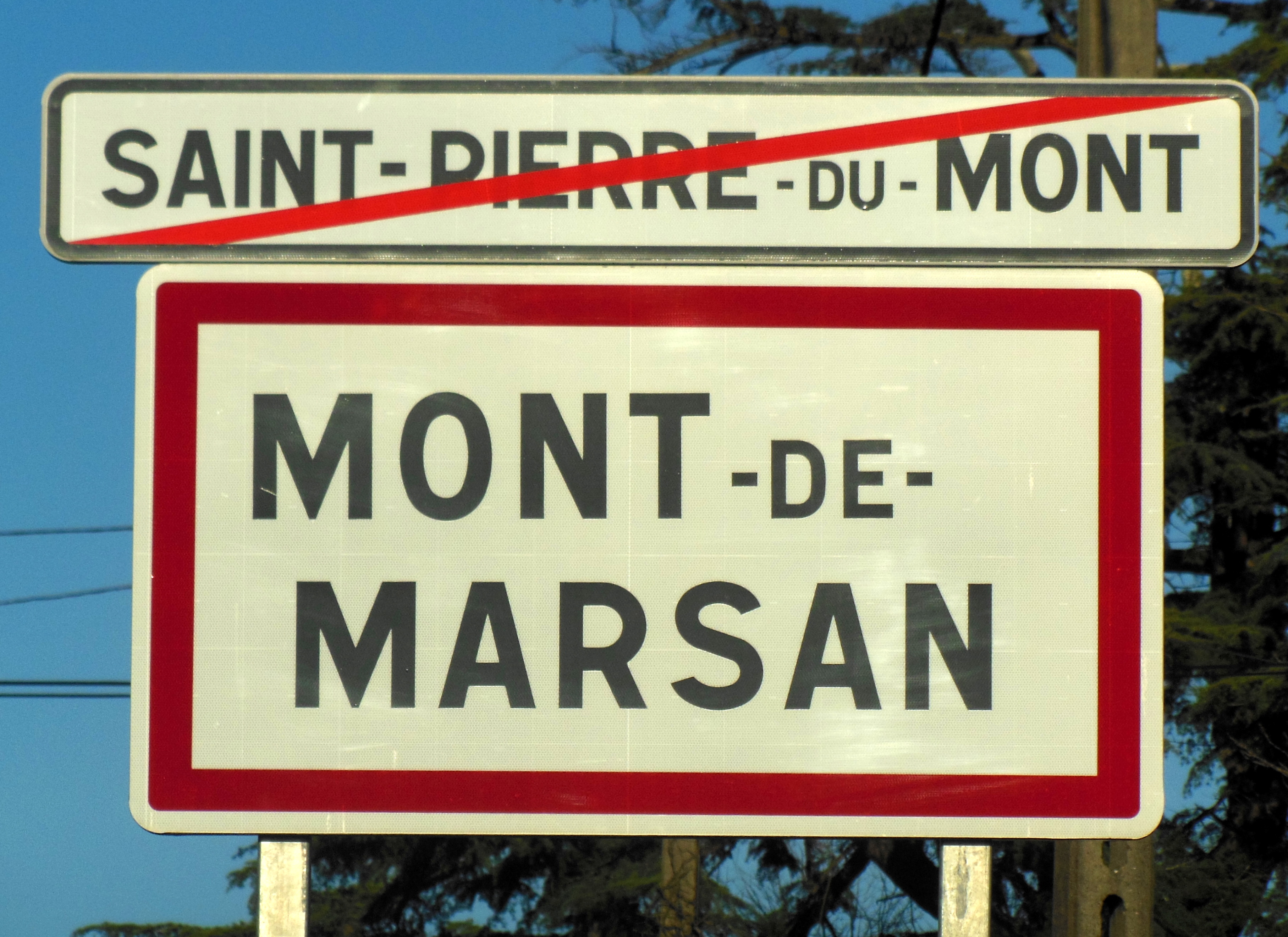
Panneau d'entrée de la ville.

Mont-de-Marsan se situe au centre du grand Sud-Ouest. Les grandes villes de la région sont donc toutes accessibles en moins de trois heures pour un trajet en voiture, à l'exception de Poitiers (3 heures 30) et de Limoges (3 heures 50).

#### Voies routières
L'autoroute A65 relie Mont-de-Marsan à Bordeaux au nord (130 km) et à Pau au sud (80 km). La voie rapide N 124 (D 824) relie la ville à Dax (50 km) et à Bayonne (100 km). Par la D 933 puis l'A62, il est possible de rejoindre Agen (130 km) tandis que Toulouse est accessible par la N 124 (180 km).

#### Voies ferroviaires

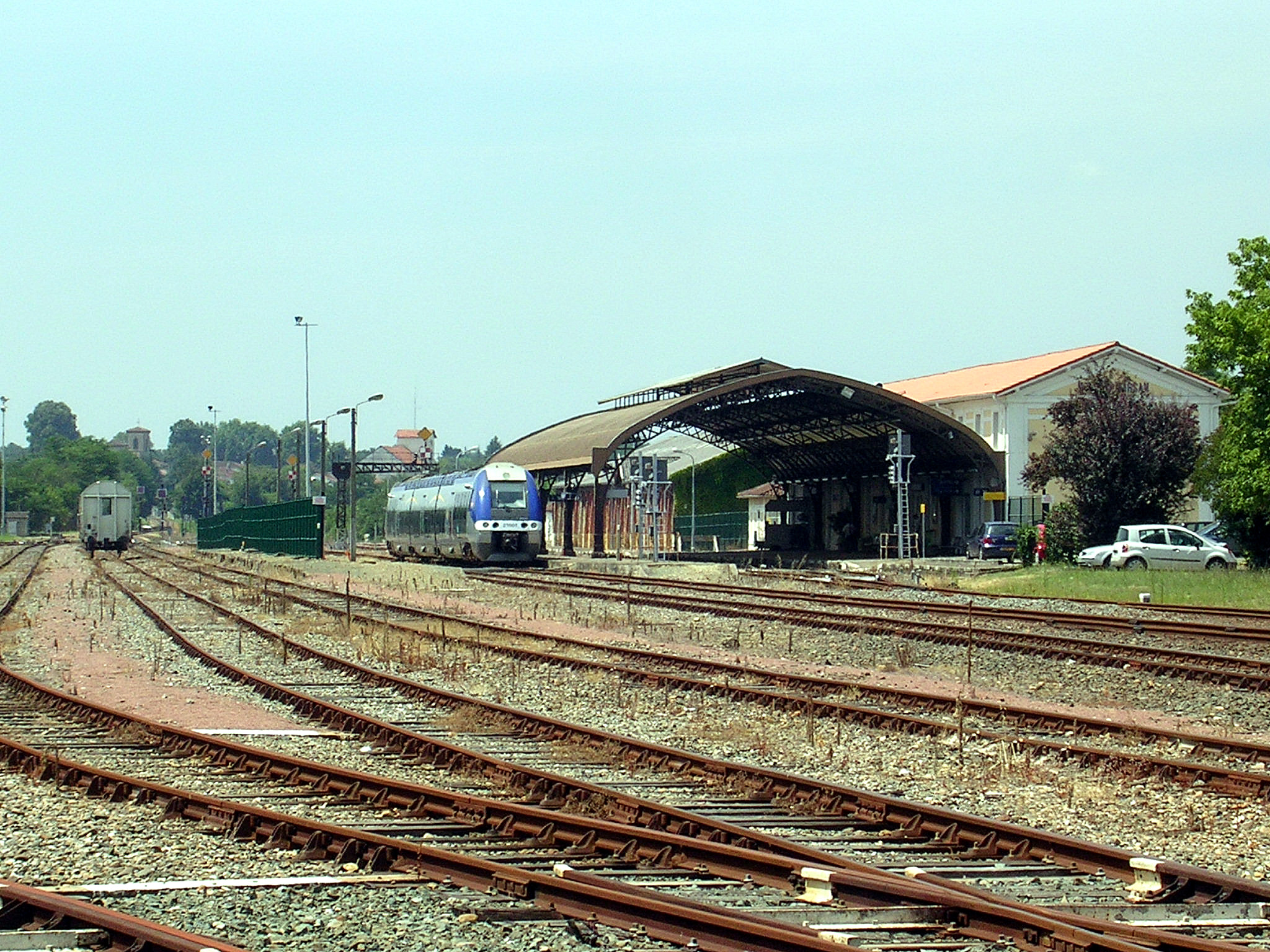
Gare de Mont-de-Marsan et sa marquise

Pour ce qui est du train, la ville reste enclavée. Dans cet ancien nœud ferroviaire d'un réseau secondaire, les lignes passant par Mont-de-Marsan ont quasiment toutes fermé les unes après les autres au cours du XXe siècle. La gare de Mont-de-Marsan se situe désormais uniquement sur la ligne Morcenx / Mont-de-Marsan dont elle est le terminus. Par ce biais, la ville est reliée en TER Nouvelle-Aquitaine à Bordeaux et à Dax - Bayonne.

#### Transports en commun
Le réseau de bus urbain de la ville de Mont-de-Marsan se nomme Tma (prononcé téma) depuis le 9 juillet 2012 (anciennement Tum). Exploité par la société Veolia Transport, il est composé de 7 lignes (de la lettre A à G) parcourues par 18 bus (chacun représentant la couleur d'une des 18 communes de l'agglomération). En outre, une navette gratuite parcourt le centre-ville, effectuant une rotation toutes les quinze minutes. Le réseau propose également un service de transport à la demande ainsi que de location de vélos (standard, pliants ou à assistance électrique).

### Risques majeurs
Le territoire de la commune de Mont-de-Marsan est vulnérable à différents aléas naturels : météorologiques (tempête, orage, neige, grand froid, canicule ou sécheresse), inondations, feux de forêts, mouvements de terrains et séisme (sismicité très faible). Il est également exposé à deux risques technologiques, le transport de matières dangereuses et  le risque industriel. Un site publié par le BRGM permet d'évaluer simplement et rapidement les risques d'un bien localisé soit par son adresse soit par le numéro de sa parcelle.

#### Risques naturels
Certaines parties du territoire communal sont susceptibles d’être affectées par le risque d’inondation par débordement de cours d'eau, notamment la Midouze et la Douze. La commune a été reconnue en état de catastrophe naturelle au titre des dommages causés par les inondations et coulées de boue survenues en 1983, 1991, 1992, 1999, 2009 et 2020 et au titre des inondations par remontée de nappe en 2020,.
Mont-de-Marsan est exposée au risque de feu de forêt. Depuis le 20 avril 2016, les départements de la Gironde, des Landes et de Lot-et-Garonne disposent d’un règlement interdépartemental de protection de la forêt contre les incendies. Ce règlement vise à mieux prévenir les incendies de forêt, à faciliter les interventions des services et à limiter les conséquences, que ce soit par le débroussaillement, la limitation de l’apport du feu ou la réglementation des activités en forêt. Il définit en particulier cinq niveaux de vigilance croissants auxquels sont associés différentes mesures,.
Les mouvements de terrains susceptibles de se produire dans la commune sont des tassements différentiels.

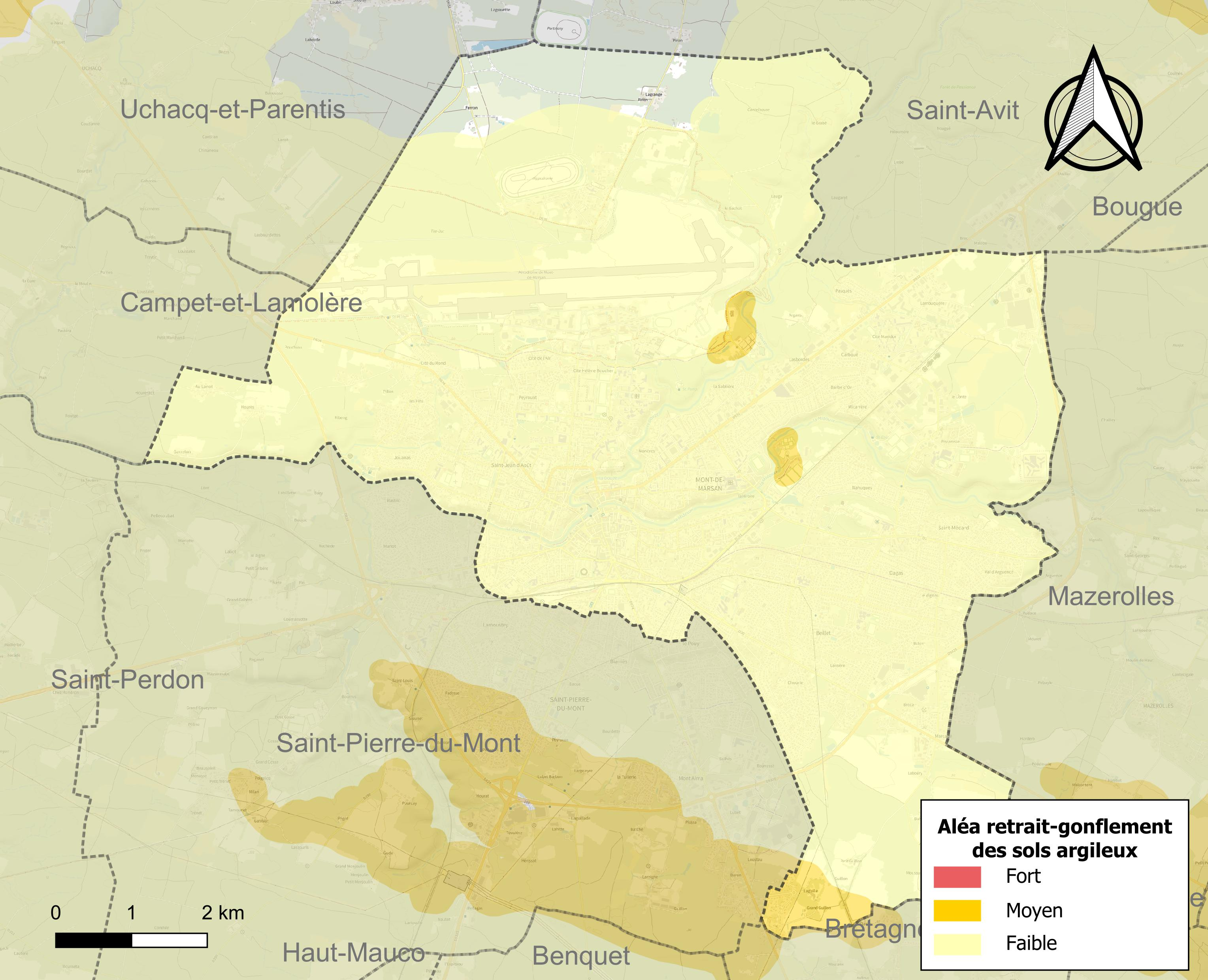
Carte des zones d'aléa retrait-gonflement des sols argileux de Mont-de-Marsan.

Le retrait-gonflement des sols argileux est susceptible d'engendrer des dommages importants aux bâtiments en cas d’alternance de périodes de sécheresse et de pluie. 2,2 % de la superficie communale est en aléa moyen ou fort (19,2 % au niveau départemental et 48,5 % au niveau national). Sur les 9 886 bâtiments dénombrés dans la commune en 2019, 61 sont en aléa moyen ou fort, soit 1 %, à comparer aux 17 % au niveau départemental et 54 % au niveau national. Une cartographie de l'exposition du territoire national au retrait gonflement des sols argileux est disponible sur le site du BRGM,.
Concernant les mouvements de terrains, la commune a été reconnue en état de catastrophe naturelle au titre des dommages causés par des mouvements de terrain en 1983 et 1999.

#### Risques technologiques
La commune est exposée au risque industriel du fait de la présence sur son territoire d'une entreprise soumise à la directive européenne SEVESO, classée seuil haut : SPD [Société Pétrolière de Dépôts] (notamment pour le stockage de liquides inflammables).
Le risque de transport de matières dangereuses dans la commune est lié à sa traversée par une ou des infrastructures routières ou ferroviaires importantes ou la présence d'une canalisation de transport d'hydrocarbures. Un accident se produisant sur de telles infrastructures est susceptible d’avoir des effets graves sur les biens, les personnes ou l'environnement, selon la nature du matériau transporté. Des dispositions d’urbanisme peuvent être préconisées en conséquence.

## Toponymie
Le nom officiel de la ville en français est Mont-de-Marsan [mɔ̃.də.mar.ˈsã], sans article défini comme en gascon. Localement, la ville est souvent surnommée Le/Lou Moun [lu.mun] (avec l'article défini) en imitant la prononciation gasconne. La forme latine Montis Marciani est attestée au XIIIe siècle.
L'origine du nom de la ville neuve, fondée à partir de 1133 par la vicomté de Marsan au main de Pierre de Lobaner, vicomte de Marsan, sur un éperon barré, peut sembler controversée, si on ignore justement cette fondation urbaine médiévale, justifié a priori ex nihilo, sur un site fort ancien fréquenté par une population de bateliers dépendant du prieuré St-Genès-des-Vallées. Mont désigne un monticule proche de la paroisse mère de Saint-Pierre-du-Mont, monticule ou montel que l'autorité seigneuriale s'efforce d'élever et de fortifier. Cette première partie du nom, Mont, indique en ancien français une montée initiale même légère, une progression vers le haut par exemple par la berge de la rivière navigable, mais aujourd'hui paraît bien curieuse en français standard étant donnée que la ville est plate. Il se peut aussi qu'elle soit une référence aux premières hauteurs anciennement peuplées surplombant au sud la future cité, à l'instar de Saint-Pierre-du-Mont, ou une allusion permanente et symbolique à des fortifications ou à l'importance de la ville qui amoncelle des richesses derrière ses hautes murailles.
Toute l'explication à trouver se reporte sur la deuxième partie du nom, Marsan, ou pagus marciani en latin, entité territoriale qui préexiste à la localité fortifié médiévale. Plusieurs hypothèses concurrentes sont proposées. Certains y voient le souvenir d'un temple dédié au dieu Mars, que les Romains auraient élevé sur un coteau dominant la ville actuelle : Mons Martiani. Cette hypothèse reste sans appui archéologique.
Une seconde hypothèse provient des formes antiques de l'euskara et de l'ibérique alors communes, qui décrivent la vaste région : Marsan viendrait de ar : eau tranquille ou marais, ou de aar : rivière, et de an  : contrée ou pays. De là découlerait le nom de Mont-de-Marsan : le mont du pays des marais ou des rivières. Même une triviale décomposition en langue celtique "mar-campo", signifiant un large paysage, ouvert au lointain, marqué par des plans d'eau s'accorde, après une évolution phonétique gasconne, avec l'interprétation ibère.
Une autre explication, revendiquant une fondation légendaire proche de la première hypothèse, indique que la ville tient son nom du patronyme Marsan, qui serait celui du fondateur de la ville. Ce nom de famille vient de la paroisse de Marsan, dans l'actuel département du Gers, provenant lui-même du latin Martianus, rappelant sa fondation antique. C'est donc indirectement, par le biais du patronyme, que la ville tirerait son nom de Mars.

### Nom gascon
En gascon le nom de la ville est Lo Mont,, [lu.ˈmũⁿ], voire Lo Mont de Marçan [lu.mũⁿ.de.mar.sãⁿ], quand il faut distinguer la ville d'autres lieux aux noms similaires. Par le passé la graphie Lou Mount, à prononciation identique mais dans une graphie différente, a été utilisé, notamment par l'Escòla Gaston Fèbus, mais elle est aujourd'hui désuète. La graphie phonétique Lou Moun est d'usage populaire et abondant (centre commercial Grand Moun par exemple) sans être conforme aux règles du gascon.

## Histoire

### Préhistoire et Antiquité
Des fouilles ont révélé que la zone située entre les deux rivières est occupée de façon intermittente depuis le Paléolithique. Les découvertes fortuites des archéologues semblent attester de la présence d'un groupe sans doute important de cultivateurs néolithiques au niveau du castrum médiéval, situé sur le promontoire de la Midouze. La situation du lieu au confluent des rivières est en effet propice à l'implantation de populations.
Des fouilles archéologiques réalisées dans les années 1980 puis dans les années 2000 ont montré une occupation importante à l'âge du bronze. Les très nombreux vestiges de céramiques richement décorées prouvent l'importance de ce secteur sans toutefois nous en donner son rôle (habitats, fermes, lieux de cultes…).
Durant l'occupation romaine, les vestiges deviennent plus abondants. Un bâtiment construit en dur a été fouillé sous le jardin du donjon Lacataye. Son mobilier archéologique est abondant avec un nombre impressionnant de fragments d'amphores des Ier et IIe siècles apr. J.-C. Sous l'actuel bâtiment du conseil général, les fouilles ont aussi confirmé une occupation importante durant le Haut-Empire, avec notamment la présence de fosses dépotoirs de cette période, fosses qui trahissent la présence d'habitats. Pour le Bas-Empire, les vestiges d'un habitat ont été trouvés dans le quartier de Nonères. Compte tenu de son implantation à la confluence de rivières et des vestiges antiques que l'on y a découverts, il est fort probable que le site de Mont-de-Marsan fut aussi un port fluvial durant la période romaine.
Les fouilles archéologiques des années 1980 et 2000 ont été utiles pour mieux comprendre comment se structurent les vestiges dans l'enceinte de Mont-de-Marsan. En effet, les niveaux archéologiques sont peu profonds et regroupés sur une faible épaisseur (40 cm environ). On peut aisément comprendre que les constructions antérieures aux années 1980 ont complètement détruit les vestiges archéologiques et donc empêché de mieux connaître l'occupation ancienne de la ville.

### Fondation auXIIesiècle

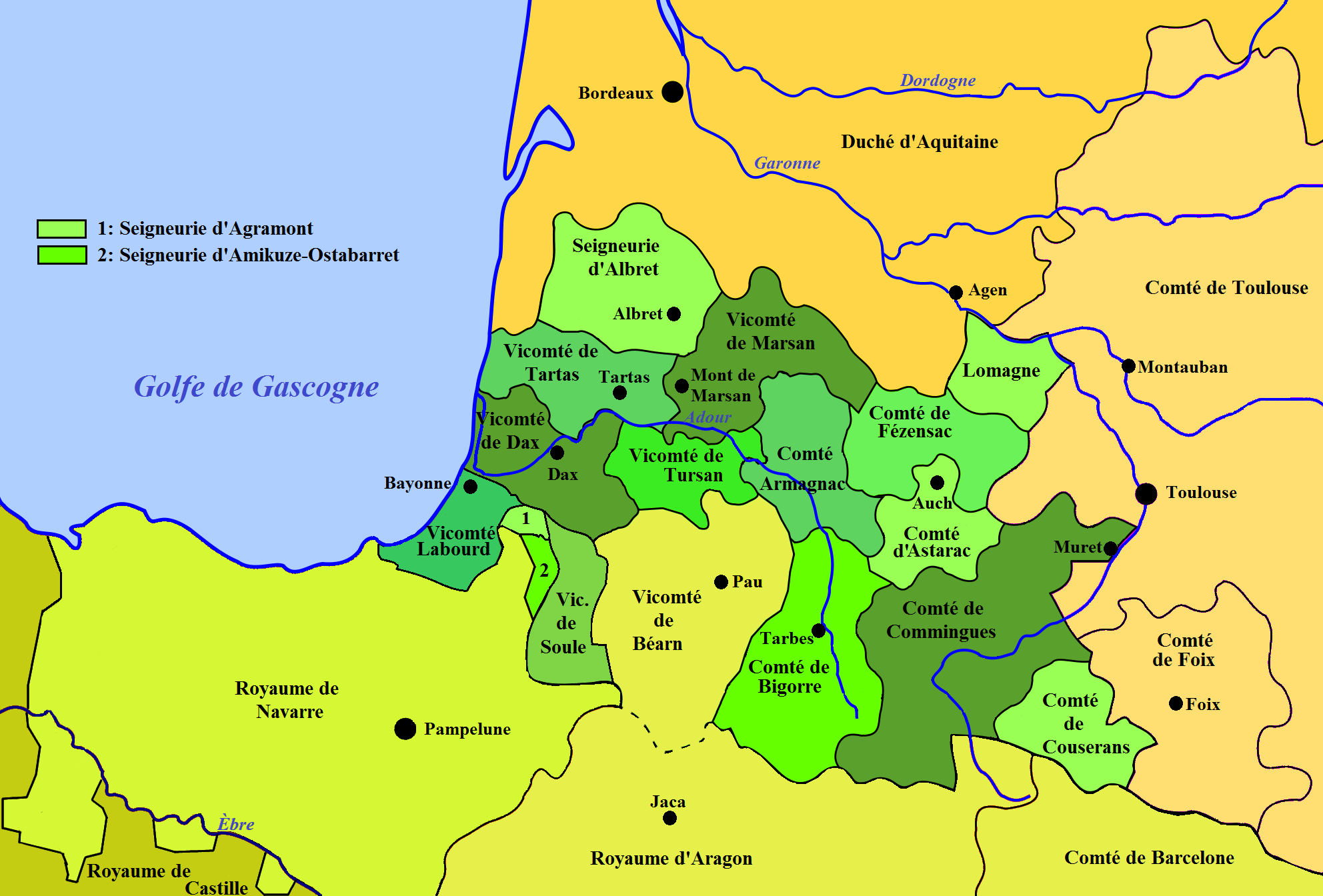
Situation de Mont-de-Marsan et de la vicomté de Marsan en Gascogne (nuances de vert), en 1150.

La fondation de Mont-de-Marsan est due au vicomte Pierre de Marsan, ancêtre au seizième degré du roi de France Henri IV. Jusque-là, les vicomtes de Marsan étaient basés à Roquefort, dans leur château de Marsan. Intéressé par le confluent de la Midouze, Pierre fonde entre 1133 et 1141 une ville nouvelle sur des terres issues des paroisses de Saint-Pierre-du-Mont et de Saint-Genès-des-Vallées (se situant aux alentours du lieudit Saint-Louis, à Saint-Pierre-du-Mont).
Il érige d'abord une forteresse, qui prendra plus tard le nom de château vieux, à l'emplacement actuel du théâtre, pour pouvoir contrôler la confluence et lever les taxes sur les marchandises qui circulent sur la Midouze. Il s'assure ainsi de substantiels revenus. La nouvelle capitale de la vicomté prend part à un échange commercial important : céréales et résine descendent de Mont-de-Marsan pour aller vers Bayonne d'où remontent du sel ou des métaux. Pour le vin et l'armagnac, il faudra attendre le XIVe siècle.
Pierre de Marsan fait appel aux habitants de Saint-Pierre et de Saint-Genès pour qu'ils s'établissent dans son bourg cadastral. Ce sont pour certains des serfs auxquels il promet la liberté en contrepartie de leur concours à sa défense.
Ces terres dépendent alors, tant spirituellement que temporellement, de la puissante abbaye de Saint-Sever. Aussi, Pierre de Marsan accorde-t-il à l'abbaye le droit d'ériger une église et un prieuré bénédictin. La première église montoise est ainsi bâtie à l'emplacement de l'actuelle église de la Madeleine.
Mont-de-Marsan se développe très rapidement, notamment vers le nord-est. Au XIIIe siècle, des murailles en pierres coquillères entourent une ville déjà bien peuplée. L'aménagement d'un débarcadère et d'un pont sur le Midou, au pied même du château, entraîne l'apparition d'un bourg sur la rive opposée. On distingue alors le Bourg-Vieux entre Douze et Midou, le Bourg-Neuf à l'est et le Bourg-de-la-Grande-Fontaine plus au sud, du côté de l'actuelle mairie.
Le port de Mont-de-Marsan s'établit plus loin, sur la rive gauche de la Midouze. Il connaît un développement rapide grâce à la position stratégique de la ville, à la limite de la Haute Lande, de la Chalosse et de l'Armagnac, entre Bayonne et Toulouse, Pau et Bordeaux. Ainsi, Mont-de-Marsan constitue une sorte de verrou entre toutes ces villes. Un nouveau quartier se développe autour du nouveau port. S'y installe notamment le couvent des Cordeliers vers 1260. Ce quartier est lui aussi entouré de murailles percées de portes donnant accès aux routes d'Aire-sur-l'Adour, Saint-Sever et Tartas. Le  couvent des Clarisses, installé à Beyries (dans la commune actuelle du Frêche) en 1256, est transféré à Mont-de-Marsan en 1275 non loin du Château-Vieux.
En un peu plus d'un siècle, une véritable ville est née, le long de trois axes. Elle prend par conséquent un caractère triple : défensif, portuaire et religieux.

### Moyen Âge et guerre de Cent Ans
Aliénor d'Aquitaine apporte le duché d'Aquitaine en dot en 1152 à son mari Henri Plantagenêt, qui devient Henri II d'Angleterre en 1154. Mont-de-Marsan passe ainsi sous domination anglaise pendant près de trois siècles, jusqu'en 1441. La population trouve refuge derrière les murailles de la cité durant les troubles liés à la guerre de Cent Ans, pendant que s’élèvent des bastides dans les environs. Durant cette période, la ville s'érige en forteresse. Elle passe sous domination de la maison de Foix-Béarn au XIIIe siècle. En 1344, Gaston Fébus, vicomte de Marsan, fait édifier le château de Nolibos et renforce les fortifications et défenses de la ville. La cité connaît ensuite peu de transformations du XIVe  au  XVIIe siècle.
La domination anglaise entraîne une singulière tradition, qui veut que chaque nouveau maire aille prêter serment en l'église de Saint-Pierre-du-Mont avant de prendre ses fonctions. Cette pratique perdure cinq siècles, pour prendre fin à la Révolution française.
Centre commercial important de Guyenne, la ville écoule vers le port de Bayonne les produits de l'arrière-pays (céréales et vins d'Armagnac notamment) durant tout le Moyen Âge et l'Ancien Régime. Le développement du trafic fluvial assure la prospérité des bateliers, organisés en confréries. La navigation se fait sur des gabares, barques à fond plat localement appelées « galupes ». La ville est en rivalité quasi constante avec les autres cités commerciales, notamment Dax.

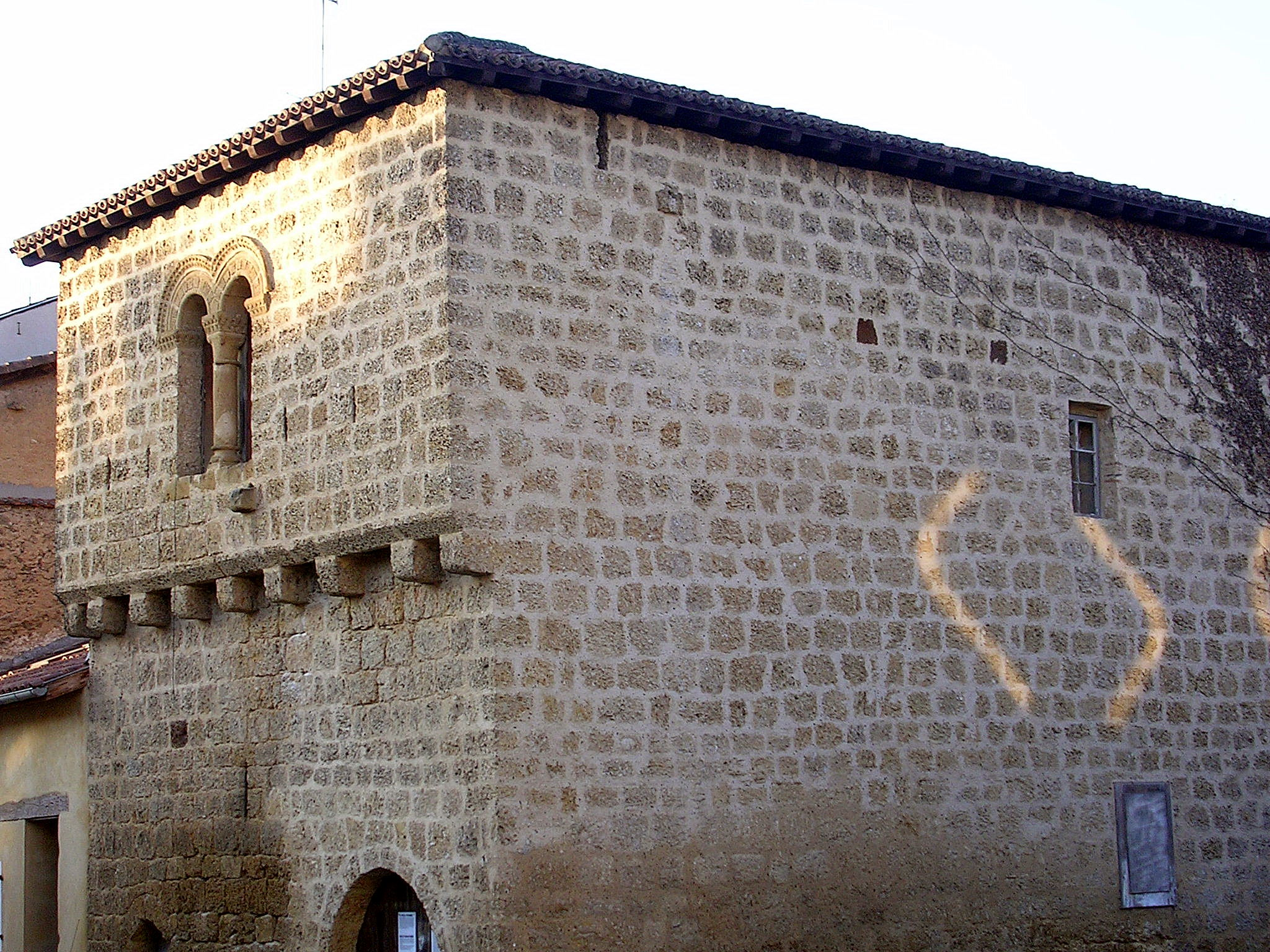
Une maison romane fortifiée de la rue Maubec(XIIe siècle).
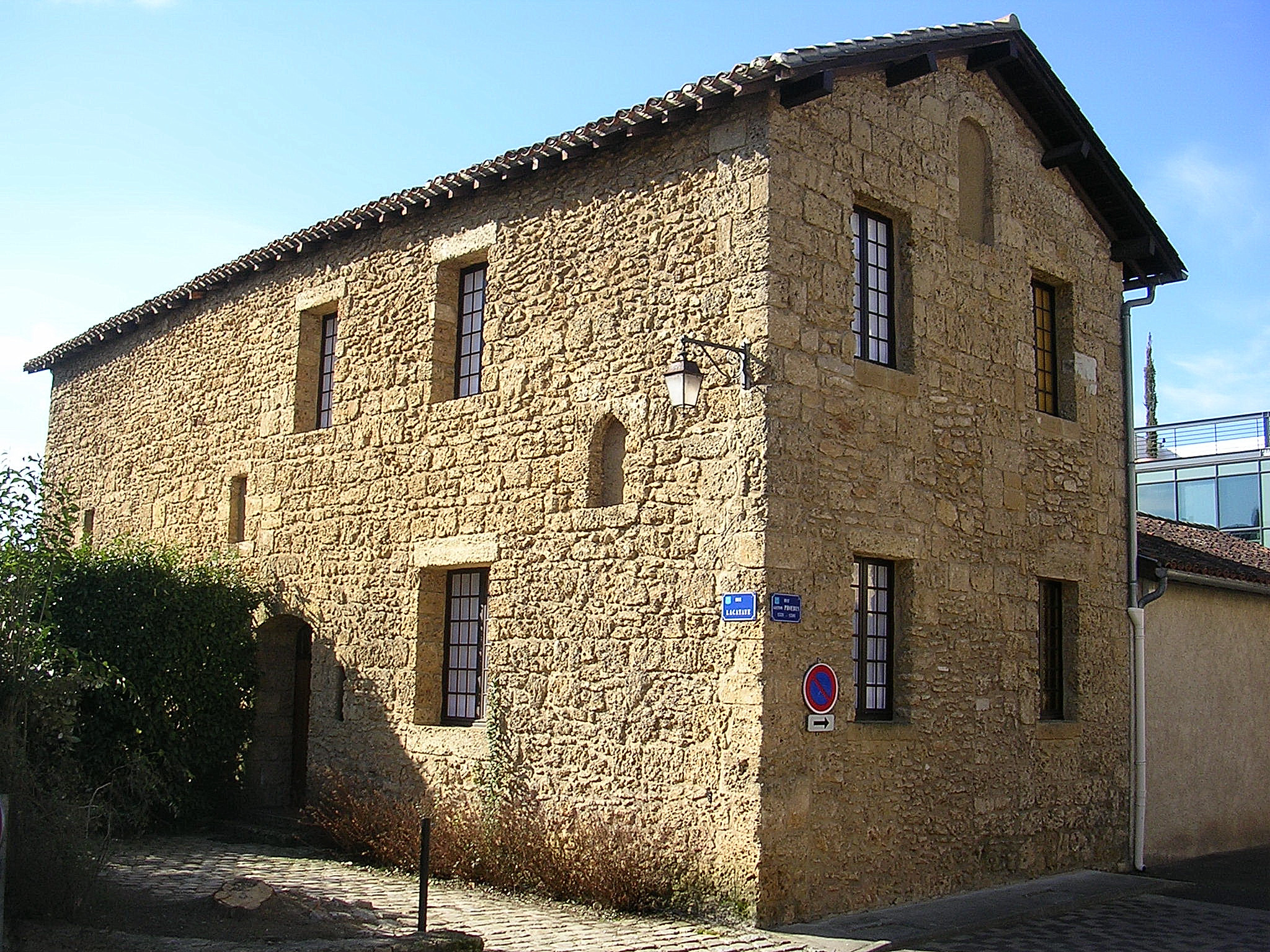
Une autre maison romane, rue Lacataye.
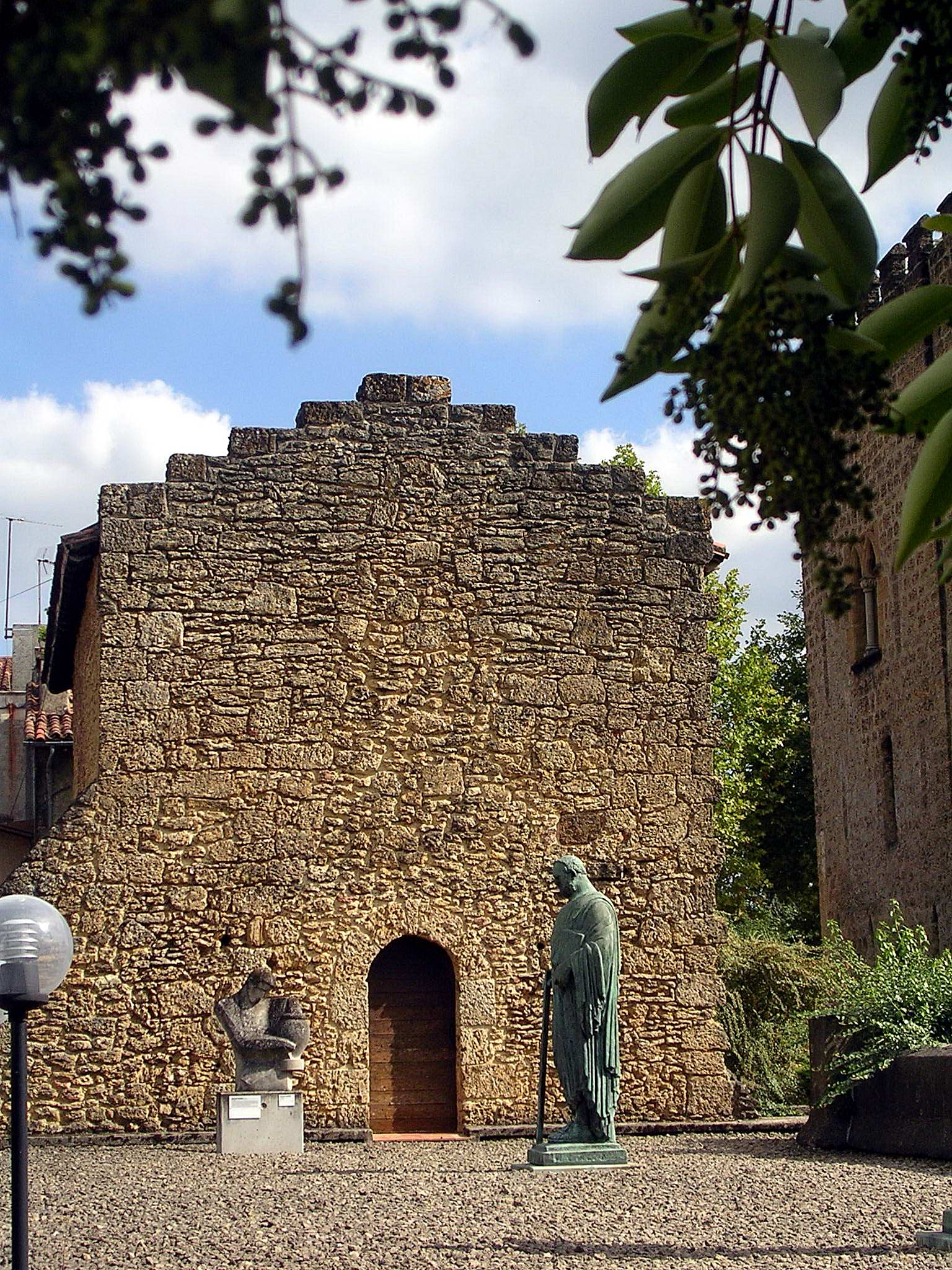
L'ancienne chapelle romane située place Pujolin (XIVe siècle), ici depuis la terrasse des musées.
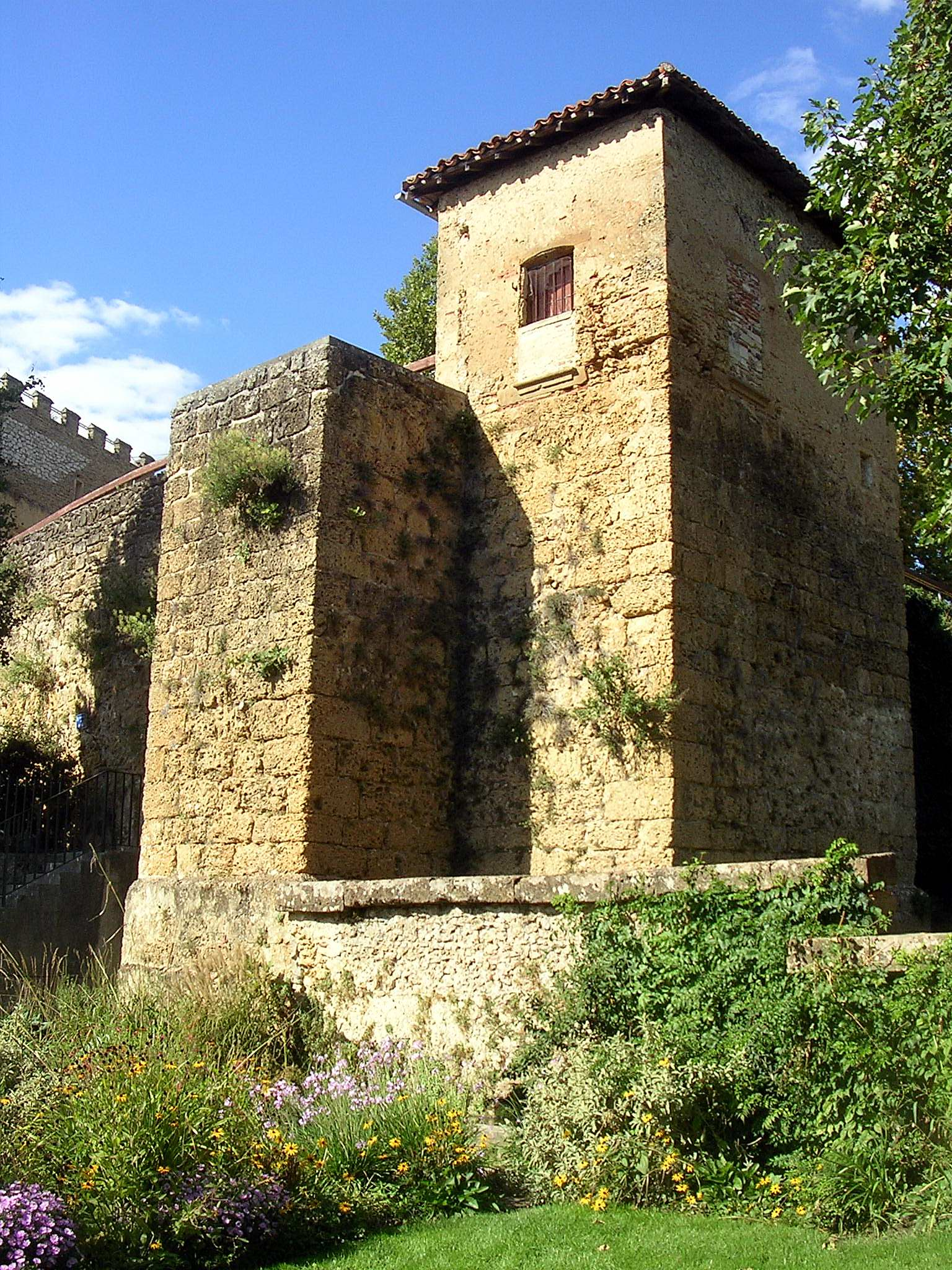
La tour des vieux remparts de Mont-de-Marsan érigés peu de temps après la fondation de la ville (XIIe siècle).
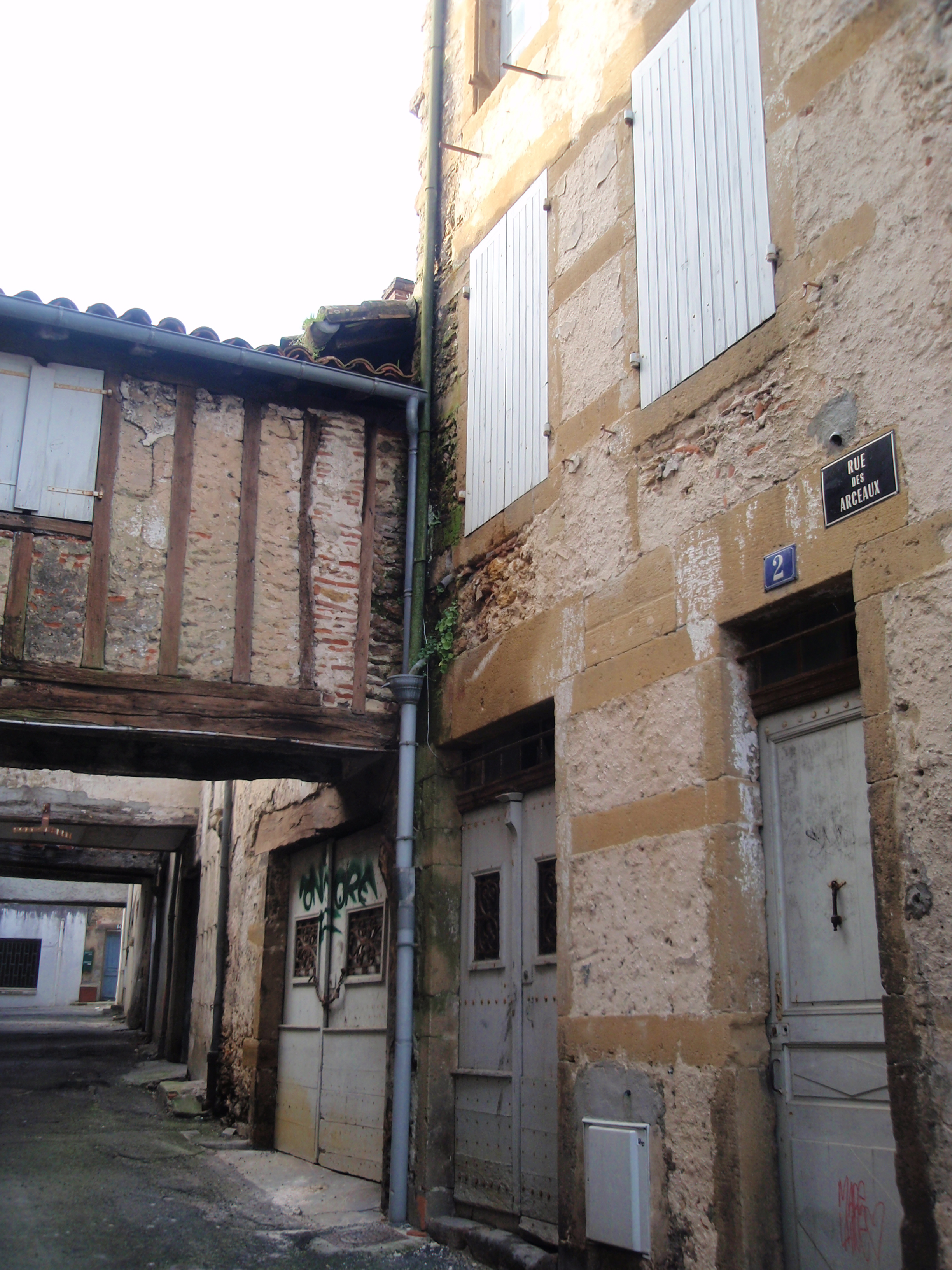
La rue des Arceaux, une ruelle ancienne en plein centre-ville.
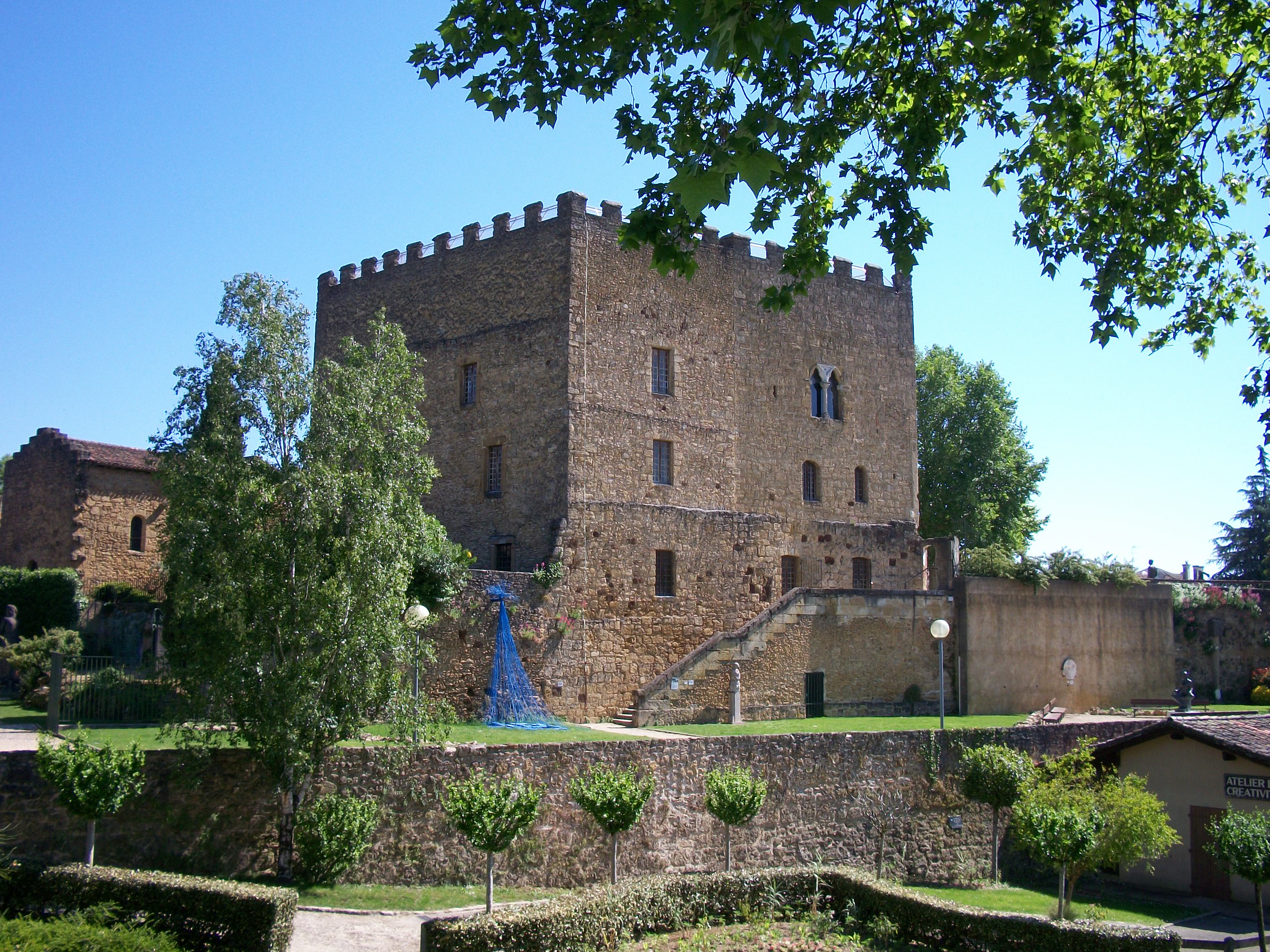
Le donjon Lacataye (XIVe siècle).

### Des guerres de Religion à la Révolution française

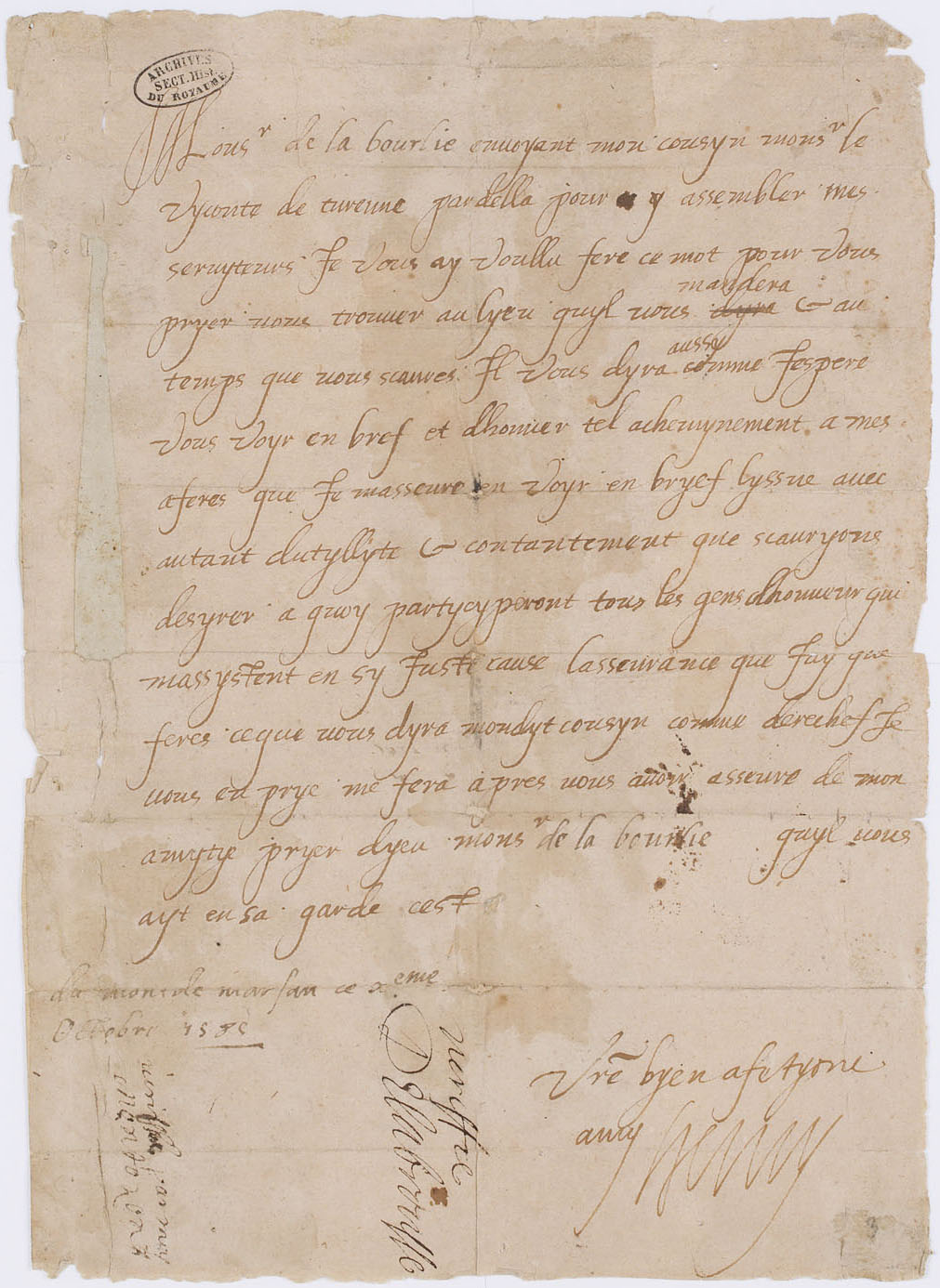
Lettre autographe de Henri de Navarre écrite à Mont-de-Marsan le 10 octobre 1585. Archives nationales. AE/II/727

En 1517, le Marsan est rattaché au domaine de la famille d'Albret, bordant la vicomté à l'ouest. Cette famille règne alors sur la Navarre. Possession de Jeanne d'Albret (convertie au calvinisme en 1560), puis de son fils Henri III de Navarre, le futur roi Henri IV de France, la ville devient une place forte protestante. Elle se trouve totalement engagée dans les conflits armés opposant, à partir de 1560 en Gascogne, catholiques et réformés. Blaise de Monluc s'en empare le 16 mai 1569, avant que les troupes huguenotes menées par Montgomery ne la reconquièrent en 1577. De continuels assauts s'ensuivent, la ville passe ainsi de mains en mains. Un décret tente de mettre fin à cette situation, mais sans résultat. Les faubourgs de la ville sont détruits ainsi que le couvent des Clarisses,, situé depuis le XIIIe siècle près de la porte de Roquefort,. Henri III de Navarre, dans sa conquête du pouvoir, entre en vainqueur en ville le 22 novembre 1583. Il adresse aux habitants une injonction qui ouvre la voie à une période de prospérité économique. Jusqu'en 1586, il fait construire des bastions fortifiés, les « Tenailles », protégeant les accès à l'est de la ville. Devenu le roi Henri IV de France, il réunit la ville à la couronne, en 1607.
Les guerres de Religion achevées, la parure militaire de la ville devient inutile. Richelieu, prétextant des troubles, fait raser en 1627 une partie du Château Vieux et le château de Nolibos. Seuls subsistent aujourd'hui de ces fortifications quelques pans des anciennes murailles ainsi qu'une maison forte rue Maubec et une autre, appelée « donjon Lacataye », ancien poste d'observation. La ville est à nouveau envahie pendant la Fronde, conséquence de son ralliement aux princes félons et de sa rébellion en 1653.
Au cours du XVIIe siècle, plusieurs établissements religieux s'installent : le couvent des Barnabites pour l'enseignement secondaire des garçons en 1657, le couvent des Ursulines pour l'éducation des jeunes filles en 1658, qui seront tous à leur tour rasés. La ville garde une place éminente comme marché aux vins, eaux-de-vie d'Armagnac et céréales : en 1654, Mont-de-Marsan est encore considérée comme le grenier de la Basse-Guyenne. En 1777 est accordée l'autorisation de démolir les portes de la ville, et en 1809, on abattra définitivement les restes du Château Vieux. Tous ces travaux ont pour conséquence d'aérer les accès et de faciliter la traversée de la ville.

### Naissance et essor d'une préfecture (1789-1945)

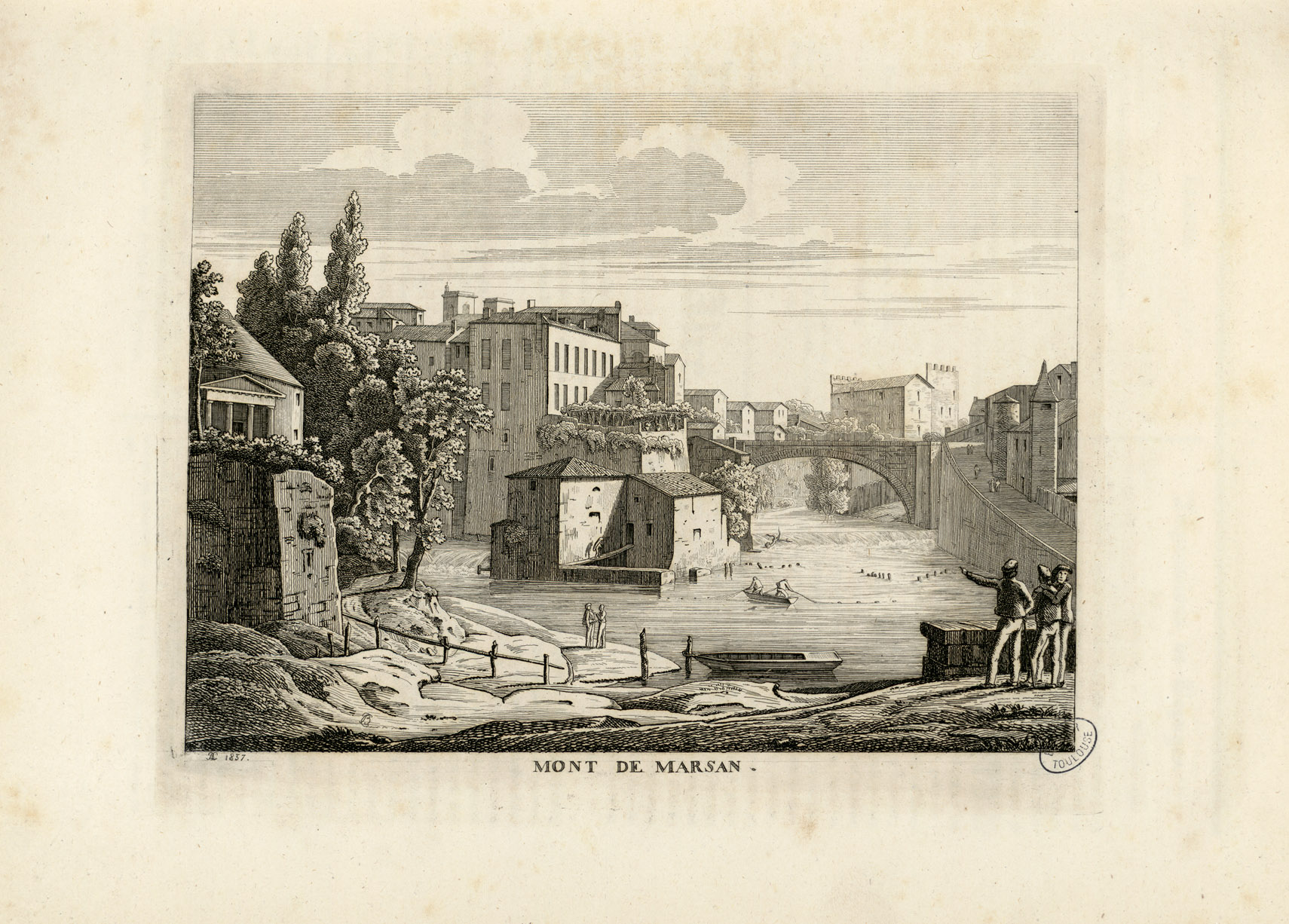
Port de Mont-de-Marsan au début du XIXe siècle. Le pont de l'hôtel de Ville (actuellement pont Gisèle-Halimi) est construit en 1810

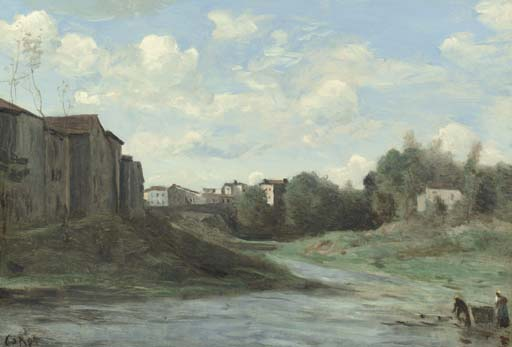
Les bords de la Midouze, Mont-de-Marsan. Vue prise sous le Pont du Commerce, Jean-Baptiste Corot, 1872

Le 4 mars 1790 prend effet la création du département des Landes suivant un découpage englobant des régions hétérogènes. Un décret de l'Assemblée Constituante fait de Mont-de-Marsan le chef-lieu de ce département, au détriment de Dax, Saint-Sever et Tartas. Grâce à la détermination du député Antoine Dufau, la ville fut donc désignée mais l'Assemblée prévit d'abord une alternance avec Dax, siège de l'épiscopat landais. En réalité, cette alternance n'a jamais eu lieu.
Mont-Marat, nom que prend la ville sous la Révolution, n'est encore qu'une ville de campagne. Il faut rapidement y construire de nouveaux bâtiments pour accueillir l'administration. Ainsi, au cours du XIXe siècle, la cité se transforme complètement en se dépouillant de son aspect de ville forte. Les grands chantiers s'enchaînent dans le sillon de l'actuelle rue Victor-Hugo : construction simultanée du palais de justice et de la maison d'arrêt de Mont-de-Marsan, construction de la préfecture des Landes. Après que l'ancienne église du XIVe siècle s'est effondrée, l'église de la Madeleine s'élève en 1830, suivant un style néoclassique. Ailleurs, on refait les ponts de Mont-de-Marsan et on commence la percée des boulevards.
Mont-de-Marsan bénéficie du développement du réseau routier au cours du XIXe siècle, étendu au niveau vicinal dès les années 1830, puis de l'ouverture de voies ferrées au cours de la seconde partie du siècle. La voie ferrée de Morcenx à Tarbes revitalise son ancienne économie d'échanges. Elle préserve son activité métallurgique, entretient un gros marché de volailles et de foie gras. Il ne faut pas oublier que son arrondissement étendu vers l'est englobe une large fraction du Bas-Armagnac, qui, autrefois par des convois tirés par des attelages de puissants bœufs bazadais, l'alimentait en tonneaux de vins et d'eaux de vie réputées.
Le chef-lieu du département commence à prendre l'allure d'une petite ville, lorsque, en 1866, l'annexion des communes de Saint-Jean-d'Août-et-Nonères, Saint-Médard et d'une partie du territoire de Saint-Pierre-du-Mont augmente considérablement sa superficie et accroît sa population. La même année est inauguré le lycée Victor-Duruy.
Après 1860 et l'implantation artificielle et généralisée d'une forêt des Landes voulue par l'empereur Napoléon III qui l'enveloppe à distance, les activités liées au bois, multipliant scieries et distillerie de résines, s'ajoutent à celles du marché et du port qui subit la concurrence implacable des installations ferroviaires. Bien avant le début du XXe siècle, l'activité portuaire s'amenuise, ralentit puis disparaît totalement en 1903.
De riches négociants s'installent dès les années de prospérité de l'Empire et font bâtir plusieurs hôtels particuliers sur la place du Commerce (l'actuelle place Joseph-Pancaut). En 1910 ouvre le premier grand magasin dans la préfecture des Landes : il s'agit des Nouvelles Galeries, installées aux Quatre Cantons, nom du carrefour entre la rue Léon-Gambetta et la rue Augustin-Lesbazeilles. Avec ses galeries, ses verrières, son espace et son personnel à disposition, ce commerce d'un genre nouveau en son temps attire la clientèle bourgeoise de la ville. En 1960, il offre de nouveaux services : un escalier mécanique remplaçant celui en fer forgé, une épicerie en libre-service et de nouveaux rayons de prêt-à-porter. En 1990, le rayon alimentaire ferme, victime de l'implantation de grandes surfaces en périphérie, et le 29 mars 2008, c'est le magasin tout entier qui cesse définitivement son activité.
Avant-guerre, sous le mandat de Jean Larrieu, maire de la ville de 1932 à 1944, sont réalisés les premiers pavillons de hôpital Layné, des groupes scolaires ainsi que l'agrandissement des arènes du Plumaçon (édifiées en 1889).
Durant la Seconde Guerre mondiale, la ville, occupée par l'armée allemande à partir du 27 juin 1940, est traversée par la ligne de démarcation. L'armée d'occupation réquisitionne la plateforme aérienne, et en fait la plus importante base de la Luftwaffe dans le Sud-Ouest de la France. Les hôpitaux Sainte-Anne, Layné et Lesbazeilles et les établissements scolaires et hôteliers sont réquisitionnés par l'armée allemande pour y loger les officiers et les soldats. Les structures de commandement de l'armée allemande (kommandantur) se partagent entre plusieurs sites : l'Orstkommandantur (centre de commandement de la ville) s'installe au 22 rue Victor-Hugo, la Feldkommandantur (centre de commandement du département) occupe le deuxième étage du cercle des officiers (l'actuel hôtel de ville), la Standortkommandantur (centre de commandement de la garnison) est à la Caisse d'Épargne (actuel hôtel de la police municipale), la kommandantur départementale responsable des laissez-passer (Ausweis) pour les Landes et les Basses-Pyrénées est au 17 rue Lesbazeilles.
En 1942, la montoise Renée Darriet s’engage dans la Résistance avec son jeune frère. Le 27 mars 1944, les installations militaires sont bombardées par une cinquantaine d'avions anglo-américains. Les dégâts collatéraux entraînent la mort de 12 civils, on compte également quinze blessés. La ville est finalement libérée le 21 août 1944.
Juste avant 1950, Mont de Marsan compte 17000 habitants, dont 15000 vivant aggloméré sur un périmètre urbanisé. La commune garde une fonderie. L'avenir de la forêt landaise, en partie abandonnée pendant le conflit mondial et ensuite ravagée par les incendies, apparaît sombre.

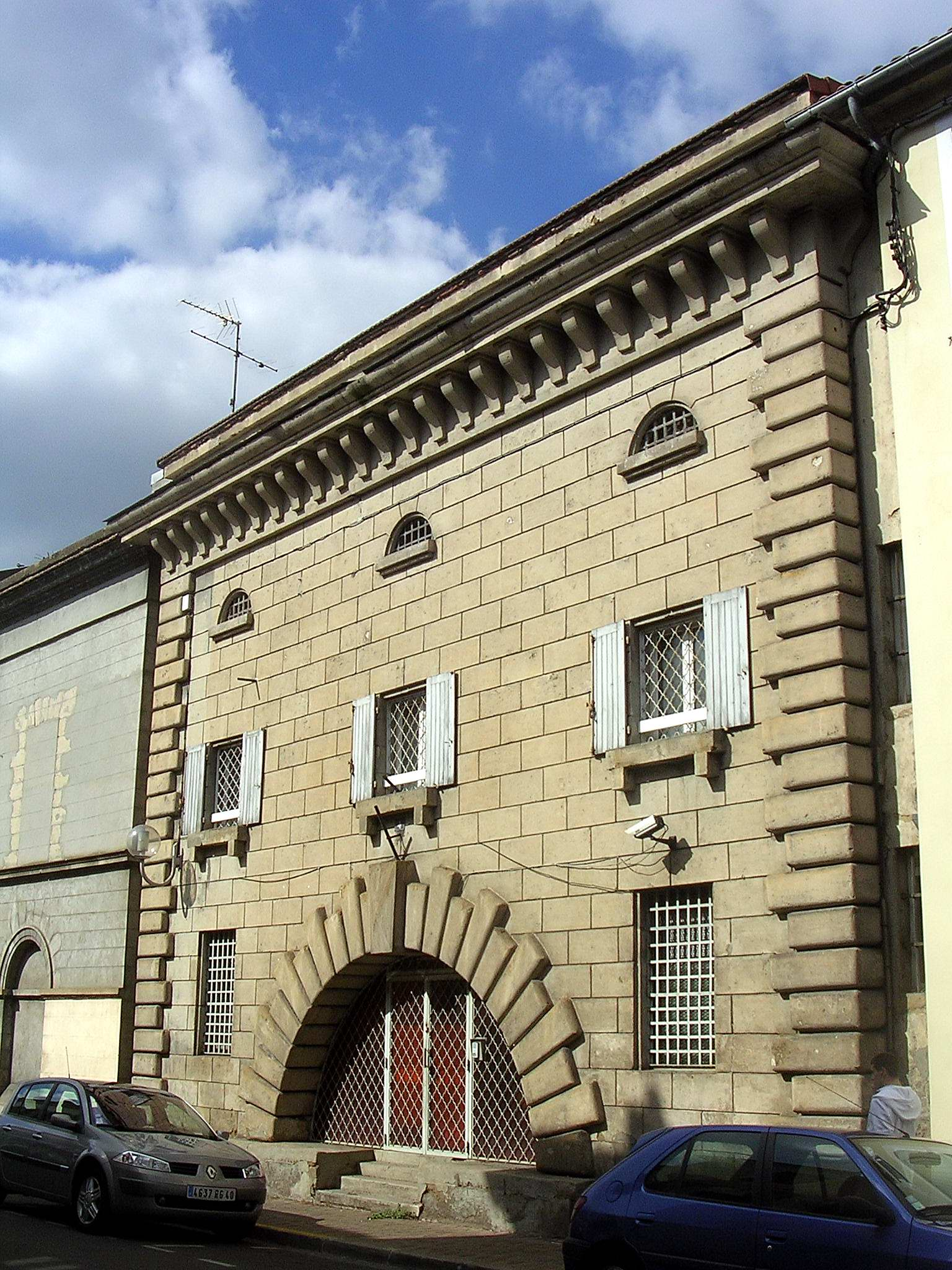
Façade de l'ancienne prison de Mont-de-Marsan (1809, classée MH).
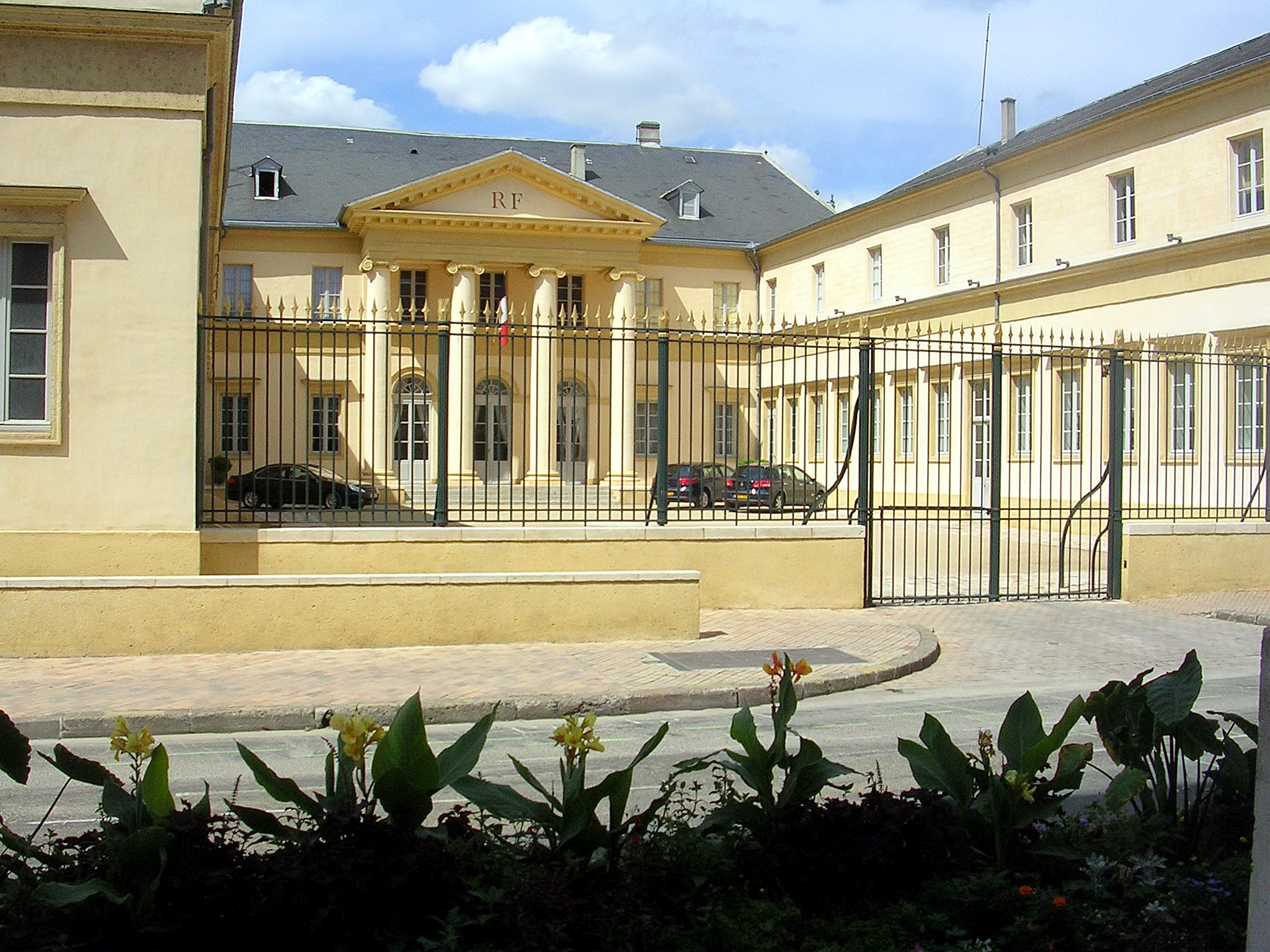
Préfecture des Landes (1818, inscrite MH).
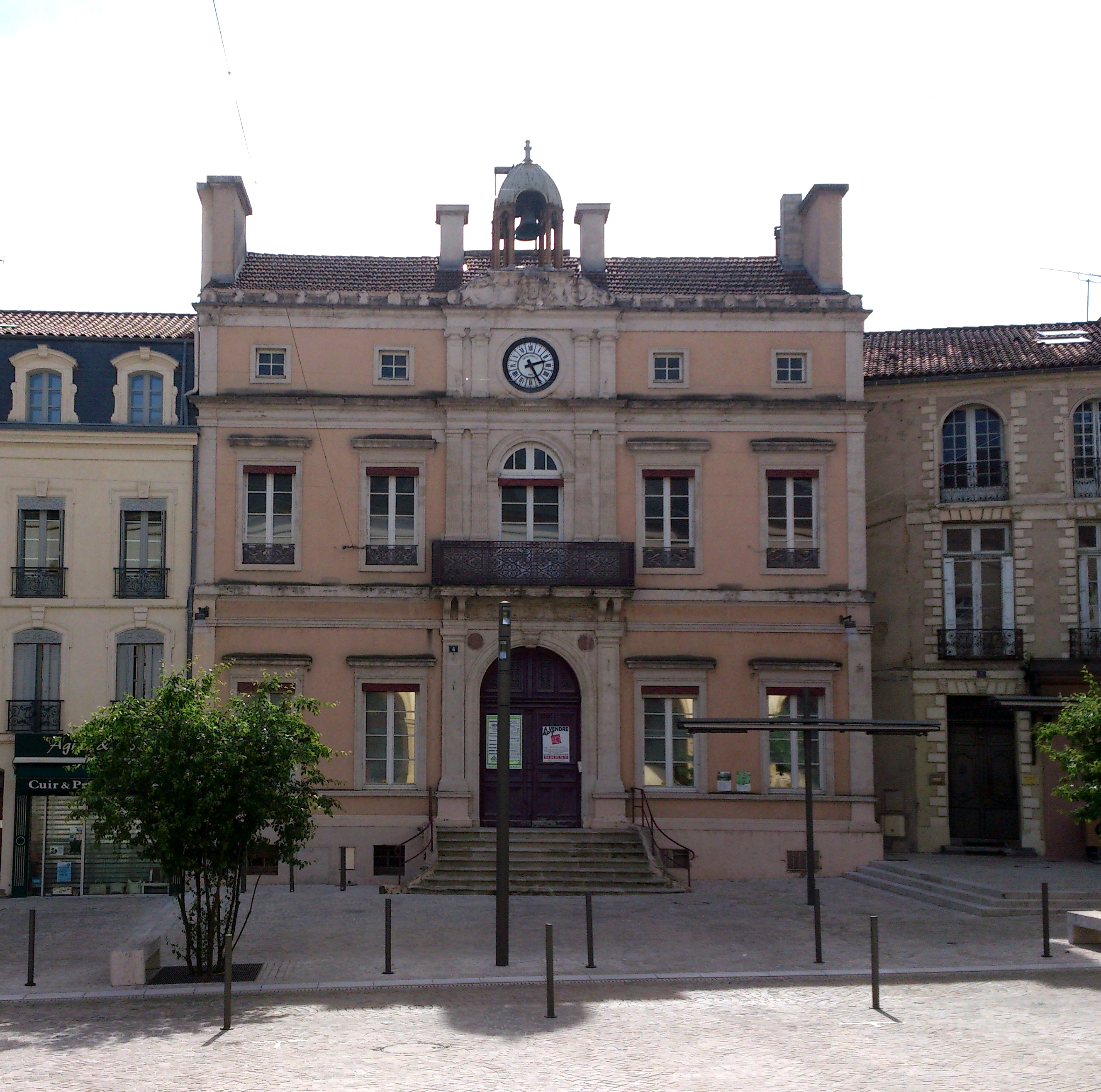
Ancien hôtel de ville de 1846 à 1946, transformé en bibliothèque en 1971 et en résidence en 2012
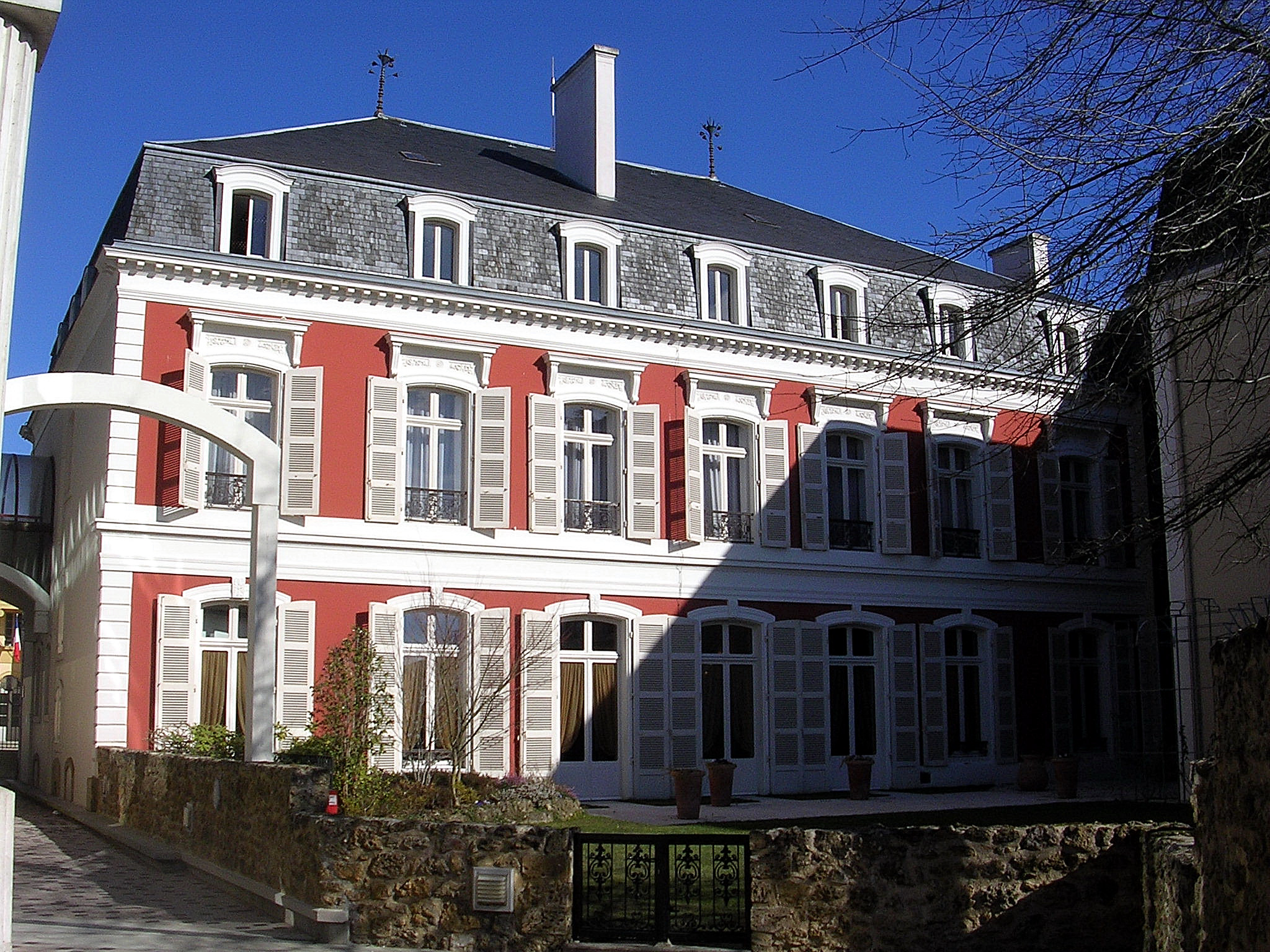
Hôtel Planté (Second Empire), devenue l'hôtel de Département en 1975.
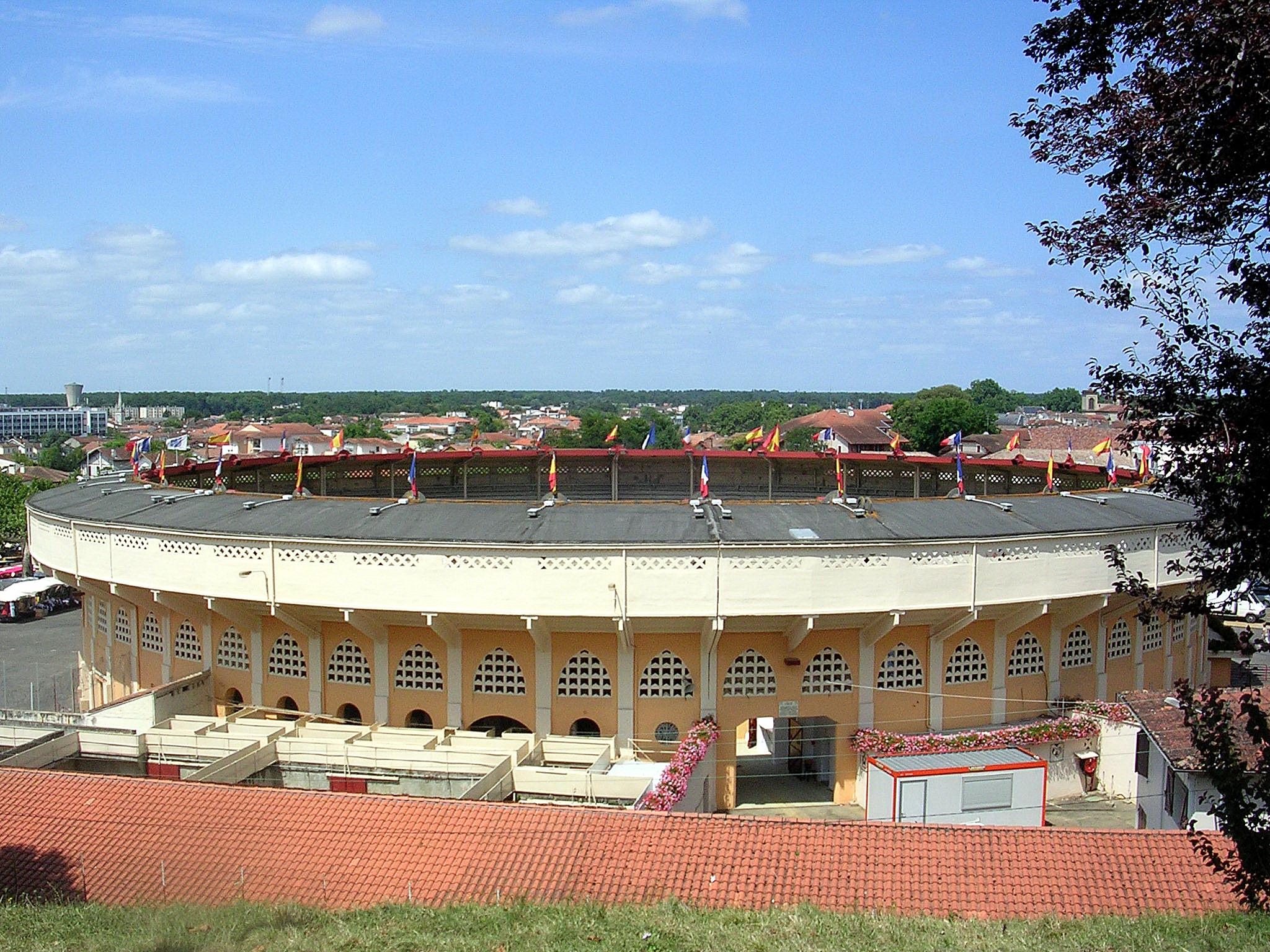
Arènes du Plumaçon (1889), labellisées « Patrimoine du XXe siècle » en 2007.
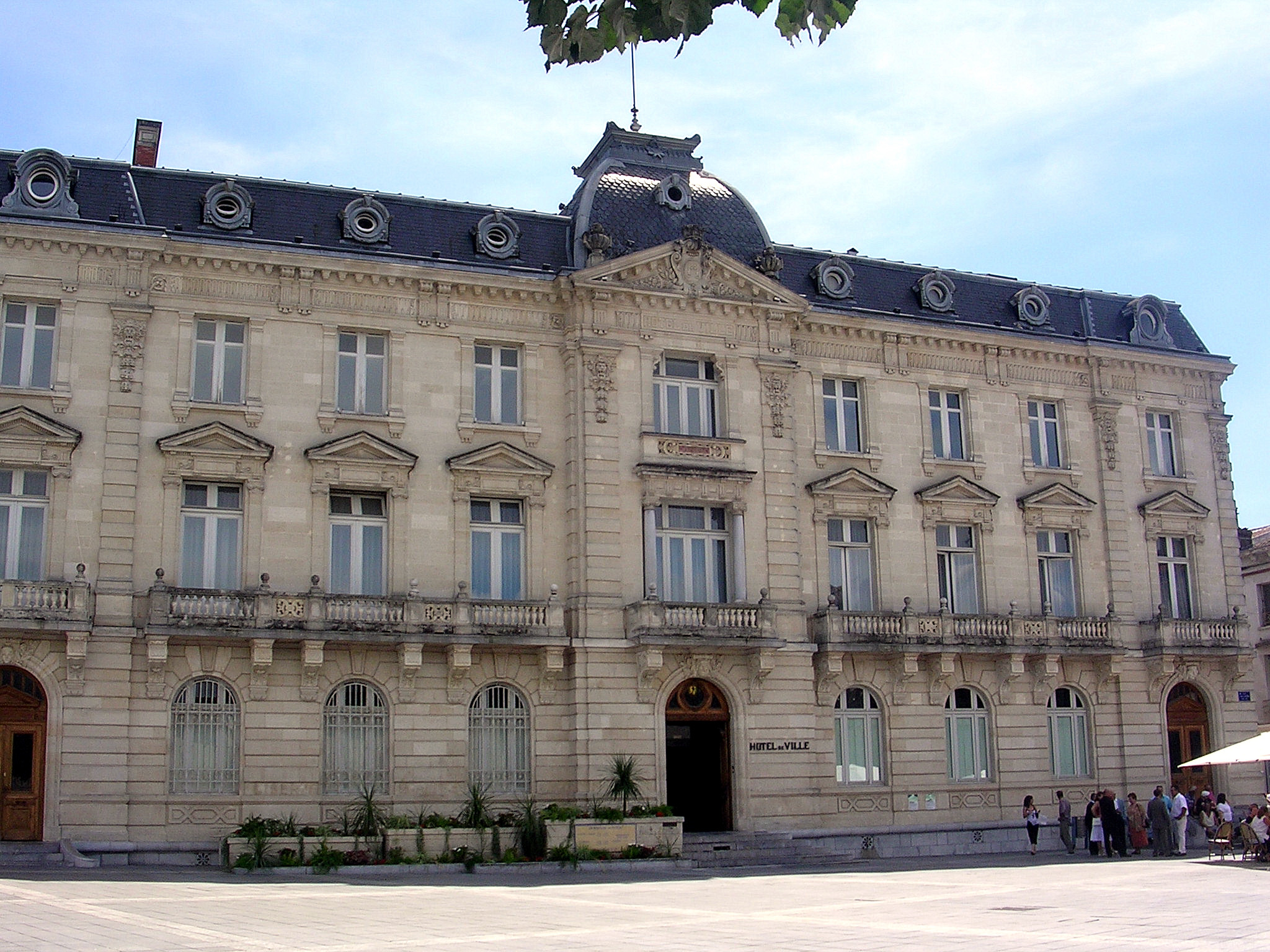
Hôtel de ville (1901), sur la place du Général-Leclerc
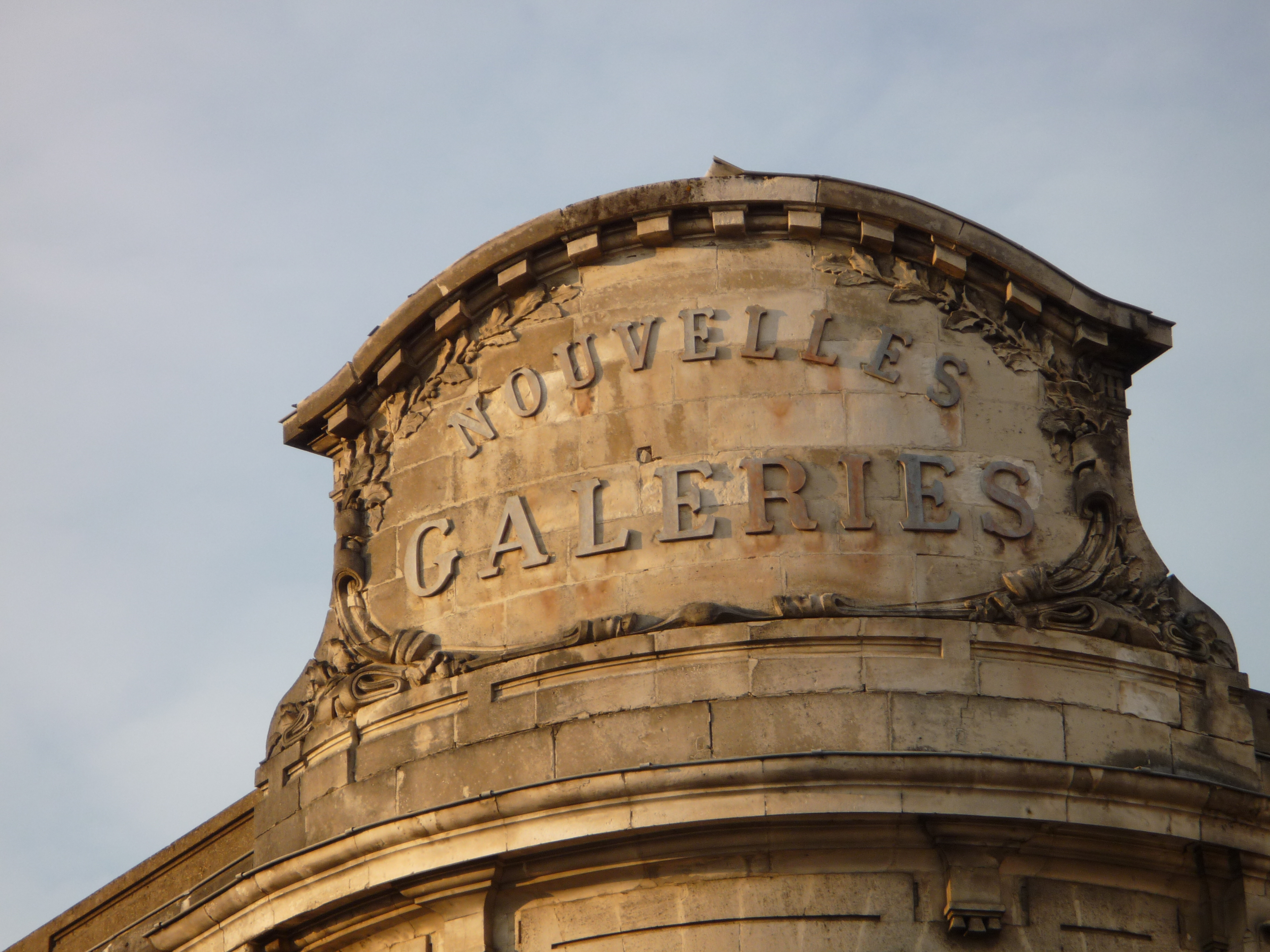
Magasin des Nouvelles Galeries de Mont-de-Marsan, édifié entre 1909 et 1910
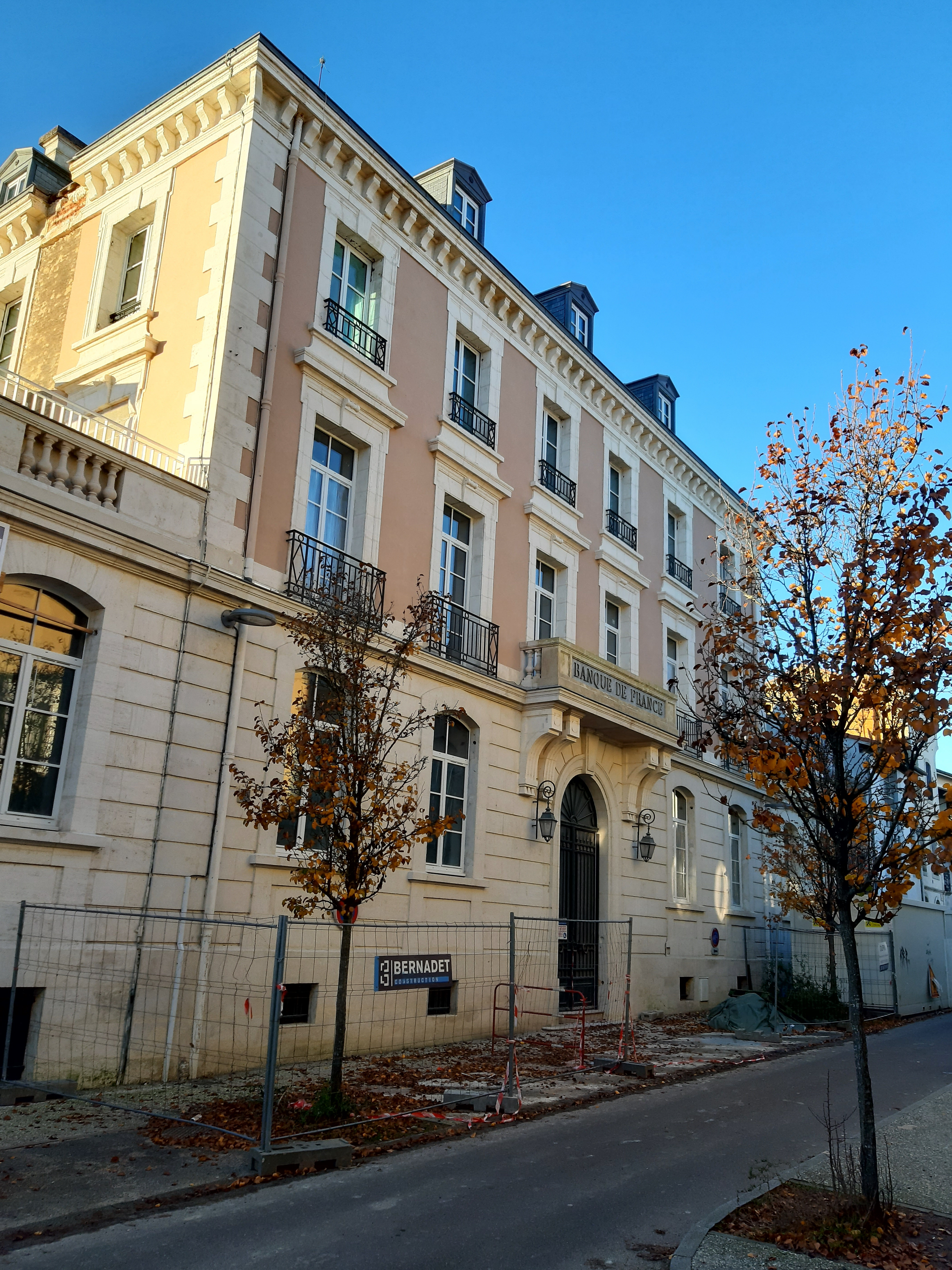
Ancien siège de la Banque de France
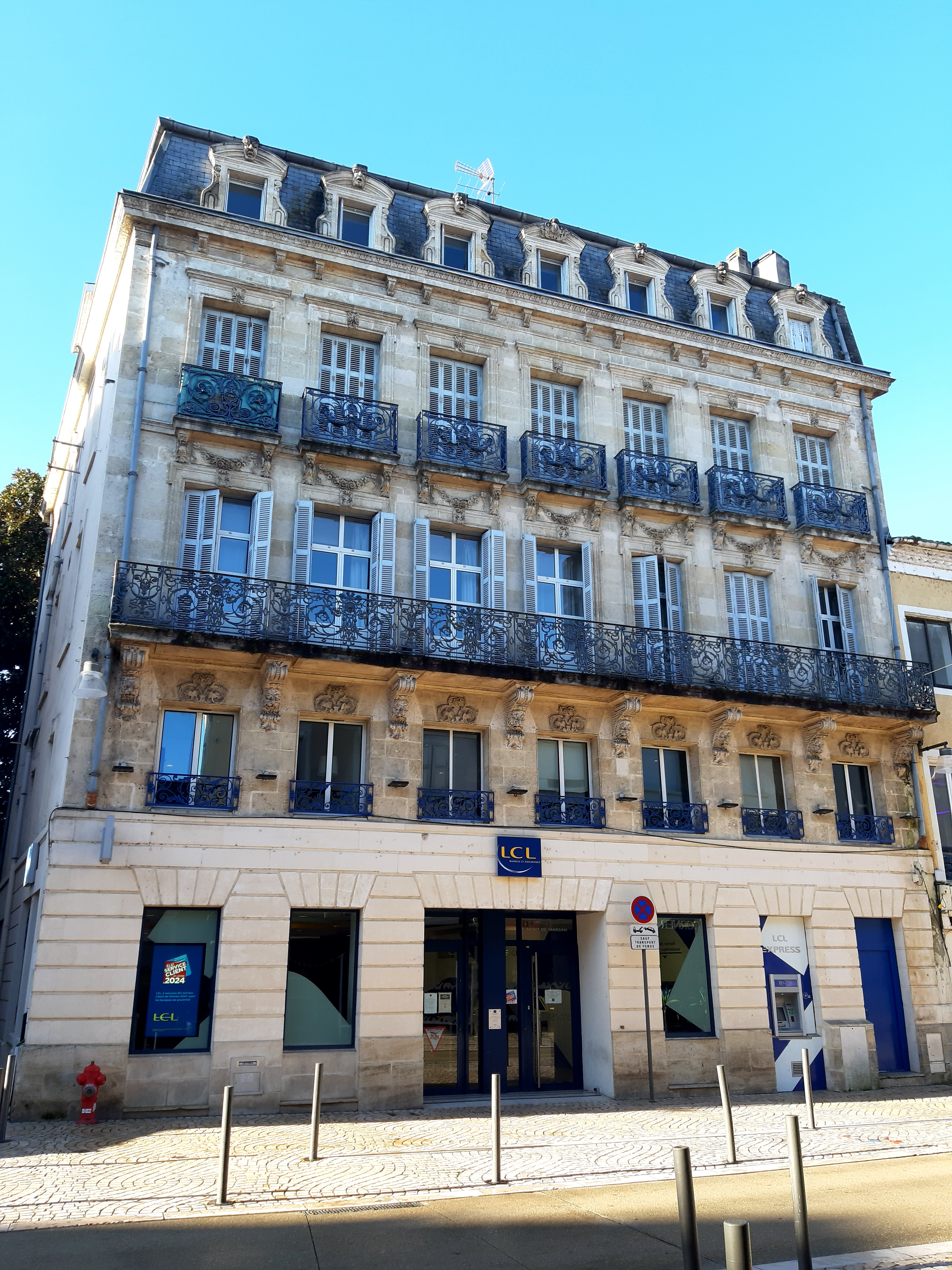
Agence de la banque LCL, rue Léon-Gambetta
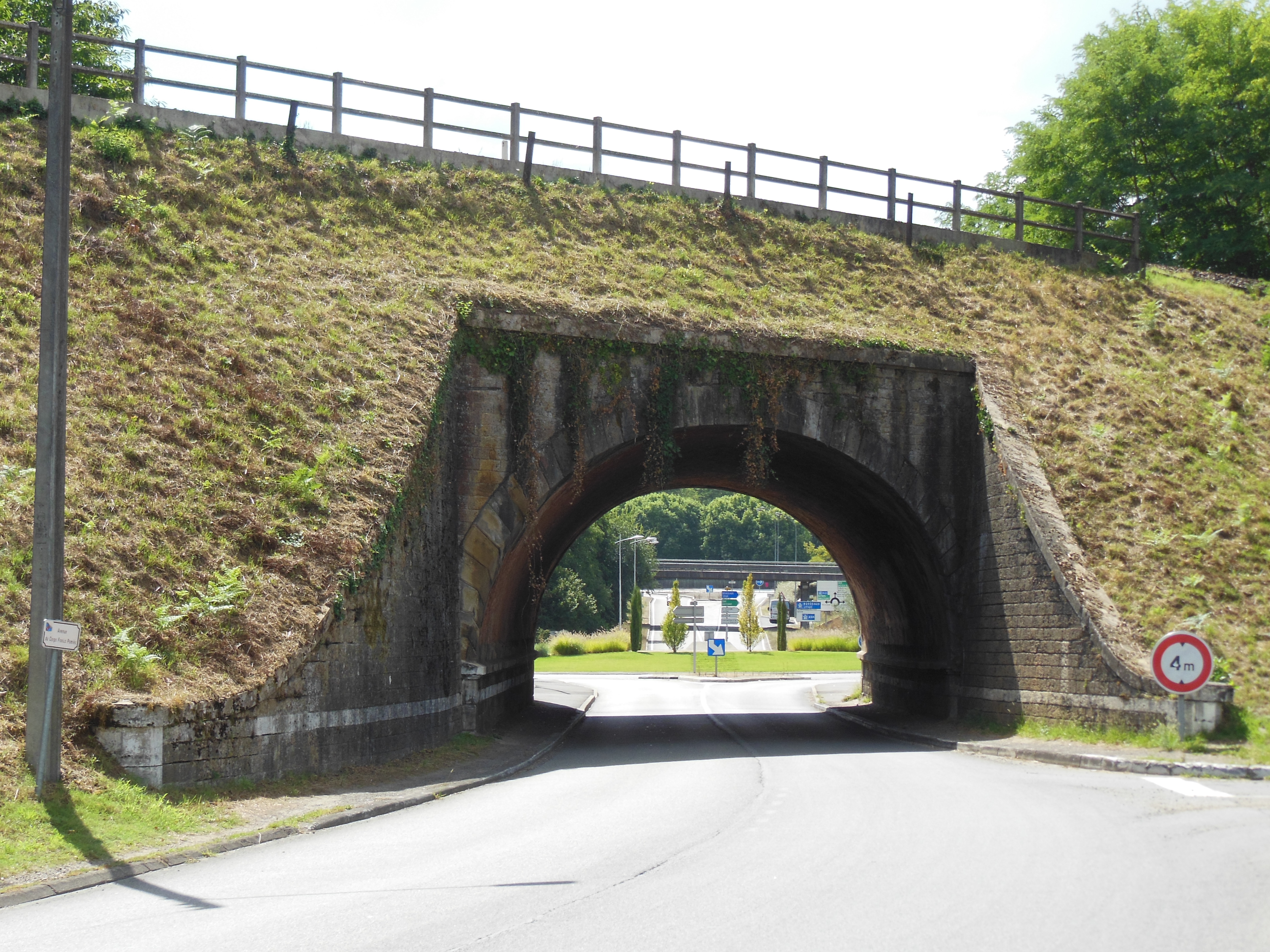
Pont de Bats, lieux du dernier combat de libération de la ville le 21 août 1944

### De l'après-guerre jusqu'à nos jours

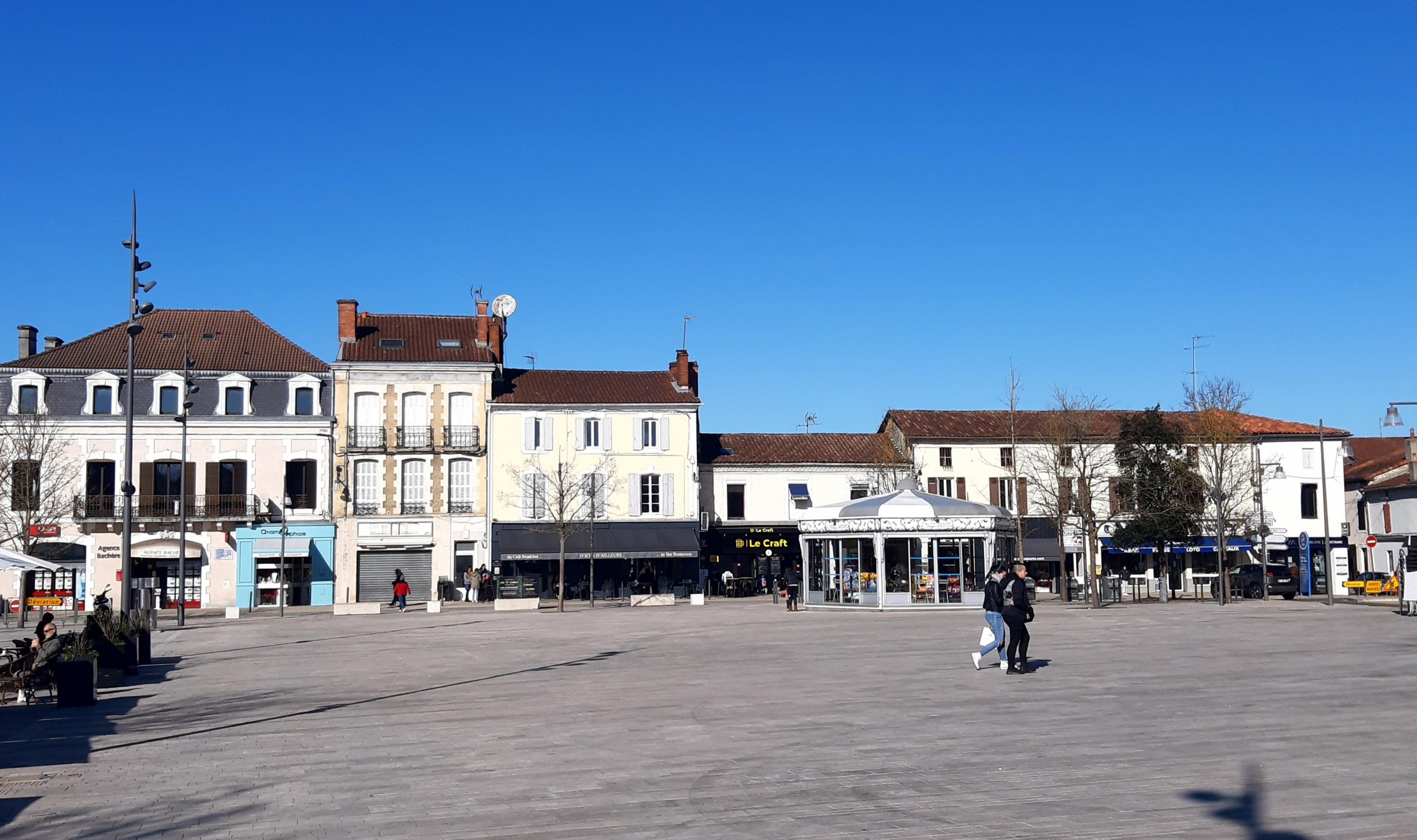
Place Saint-Roch

En 1946, s'installe le Centre d'expériences aériennes militaires (base aérienne 118), donnant un nouvel essor à la cité montoise. La population augmente rapidement, ce qui permet l'édification de premiers centres commerciaux.
Une politique d'urbanisation à l'horizontale, due à la volonté du maire Charles Lamarque-Cando (1962-1983), fondateur des Castors landais, modifie considérablement l'aspect de la commune à partir de 1962, faisant reculer sans cesse les limites de la forêt de pins au profit de nouveaux quartiers. S'étend sur la partie est de l'agglomération un vaste ensemble résidentiel aisé qui ne cesse de grignoter de nouvelles terres du fait de la rurbanisation.
Le conseil général des Landes s'installe le 6 décembre 1975 dans l'hôtel Planté, rue Victor-Hugo. Construite sous le Second Empire, elle fut d'abord la propriété de Fortis Adolphe Marrast, conseiller général d'alors, qui la lègue à son neveu, le pianiste Francis Planté.
Sous l'impulsion du maire socialiste Philippe Labeyrie (1983-2008), la ville se modernise à plusieurs égards (services publics, commerces de centre-ville attractifs, développement des politiques culturelles et de l'éducation). Le maire sera à la base de grands projets : grande médiathèque du marsan, réhabilitation du site de l'ancienne caserne Bosquet, rénovation des places de centre-ville et création de parkings, modernisation des écoles de premier degré, développement du réseau associatif particulièrement important pour la commune, etc.).
Sur le plan économique, démographique ou urbanistique cette dynamique tend à changer le visage de la ville et à la rendre plus agréable et surtout, plus attractive.

## Politique et administration

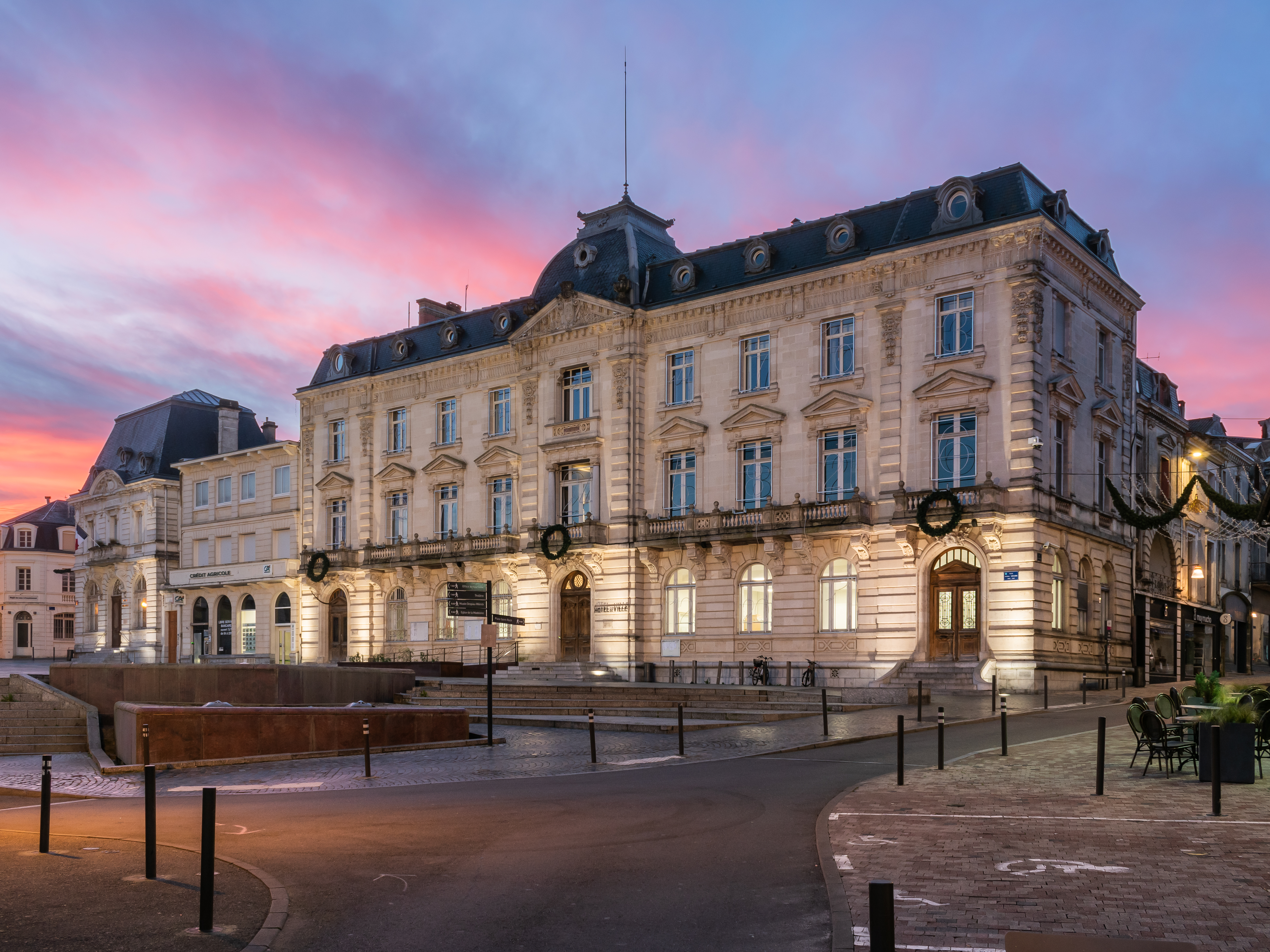
Hotel de ville de Mont-de-Marsan. Janvier 2023.

### Jumelages
| Ville | Ville    | Pays | Pays    | Période     |
| ----- | -------- | ---- | ------- | ----------- |
|       | Alingsås |      | Suède   | depuis 1956 |
|       | Tudela   |      | Espagne | depuis 1986 |

## Population et société

### Démographie
En 1866, Mont-de-Marsan absorbe les communes de Saint-Jean-d'Août-et-Nonères, Saint-Médard-de-Beausse et une partie du territoire de Saint-Pierre-du-Mont.
L'évolution du nombre d'habitants est connue à travers les recensements de la population effectués dans la commune depuis 1793. Pour les communes de plus de 10 000 habitants les recensements ont lieu chaque année à la suite d'une enquête par sondage auprès d'un échantillon d'adresses représentant 8 % de leurs logements, contrairement aux autres communes qui ont un recensement réel tous les cinq ans,.

En 2022, la commune comptait 31 455 habitants, en évolution de +5,25 % par rapport à 2016 (Landes : +5,78 %, France hors Mayotte : +2,11 %).
| 1793  | 1800  | 1806  | 1821  | 1831  | 1836  | 1841  | 1846  | 1851  |
| ----- | ----- | ----- | ----- | ----- | ----- | ----- | ----- | ----- |
| 4 000 | 2 866 | 5 256 | 3 065 | 3 774 | 4 082 | 4 465 | 4 684 | 4 655 |

| 1856  | 1861  | 1866  | 1872  | 1876  | 1881   | 1886   | 1891   | 1896   |
| ----- | ----- | ----- | ----- | ----- | ------ | ------ | ------ | ------ |
| 5 210 | 5 574 | 8 455 | 8 138 | 9 310 | 10 878 | 11 760 | 12 031 | 11 274 |

| 1901   | 1906   | 1911   | 1921   | 1926   | 1931   | 1936   | 1946   | 1954   |
| ------ | ------ | ------ | ------ | ------ | ------ | ------ | ------ | ------ |
| 11 604 | 11 923 | 12 091 | 10 836 | 12 134 | 11 854 | 13 009 | 14 055 | 17 120 |

| 1962   | 1968   | 1975   | 1982   | 1990   | 1999   | 2006   | 2011   | 2016   |
| ------ | ------ | ------ | ------ | ------ | ------ | ------ | ------ | ------ |
| 20 191 | 24 444 | 26 166 | 27 326 | 28 328 | 29 489 | 30 230 | 31 188 | 29 885 |

| 2021   | 2022   | - | - | - | - | - | - | - |
| ------ | ------ | - | - | - | - | - | - | - |
| 30 674 | 31 455 | - | - | - | - | - | - | - |

À l'image de son territoire, Mont- de-Marsan gagne chaque année un peu plus d'habitants, notamment grâce à un solde migratoire et un accroissement naturel positifs. Pour 2020, les experts estiment que la population de la communauté d'agglomération, incluant ses 18 communes, atteindra 65 000 habitants, contre 56 000 à l'heure actuelle.
Aussi, en 2009, 345 bébés sont nés sur le sol montois contre 280 personnes décédées. Par ailleurs, on compte plus de femmes (51 % de la population) que d'hommes et la tranche d'âge la plus forte est celle des 45-59 ans. Les retraités représentent quant à eux 30 % des ménages. La population montoise est ainsi plutôt jeune comparée à d'autres villes de taille comparable.

### Enseignement
Historiquement, les premiers établissements scolaires de la ville sont des couvents créés au XVIIe siècle :
- le couvent des Ursulines (1638) pour les jeunes filles, qui se trouvait dans le secteur Dulamon, Hugo, Maubec (ancien palais de justice)
- le couvent des Barnabites (1657) pour les jeunes hommes, se trouvait à la place de l'actuel hôtel de ville. II ne reste plus de vestiges de ces établissements.

École maternelle

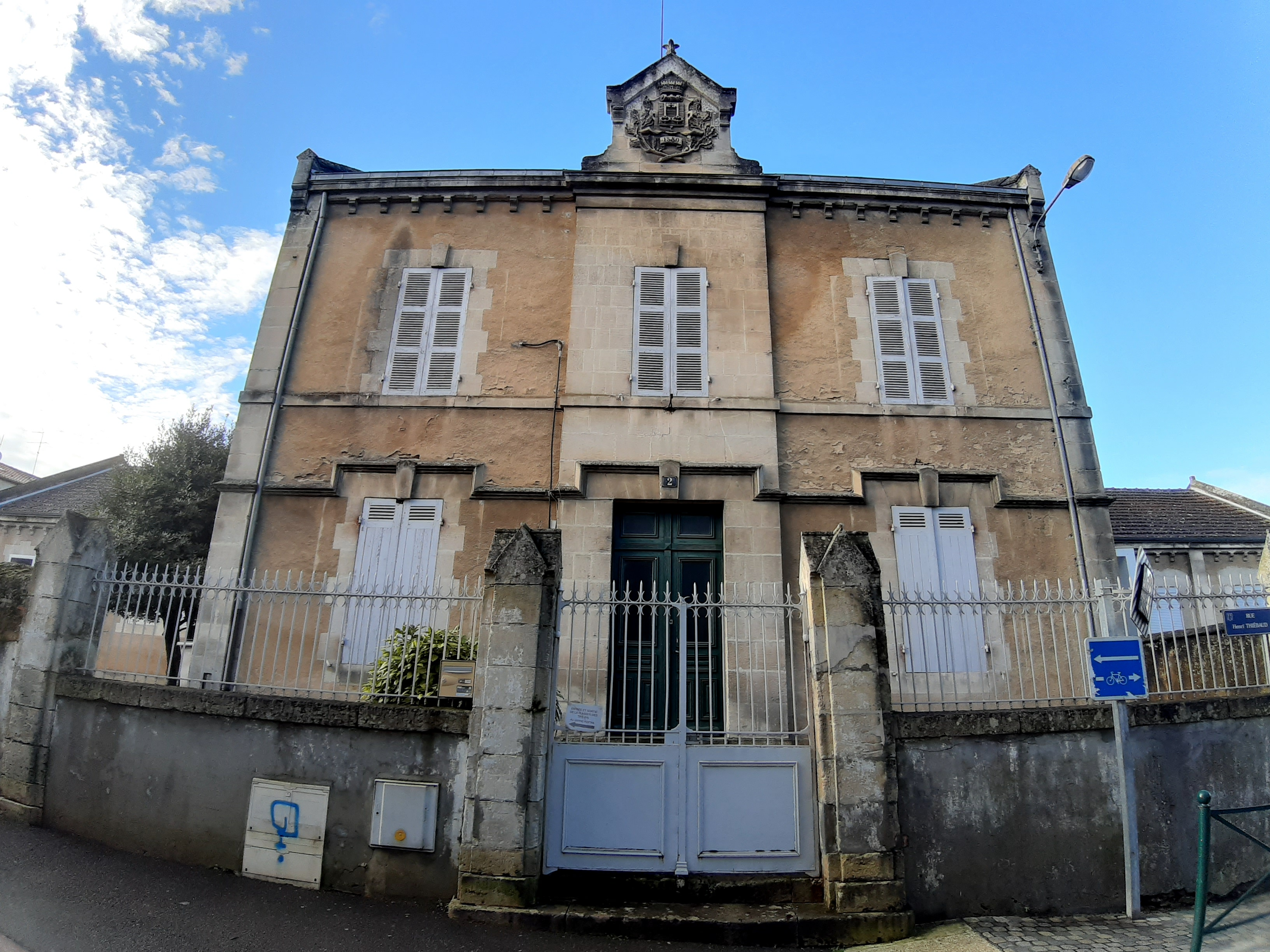
Ecole maternelle du centre (1880)

En 1859, la ville accepte un don du curé de la paroisse de la Madeleine pour l'achat de l'immeuble Loubère. Elle s'engage à y ouvrir « une salle d'asile pour les enfants pauvres de moins de six ans » (« asile » est alors le nom donné aux écoles maternelles). L'école est rebâtie et agrandie en 1880 jusqu'à la rue Henri-Thiébaud et prend le nom d'école maternelle du centre. Son fronton porte les armoiries de la ville.
Les écoles de quartier, collèges et lycées contemporains sont les suivants: 
Écoles primaires
Arènes, Argenté, Beillet Jean Moulin, Bourg Neuf, Carboué, Peglé, Peyrouat, Pouy, Saint-Jean-d'Août, Saint-Médard, privé Notre Dame, Sainte-Thérèse, Saint-Joseph.
Secondaire
- Collèges :  Cel le Gaucher, Victor Duruy, Jean Rostand (arènes), Jean Cassaigne
- Lycées : Victor Duruy (1866), Charles Despiau (1961), Estève (1936 ateliers professionnels puis 1977 lycée technique), Wlérick (dit du Péglé 1956), Saint-Vincent-de-Paul.

Anciens établissements
- école Pigier : se trouvait face à la l'église de la Madeleine dans les années 1980.
- collège de La Poste : détruit aujourd'hui, en lieu et place de l'esplanade et du parking du Midou
- collège de la Croix-Blanche : ouvert en 1965, dans l'ancien couvent des Capucins de Mont-de-Marsan, aujourd'hui détruit
- pensionnat pour jeunes filles Notre-Dame de Lorette[Note 7] puis Jeanne d'Arc : se situait 8 rue Général-Lasserre. Créé en 1830, il fonctionne jusqu’en 1933, date à laquelle la congrégation enseignante de l'Immaculée Conception est expropriée en application de la loi du 7 juillet 1904.

#### Enseignement secondaire

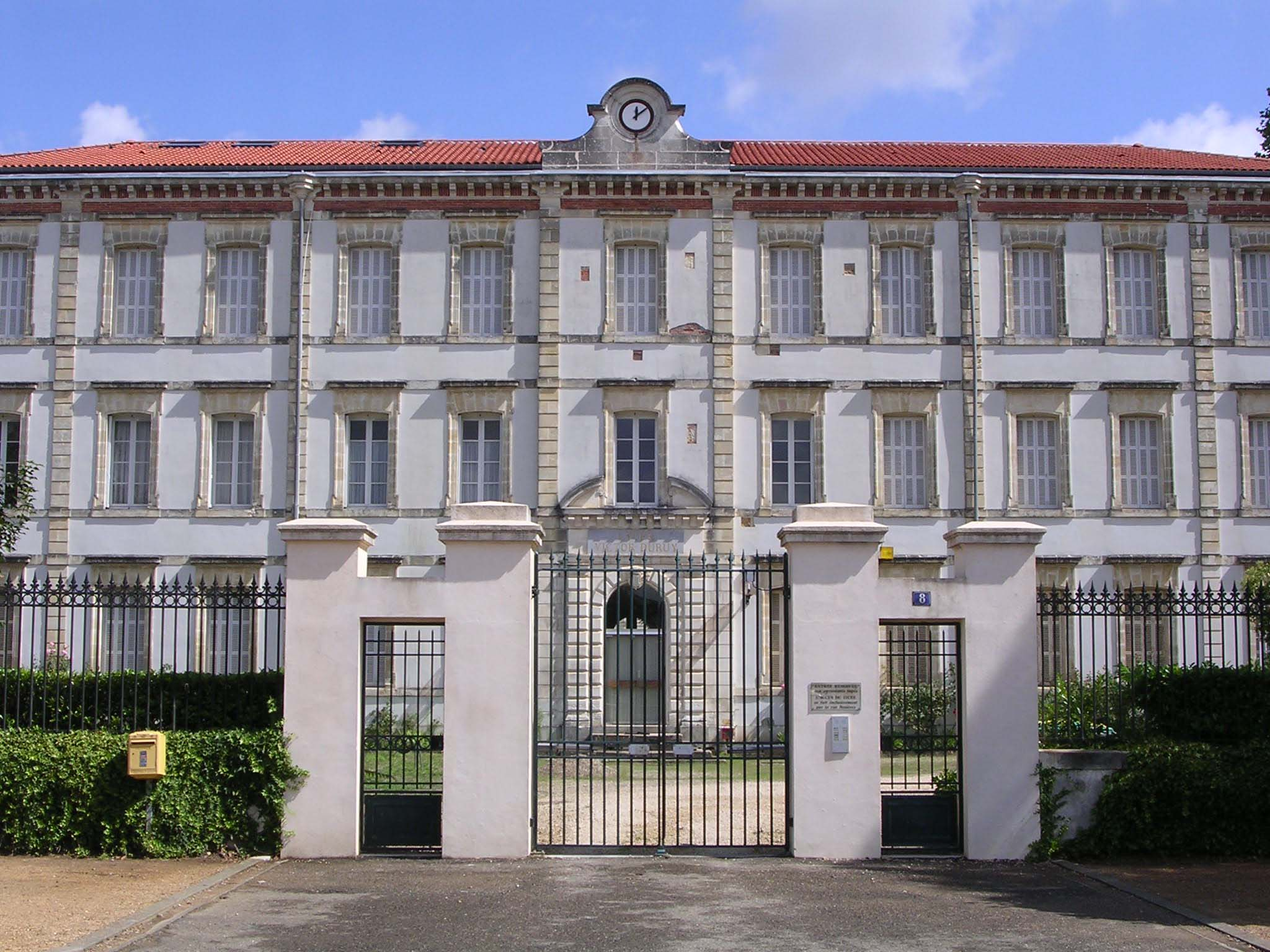
Lycée Victor-Duruy (1866), le plus ancien de la ville.

#### Enseignement supérieur
En 1889 ouvre l'école normale de Mont-de-Marsan.
De nos jours, on estime à environ 2 500 le nombre d'étudiants inscrits à Mont-de-Marsan :
- l’université de Pau et des pays de l'Adour (UPPA) qui est répartie sur quatre sites géographiques: le site de Mont-de-Marsan accueille 300 étudiants dans une UFR de droit et un IUT (IUT des pays de l'Adour). Les trois autres sites étant Bayonne/Anglet et Pau, dans les Pyrénées Atlantiques, ainsi que Tarbes dans les Hautes-Pyrénées.
- École supérieure du professorat et de l'éducation ;
- IFSI (Institut de formation en soins infirmiers) ;
- ESDL (École supérieure du design des Landes) : formation Bachelor « design de produits, graphisme et packaging » et « design d'espace » ainsi qu'un Mastère en « design, international, management et éco-conception ». L'école propose également une année préparatoire en arts appliqués ;
- Divers BTS (management, comptabilité, esthétique-cosmétique…) aux lycées Charles-Despiau, Victor-Duruy et Jean-Cassaigne ;
- Cinémagis : école de cinéma et de l'image ouverte en 2010 délivrant une licence professionnelle en trois ans. L'école se déplace à Bordeaux en 2018[64].

### Santé
- 1696 : un hôpital, qui prendra le nom d'hôpital Lesbazeilles, est fondé au cœur de la ville en remplacement des hospices médiévaux ;
- 1912 : ouverture de l'hôpital Sainte-Anne ;
- 1939 : le nouvel hôpital Layné est prêt à ouvrir quand la Seconde Guerre mondiale éclate. Il  faut attendre la restauration des locaux en 1947 pour que l'établissement soit mis en service.

### Sports

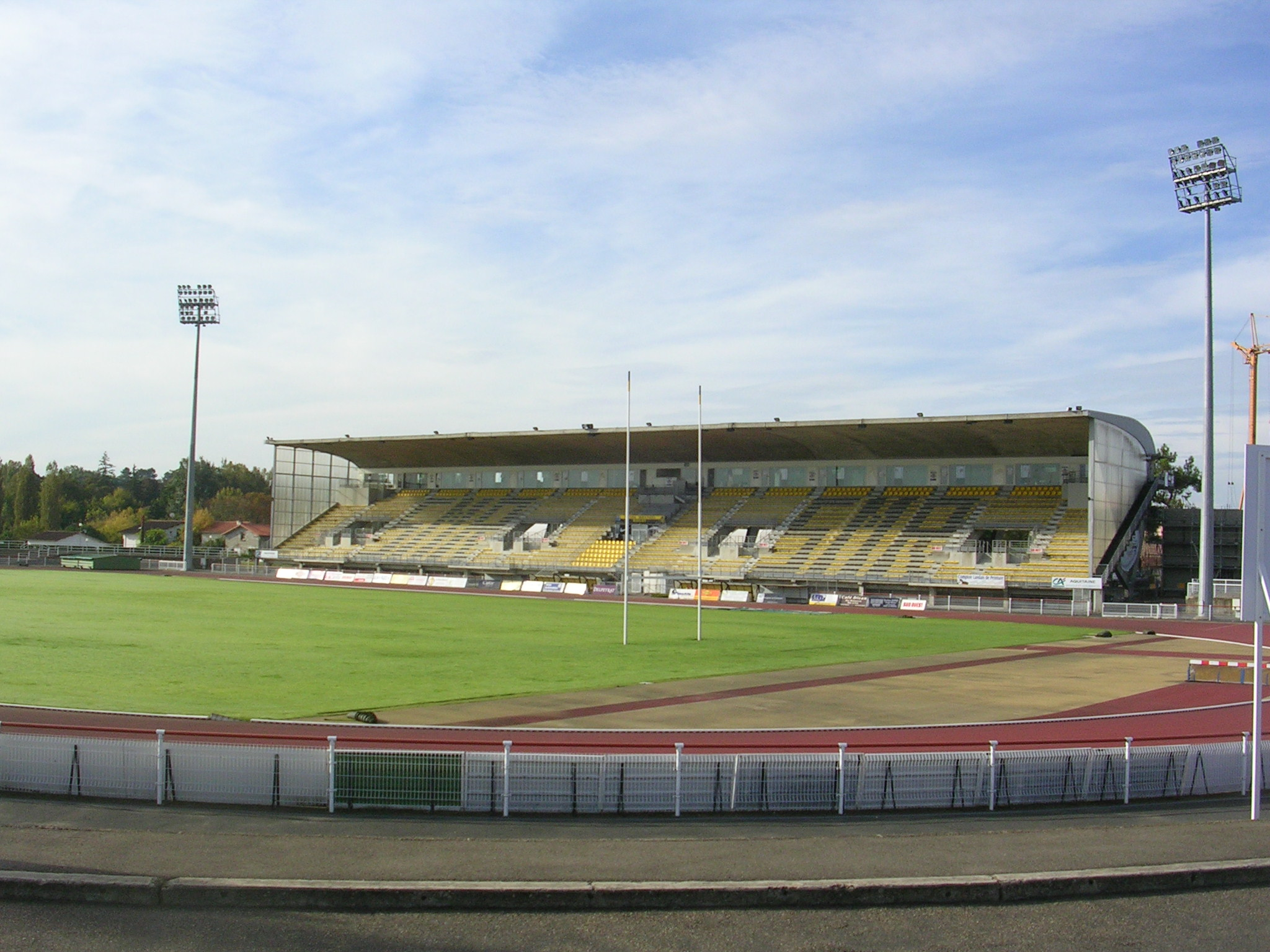
Stade Guy-Boniface.

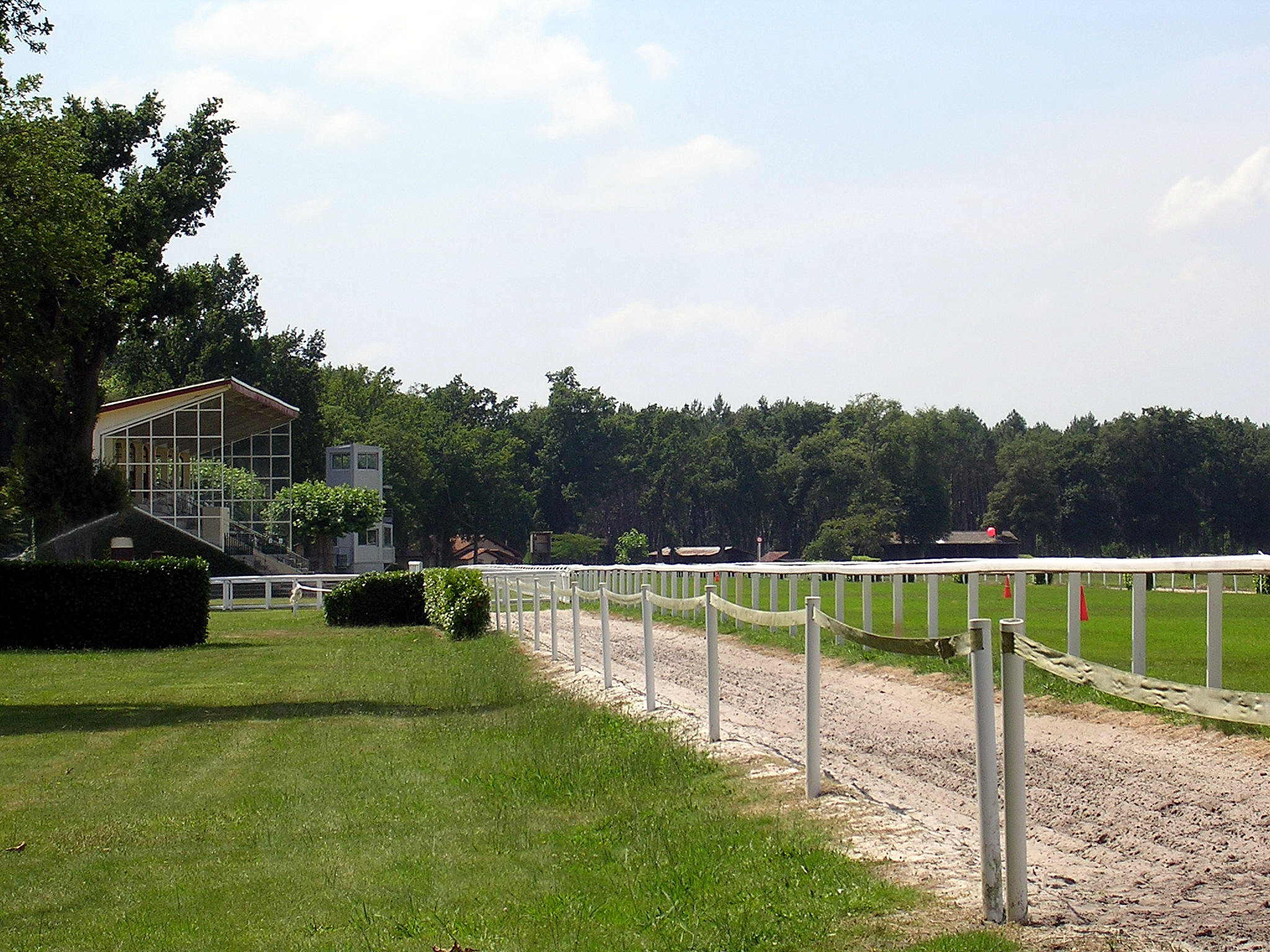
Hippodrome des Grands Pins.

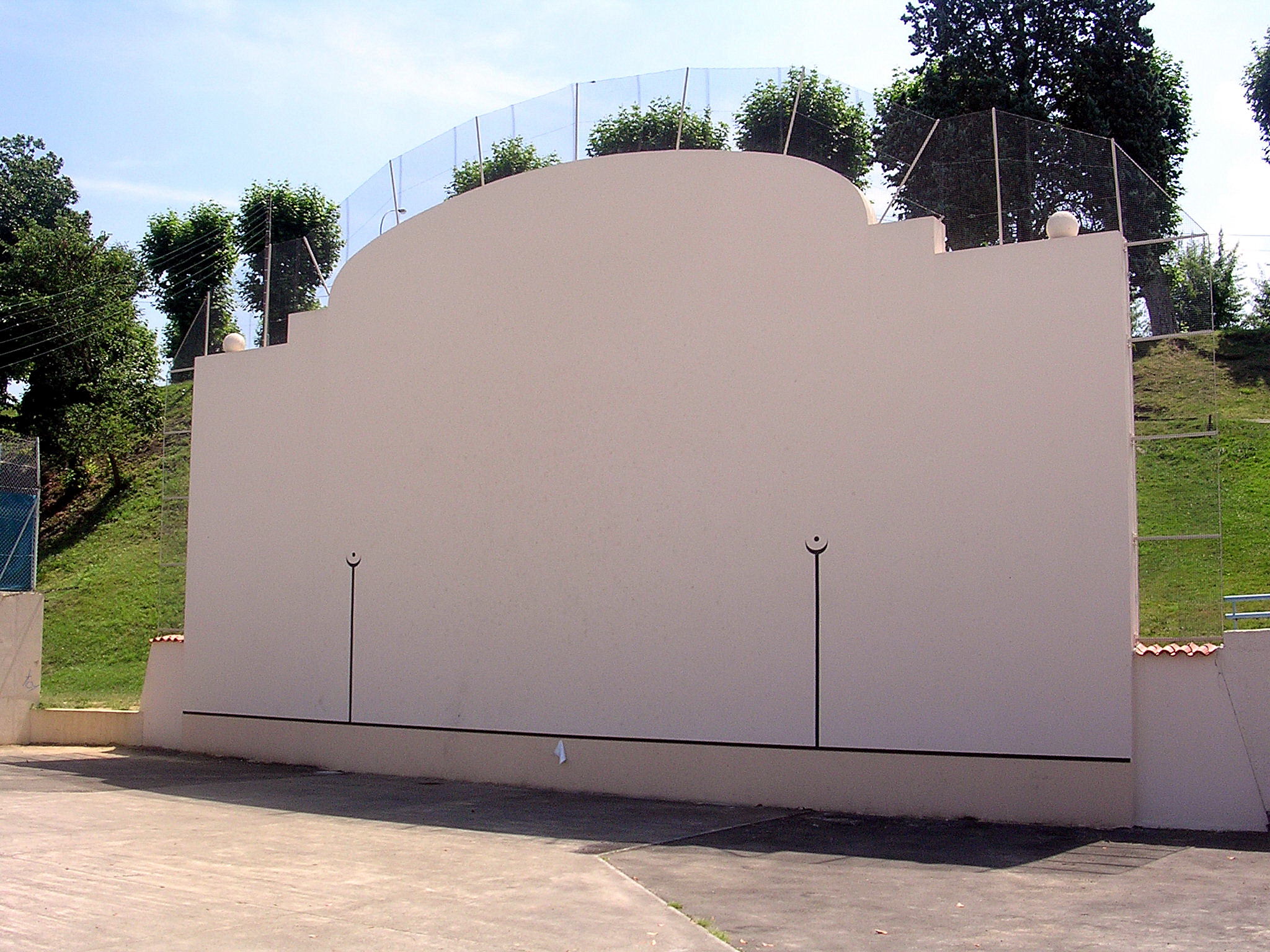
Fronton destiné à la pratique de la pelote basque.

Mont-de-Marsan a reçu le label « commune sport pour tous » avec quatre étoiles (sur les cinq possibles). Ce label, délivré par un jury composé de personnalités qualifiées, valorise les communes ayant mis en place une politique sportive ouverte à l’ensemble de leurs habitants.
Il est en effet possible de pratiquer pas moins de 44 disciplines sportives, des plus populaires (football, rugby, basket-ball, tennis, volley-ball, natation, judo, karaté…) aux plus confidentielles (cascade (stunt), jeu de paume, aïkido, trampoline, tir à l'arc et bien d'autres).
La ville compte près de 9 000 licenciés sportifs (dont plus d'un huitième sont des seniors ou des handicapés), soit près de 30 % de la population totale. Plus de 10 % du budget municipal est consacré aux sports.
Par ailleurs, on dénombre 28 clubs et 36 sections sportives.
Principaux clubs et associations
- Stade montois omnisports
- Stade montois rugby, actuellement en Pro D2 (seconde division) et champion de France en 1963 ;
- Stade montois football ;
- Stade montois basket-ball, en catégorie masculine et féminine ;
- Stade montois de tennis de table, qui évolue actuellement en Nationale 1 ;
- Stade montois cyclisme ;
- Basket Landes ;
- Étoile sportive montoise omnisports (peña, escrime, football, tennis, gymnastique, danses sévillanes) ;
- Cyclo Saint-Jean-d'Août ;
- Comité des Landes de handball ;
- Football américain : après le club des « Waves », est né en 1999 le club des « Anges » qui a vu un de ses membres jouer en équipe de France durant la saison 2010 - 2011.

Principaux équipements sportifs
- Hippodrome des Grands Pins ;
- Stade Guy-Boniface ;
- Vélodrome Luis-Ocaña, remplaçant l'ancien stade Jean-Loustau ;
- Stade de l'Argenté ;
- Street park de Nahuques (piste de course pour vélos BMX ; aire de planche à roulettes) ;
- Piscine municipale comprenant deux bassins, un solarium et une pataugeoire d'été ;
- Golf de Saint-Avit ;
- Complexe sportif de l’ASPTT ;
- Divers terrains, stades, gymnases, salles et frontons de quartier.

### Médias

#### Radios
- Sud Radio (94.1 FM) : radio généraliste émettant dans le Midi de la France et à Paris. On la capte aussi sur 102.0 FM qui est la fréquence émise depuis le Pic du Midi ;
- Chérie FM Côte Basque (100.3 FM) : programme local de Chérie FM réalisé depuis Bidart[65]. Il est aussi diffusé à Bayonne sur 100.1 FM et à Orthez sur 100.2 FM ;
- France Bleu Gascogne, la radio locale publique de la Gascogne a son siège à Mont-de-Marsan. Elle émet sur 98.8 FM. Elle émet aussi à Mimizan sur 103.4 FM et depuis le sommet basque de La Rhune, à la frontière franco-espagnole, sur 100.5 FM ;
- La radio associative Radio MDM[66] (pour Mont-de-Marsan) à dominante musicale émet sur la fréquence 101.1 FM dans un rayon de 30 kilomètres depuis ses studios, au 11 rue du Peyrouat[67]. Elle propose également des émissions aussi bien sur l'actualité que sur la vie des quartiers et des associations locales. Elle émet aussi à Saint-Sever et Hagetmau sur 93.8 FM.

Les autres radios émettant sur Mont-de-Marsan :
- 87.9 France Inter (fréquence émise depuis le Pic du Midi)
- 90.5 NRJ
- 91.5 France Musique (fréquence émise depuis le Pic du Midi)
- 92.2 RTL2
- 95.7 France Culture (fréquence émise depuis le Pic du Midi)
- 96.4 Nostalgie
- 96.8 RFM
- 97.4 Skyrock
- 99.2 Fun Radio
- 103.1 RMC
- 104.9 Europe 1
- 105.5 France Info
- 107.0 RTL

#### Presse
- Sud Ouest le quotidien régional, possède une rédaction à Mont-de-Marsan ;
- ZE mag (presse gratuite), le magazine de tout ce qui se passe près de chez vous, et propose l'agenda des événements locaux. C'est un mensuel.

#### Télévision
Seul l'émetteur du Pic du Midi couvre l'agglomération. Il permet la réception de la chaîne régionale France 3 Pau-Sud Aquitaine (avec une édition locale du 19/20 à destination de la Gascogne) ainsi que France 3 Midi-Pyrénées. Un bureau local France 3 est présent à Mont-de-Marsan à l'Espace Le Midou, situé au 1 passerelle des Musées.

## Économie
Mont-de-Marsan est le principal bassin d'emploi du département des Landes. La population des communes environnantes est presque entièrement dépendante de la ville préfecture.
Globalement, trois secteurs dominent l'activité économique de Mont-de-Marsan :
- Le secteur agroalimentaire : autour de la volaille (canard, poulet, foie gras) et du maïs principalement, de grandes entreprises sont basés ici (Delpeyrat, Maïsadour…) ;
- La filière bois : plusieurs entreprises participent aux travaux du pôle de compétitivité Industries et Pin Maritime du Futur ;
- Le Centre d'expériences aériennes militaires : la base aérienne de Mont-de-Marsan (BA 118) représente l'une des principales bases opérationnelles des forces aériennes françaises.

En tant que préfecture, Mont-de-Marsan est également le siège de nombreuses administrations comme la Chambre de commerce et d'industrie des Landes ou encore le conseil général du département. Ainsi, le travailleur montois est avant tout fonctionnaire (73,2 % de la population active) que ce soit dans le milieu administratif (préfecture, mairie, agglomération) ou dans le milieu hospitalier qui emploie à lui seul 2 500 salariés.
La présence de la base aérienne 118 a une influence primordiale sur le développement économique et démographique de l'agglomération, bien qu'elle empêche l'expansion géographique au nord. Avec plus de 3 800 hommes et femmes engagés, la base est un bassin d'emploi majeur qui, selon certaines études, généreraient plus de 200 000 € de retombées économiques par jour. En outre, la BA 118 est considérée comme la première entreprise du département. Les PME dans le secteur du bâtiment sont pour leur part sources de valeur ajoutée. Cependant, durant les années 1990 à 2000, le tourisme comme l'industrie sont restés quelque peu en retrait.
L'enseigne Codec, déjà implantée en centre ville à la place de l'actuelle Caisse d'Epargne, lance en 1971 son hypermarché. La grande consommation débute ainsi à Mont-de-Marsan. Le choix de l'emplacement le long de l'avenue du Maréchal Juin n'est pas anodin, de grands espaces permettent d'aménager un parking pour recevoir les consommateurs montois. Succéderont à Codec 2000 l'hypermarché Squale, puis  Mammouth et enfin le Carrefour actuel. Pour son concurrent Leclerc, celui-ci se trouve à l'origine route de Grenade, à la place actuelle de "Grand Frais" et "Kyabi" avant de déménager sur la rocade où se trouve l'actuel Brico Leclerc et enfin de rejoindre le Grand Moun depuis 2014.
Aujourd'hui, la ville se redynamise petit à petit et profite de l'attractivité de la région pour gagner de nouveaux habitants. L'inauguration du centre pénitentiaire de Mont-de-Marsan a entraîné la création de 1 000 emplois supplémentaires à partir de 2009 et la base aérienne 118 de Mont-de-Marsan a vu grossir ses effectifs avec l'arrivée de près de 380 nouveaux hommes grâce au projet de réforme de l'armée voulu par le gouvernement Fillon.
En ce qui concerne le secteur privé, l'ouverture récente de l'autoroute Langon-Pau (A65) devrait permettre de stimuler de nouvelles activités. La municipalité s'engage notamment dans le développement des logiciels libres et souhaite voir émerger une zone d'activités technopolitaine à l'est de la ville regroupant des entreprises innovantes autour d'une pépinière, des établissements d'enseignement supérieur et des laboratoires de recherche. En parallèle, les diverses zones économiques de l'agglomération (Malage, Hapchot, Faisanderie…) se développent au gré des travaux et des acquisitions. Le Caloy, entre l'échangeur de l'A65 constitue pour sa part une zone à fort enjeu.

## Culture locale et patrimoine

### Lieux et monuments
Mont-de-Marsan compte 13 monuments historiques protégés (1 classement, 12 inscriptions).
Administration

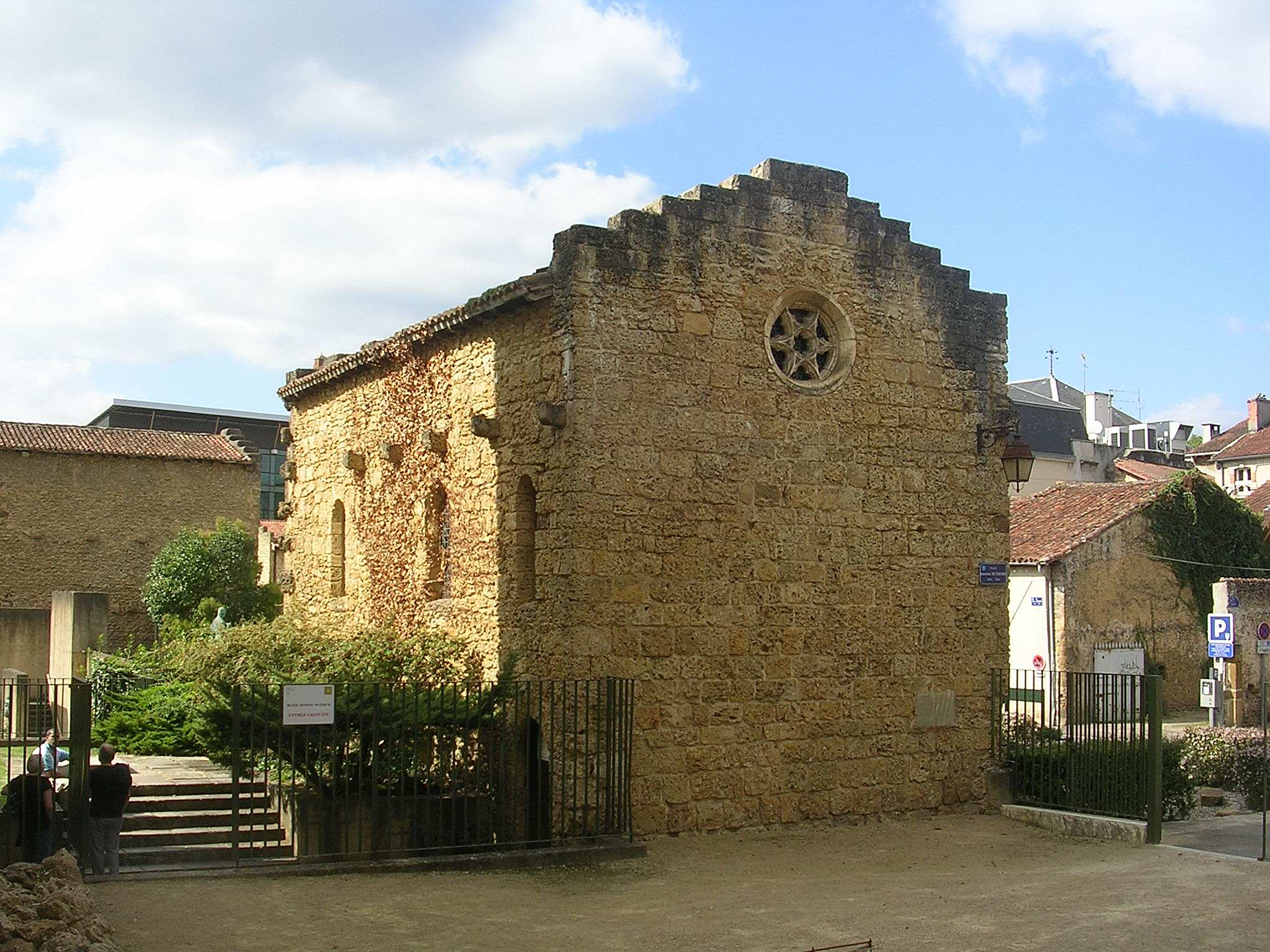
L'ancienne chapelle romane près du musée.

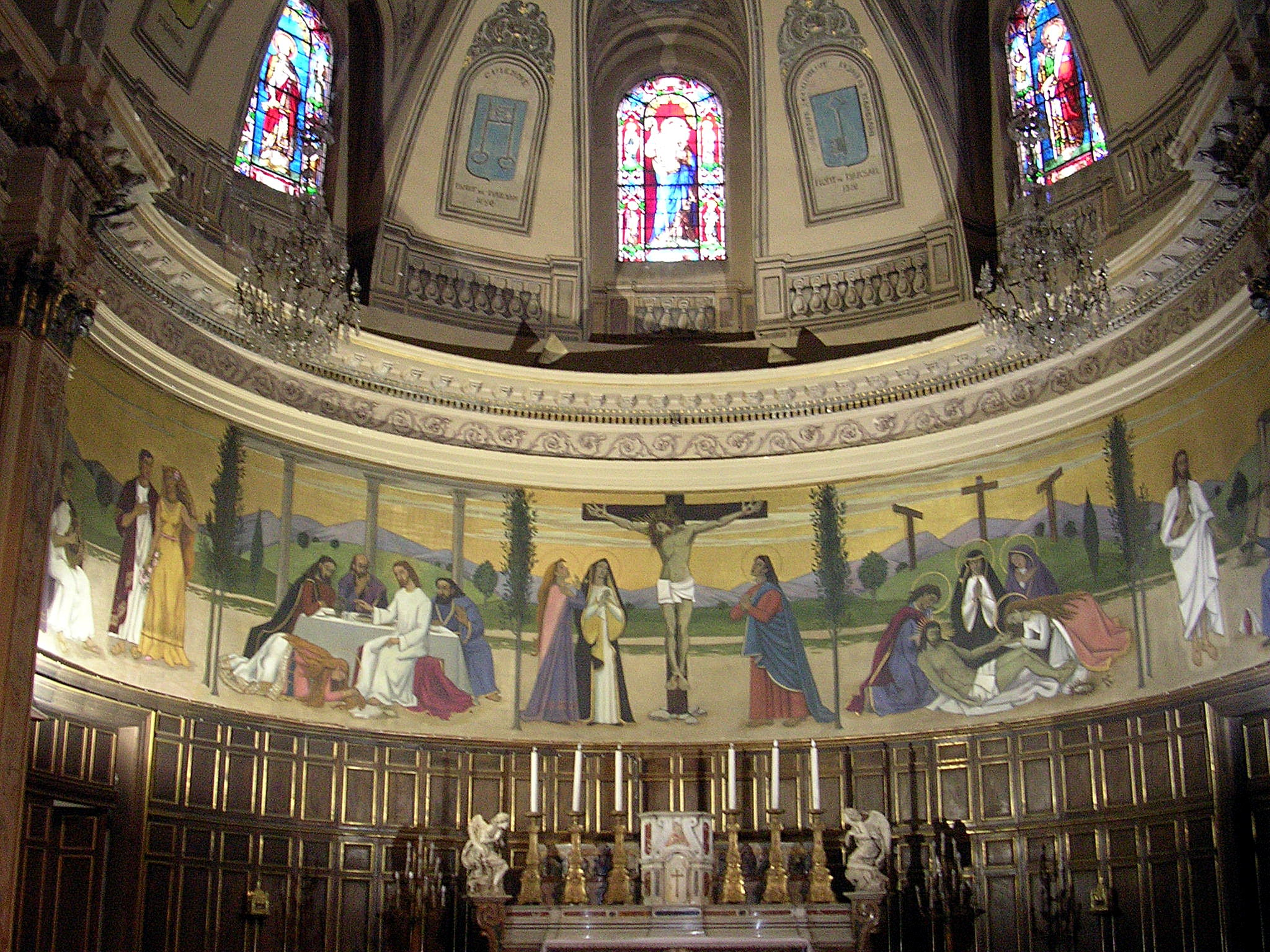
Chœur décoré de l'église de la Madeleine (1829).

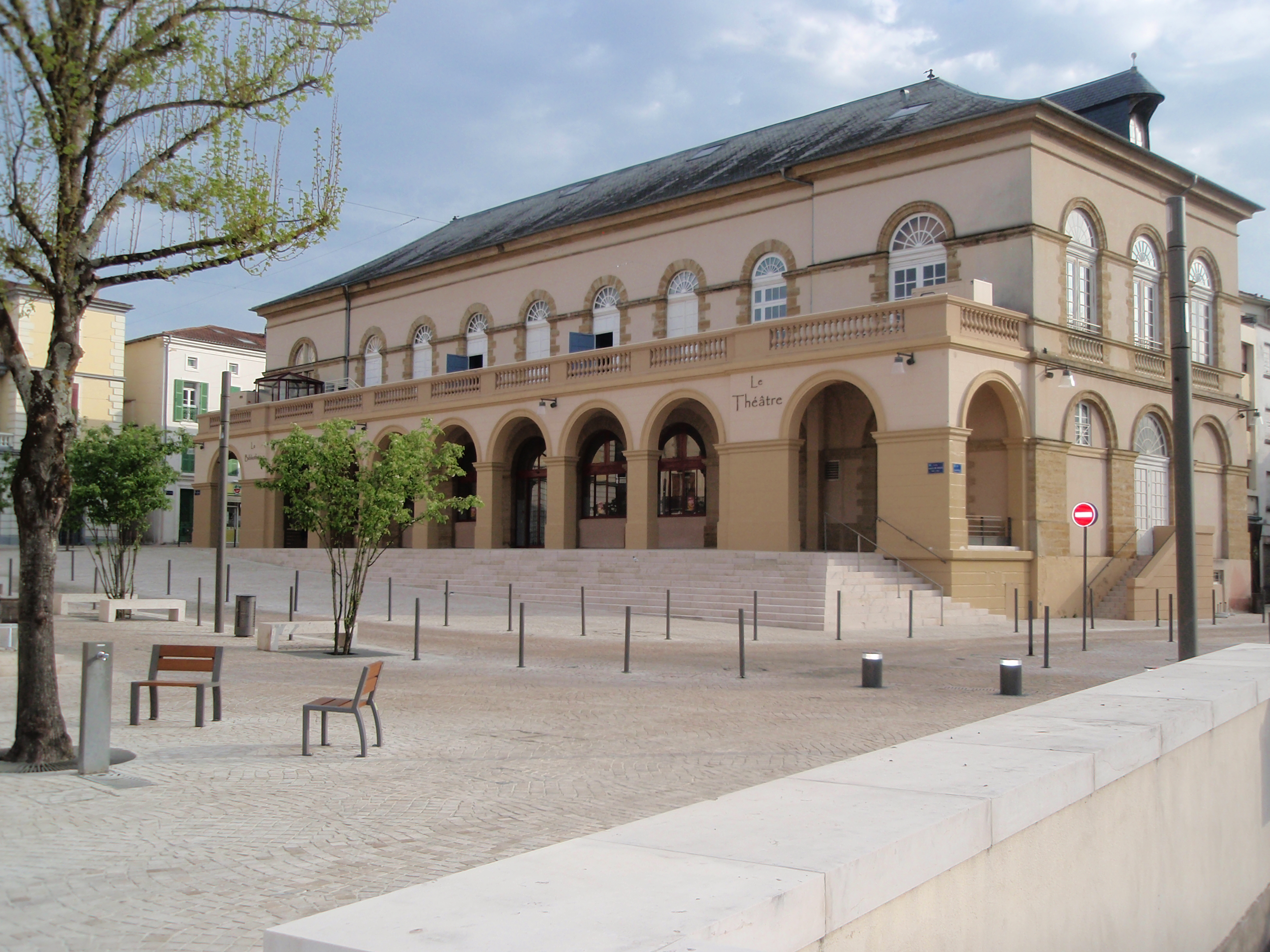
Le théâtre municipal et sa coursive extérieure.

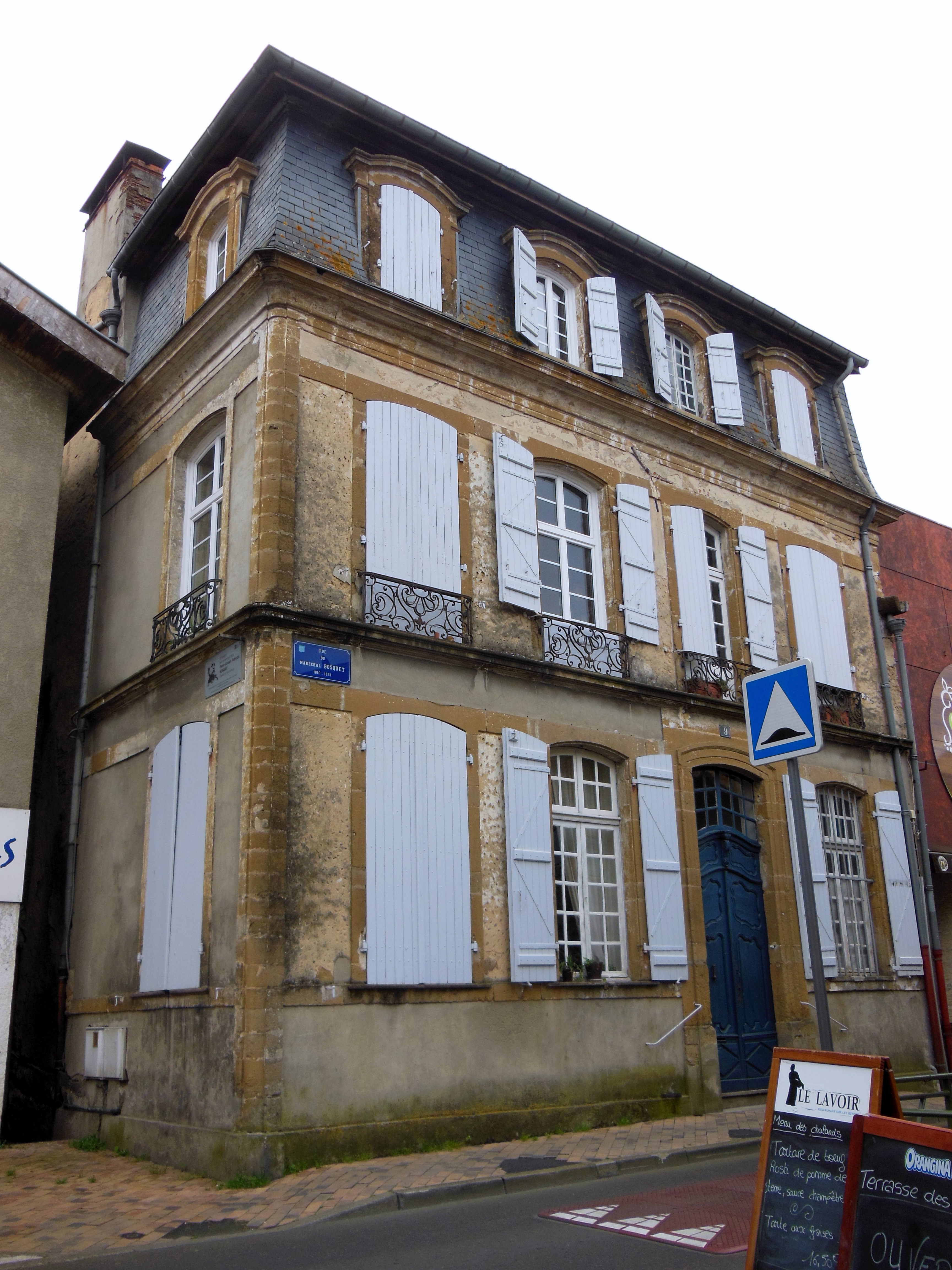
Maison de naissance du maréchal Bosquet.

- Conseil départemental des Landes et son service d'archives départementales ;
- Hôtel de ville de Mont-de-Marsan (1901) ;
- Préfecture des Landes (1818), inscrite monument historique ;
- Hôtel Brettes (années 1750), accueillant la Direction départementale des finances publiques.

Justice
- Centre pénitentiaire de Mont-de-Marsan (2008) ;
- Palais de justice de Mont-de-Marsan (1809) ;
 (une nouvelle cité judiciaire doit être construite et livrée en 2021)[74] ;
- Maison d'arrêt de Mont-de-Marsan (1809), façade classée au MH (seul monument classé de Mont-de-Marsan) ;
- Écurie de la gendarmerie, 4 rue du Huit-Mai-1945 (1816), inscrite au MH.

Architecture médiévale
- Château Vieux XIIe siècle et Château de Nolibos XIVe siècle, aujourd'hui disparus ;
- Donjon Lacataye (XVe siècle), inscrit au MH ;
- Maisons fortes romanes (XIIe siècle), inscrites au MH ;
- Remparts de Mont-de-Marsan (XIIe siècle), inscrits au MH ;
- Couvent des Cordeliers et sa chapelle (XIIe siècle) ;
- Rue des Arceaux, remarquable pour ses cinq arches à colombages ;
- Maison de l'éclusier (XVe siècle), inscrite au MH.

Lieux de culte
- Église de la Madeleine, rue de la Madeleine (1830), inscrite au MH ;
- Église Saint-Jean-d'Août, avenue Henri-Farbos (1866) ;
- Église Saint-Médard-de-Beausse, avenue Jean-Dupouy (XIe siècle) ;
- Église Saint-Vincent-de-Paul, avenue de Canenx (1963), inscrite au MH.
- Ancienne chapelle romane, rue Gaston-Phoebus (XIVe siècle), inscrite au MH ;
- Chapelle du Bon-Pasteur de l'hôpital Lesbazeilles, rue Augustin-Lesbazeilles (1820) ;
- Chapelle de l'hôpital Layné, boulevard Saint-Médard.
- Chapelle du collège Jean-Cassaigne, chemin de Thore.
- Chapelle Notre-Dame-de-l'Espace (base aérienne).
- Chapelle Sainte-Thérèse, rue Thomas-Diaz.
- Chapelle de l'hôpital Sainte-Anne, avenue de Nonères.
- Chapelle du lycée Victor-Duruy, avenue de Nonères.
- Temple de Mont-de-Marsan, Église Protestante Unie des Landes, place Joseph-Pancaut (1870)[75]
- Église Évangélique Méthodiste, avenue du 34ème-Régiment-d'Infanterie[76]
- Mosquée Errahma

Places remarquables
- Place Charles-de-Gaulle, entièrement pavée comprenant le théâtre municipal (1830), l'ancienne bibliothèque et des terrasses de bars ;
- Place Pitrac, petite place piétonne avec terrasses de bars, épicerie espagnole et animations régulières ;
- Place Saint-Roch, avec son marché classé parmi les cent plus beaux de France ;
- Place des Arènes ;
- Place Joseph-Pancaut ;
- Place Francis-Planté.

Gastronomie
- la commune compte un restaurant étoilé au Guide Michelin : Table Mirasol[77] (voir la gastronomie des Landes).

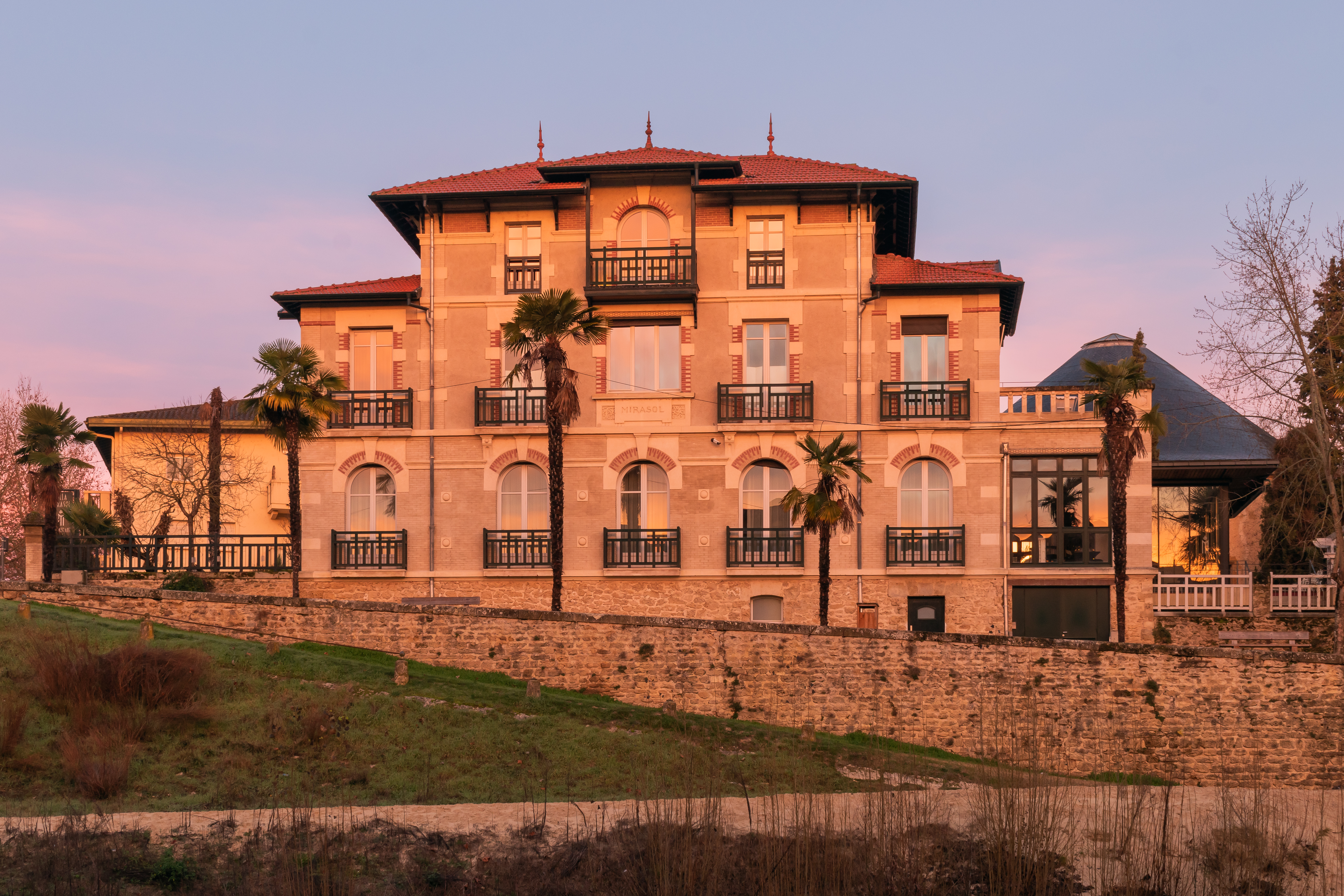
Vue du restaurant Le Mirasol
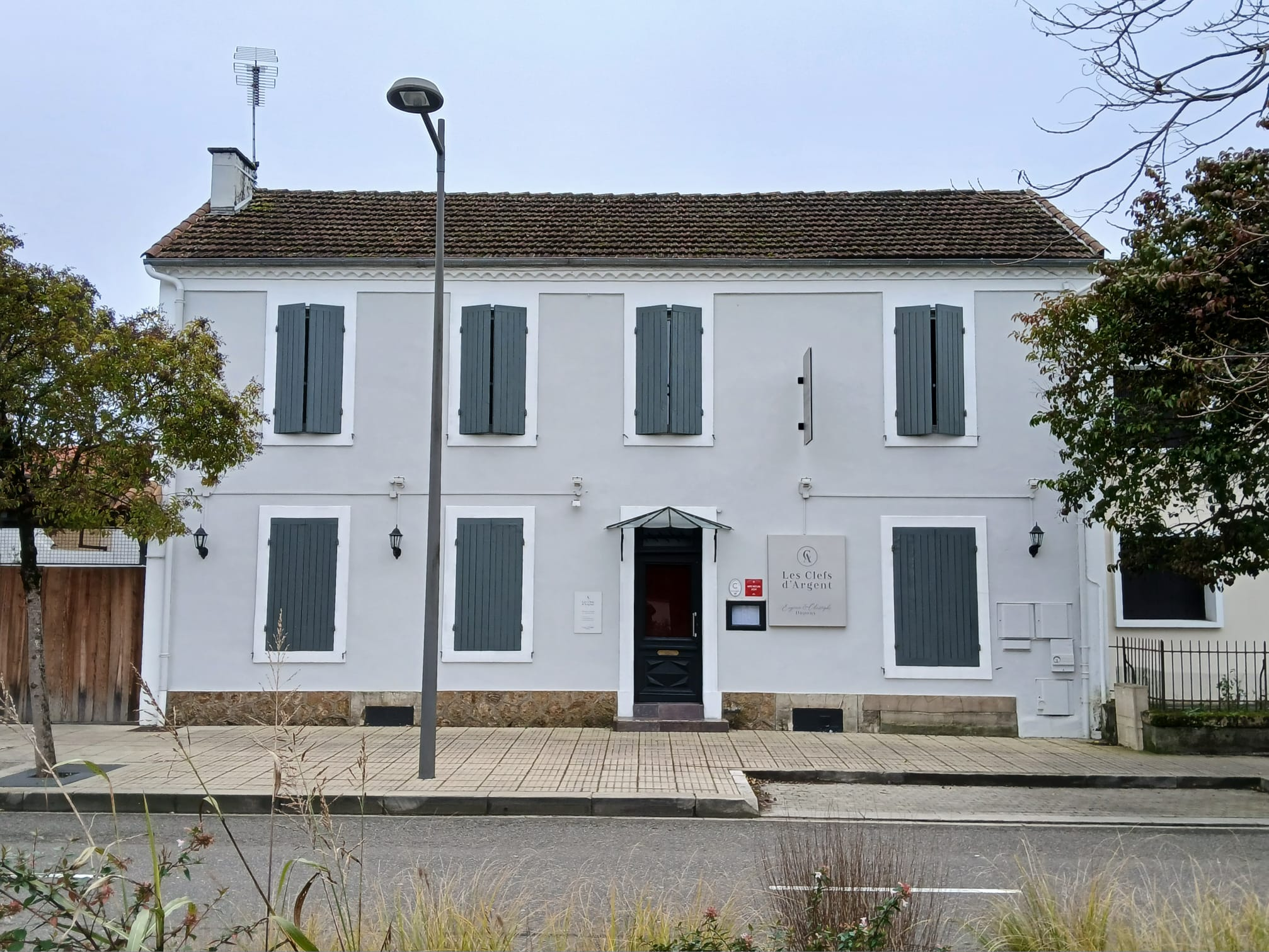
Façade du restaurant Les Clefs d'Argent

Divers
- Arènes du Plumaçon, inscrites au "Patrimoine du XXe siècle", construites en 1889 d'après les plans de l'architecte de la ville, Jules Dupouy, puis restaurées et agrandies en 1933 par l'architecte Franck Bonnefous. Actuellement, l'entrée est gardée par la statue monumentale du torero en bronze de Mauro Corda (1991) ;
- Rotonde de la Vignotte, inscrite au MH, construite à partir de 1811 dans un style néoclassique d'après les plans dessinés par l'architecte français David François Panay. La villa Mirasol est érigée sur le même site, sur la rive droite de la Midouze, en 1912 pour le compte de l'industriel minotier Josephe Lapelle-Lateulère ;
- Maison Dupeyré (XVIIIe siècle), inscrite au MH ;
- Maison de Cloche, Hôtel Brettes, exemples d'hôtels particuliers de la noblesse du XVIIIe siècle ;
- Ancienne maison Marrast ou maison Bié, exemples d'hôtels particuliers de la bourgeoisie marchande du XIXe siècle ;
- Ancien site portuaire comprenant la minoterie (reconverti en office de tourisme communautaire), la cale de l'abreuvoir et ses vieux pavés, les quais, les différentes cales, les vieux entrepôts, moulins et lavoirs… ;
- Presqu'île historique avec ses immeubles XIXe et XXe aux riches façades ainsi que les principaux bâtiments de la ville (théâtre municipal, hôtel de ville, poste centrale, bâtiment des Nouvelles Galeries…) ;
- Sculptures exposées dans les rues et jardins publics, notamment dans la rue Gambetta, principale artère commerciale de l'hyper-centre, et sur le pont Gisèle-Halimi qui relie le théâtre à l'hôtel de ville, où cinq statuts de femmes ont été placées en hommage à cette militante féministe.

### Parcs et espaces verts
- Parc Jean-Rameau (1813), jardin emblématique de la ville, d'une superficie de six hectares, situé sur la rive nord de la Douze ;
- Parc de Nahuques (23 ha) avec aire de jeux et animaux en semi-liberté (poneys, chevreuils, lamas, wallabys, paons, chèvres naines…) ;
- Jardin public Laulom, ouvert en 2025 ;
- Parc Étienne-Lacaze avec aire de jeux et terrain de pétanque ;
- Promenade du 21-Août-1944 aménagée en bordure du Midou ;
- Berges de la Midouze réaménagées ;
- Square des Anciens-Combattants (exposition permanente de la Fontaine Les Jeux de la Mer, réalisée en 1935) ;
- Étang du Rond avec cheminement en bois et ponton pour la pêche.

Des lieux de promenades montois
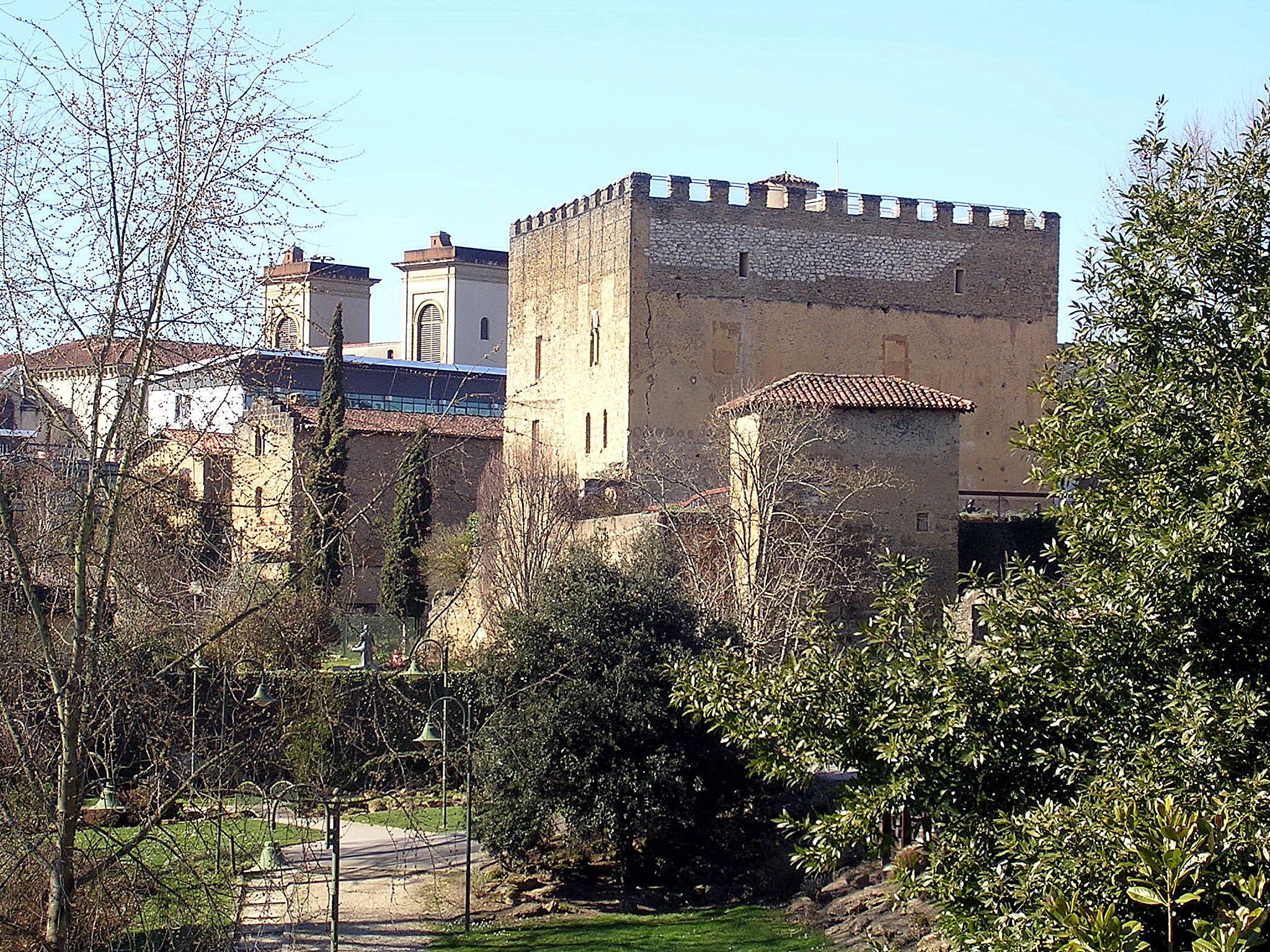
Promenade en bord de Midou au pied du donjon Lacataye.
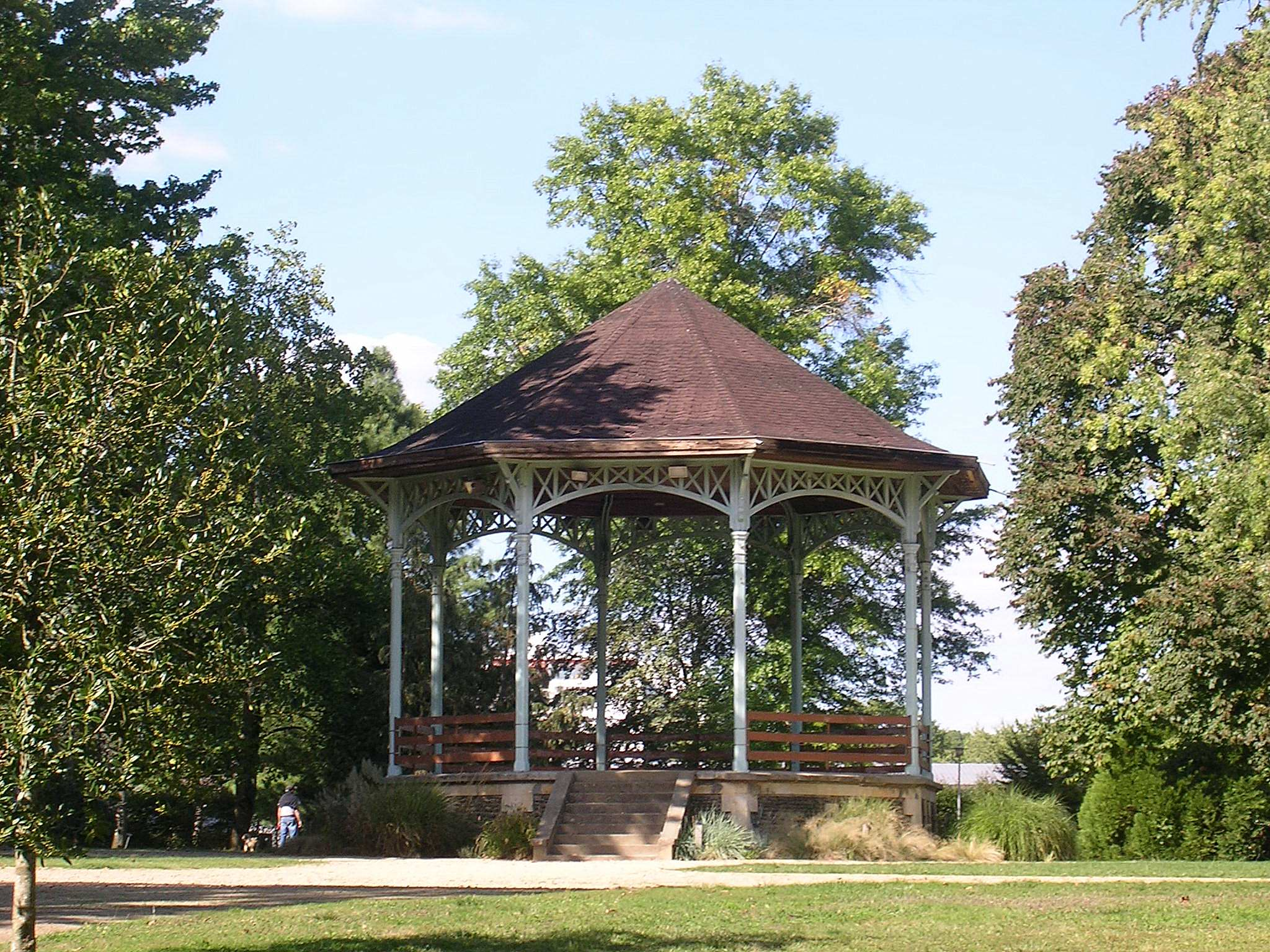
Kiosque à musique au parc Jean-Rameau.
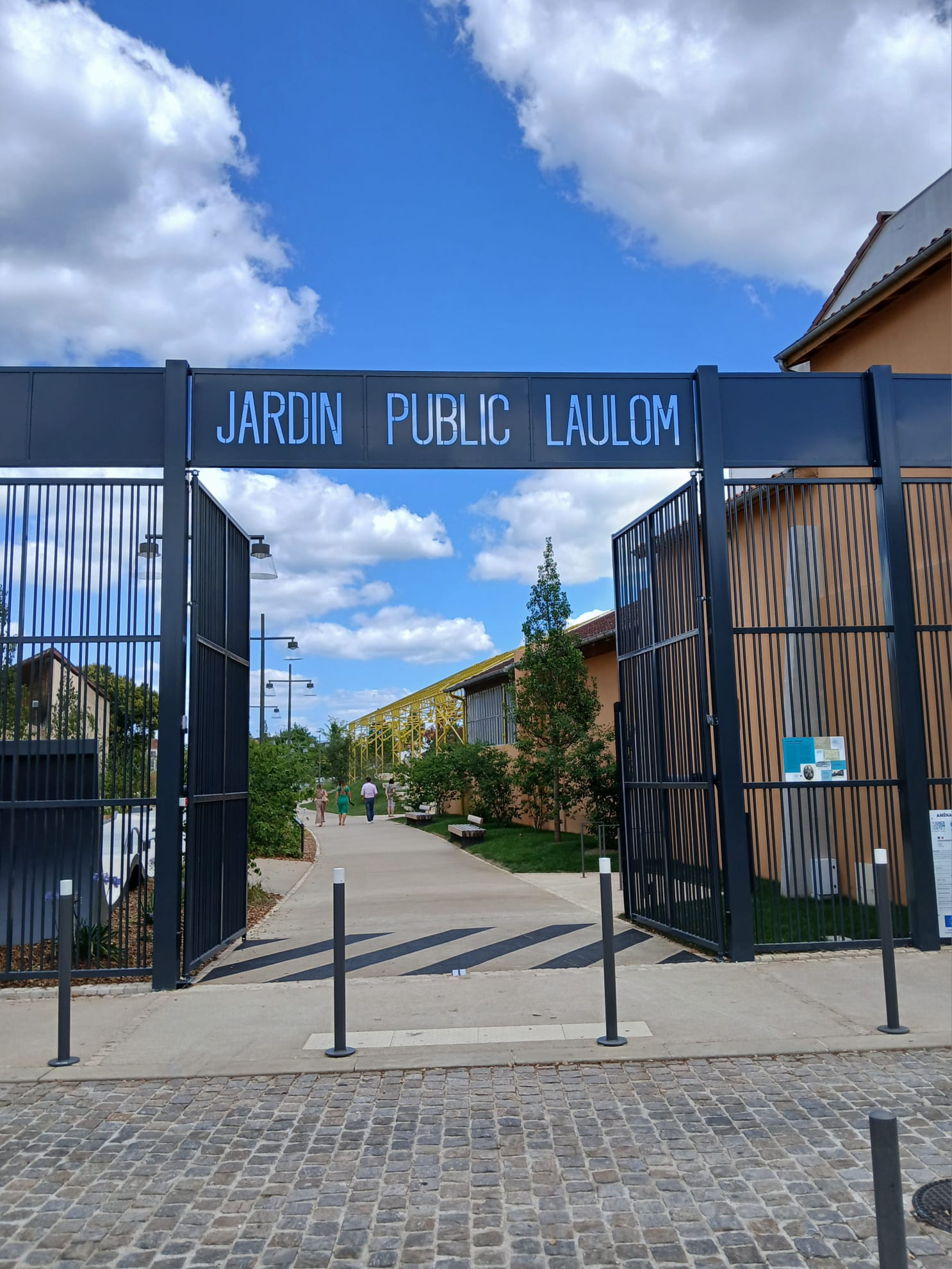
Entrée du jardin public Laulom.
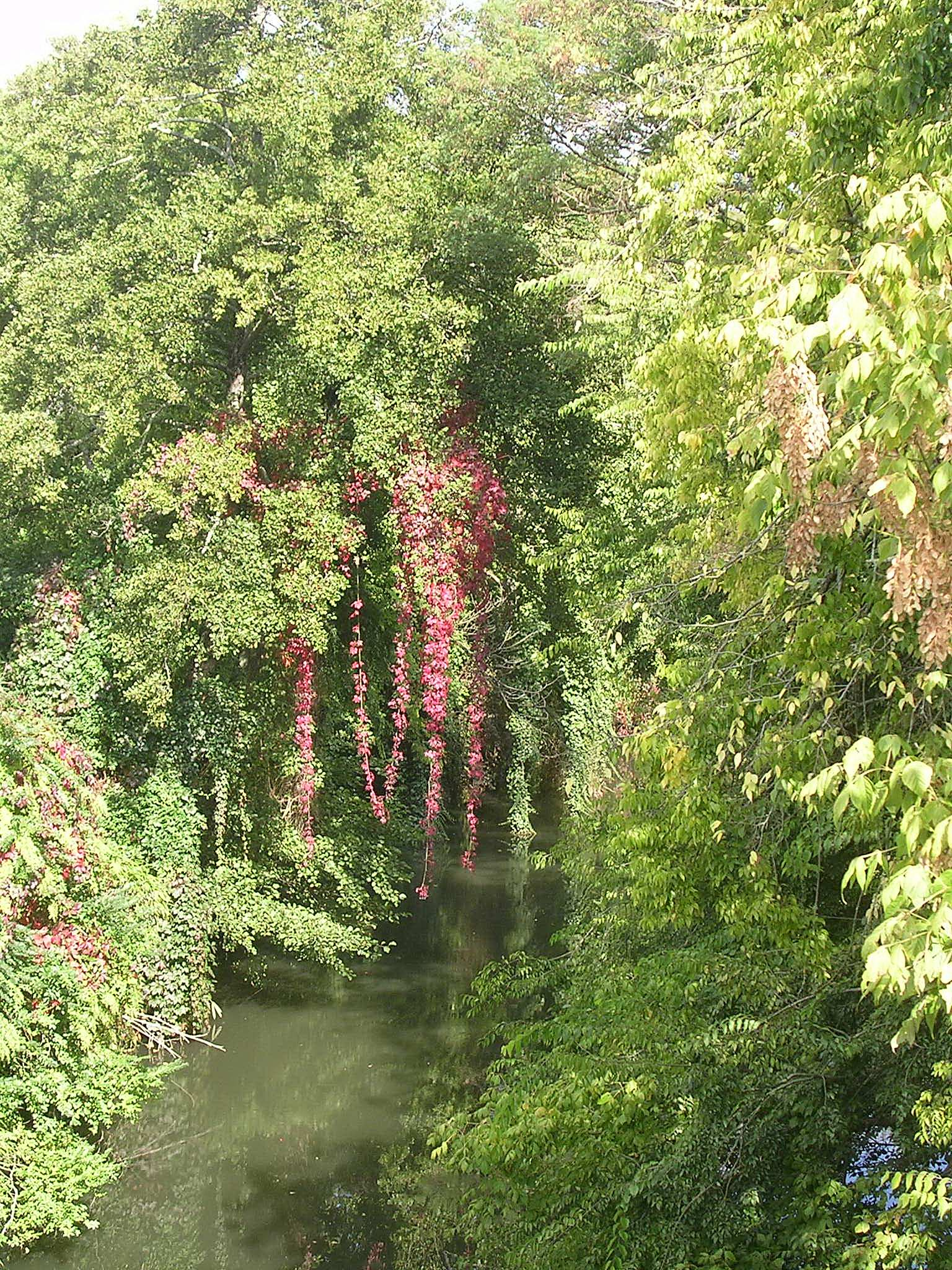
Point de vue sur la Douze..
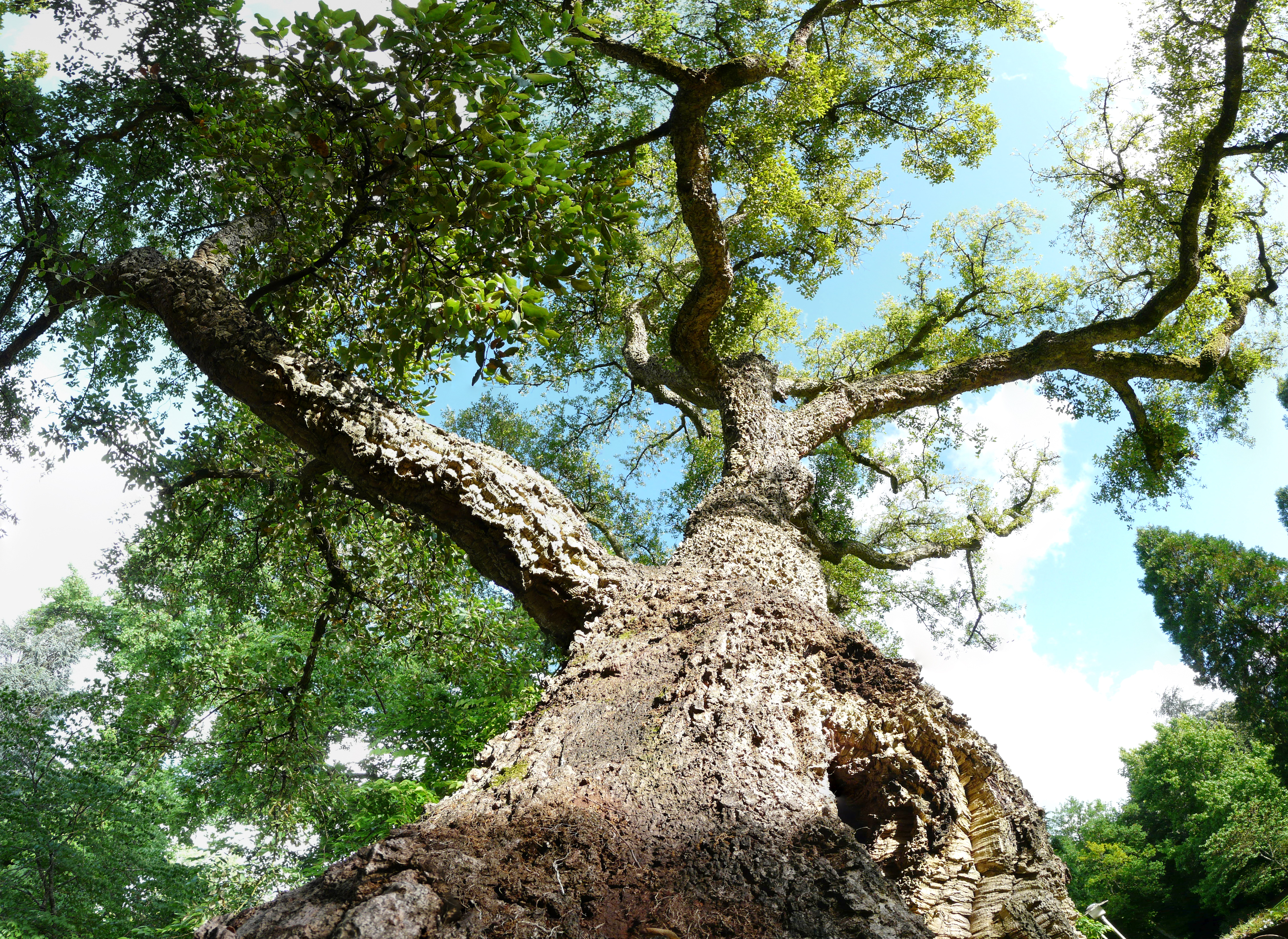
Chêne liège dans le parc de l'Auberge-Landaise.
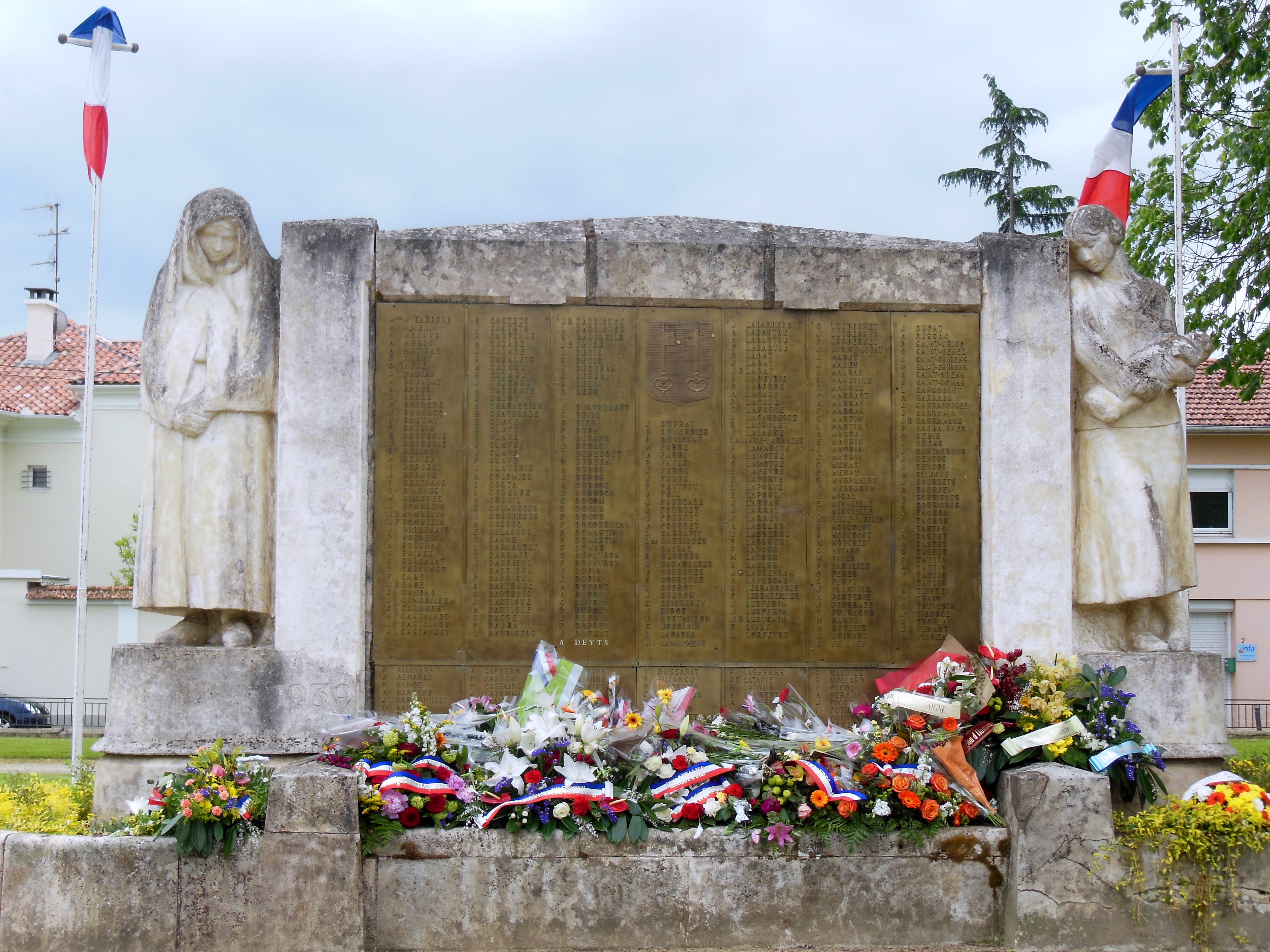
Monument aux morts de Mont-de-Marsan, œuvre de Charles Despiau
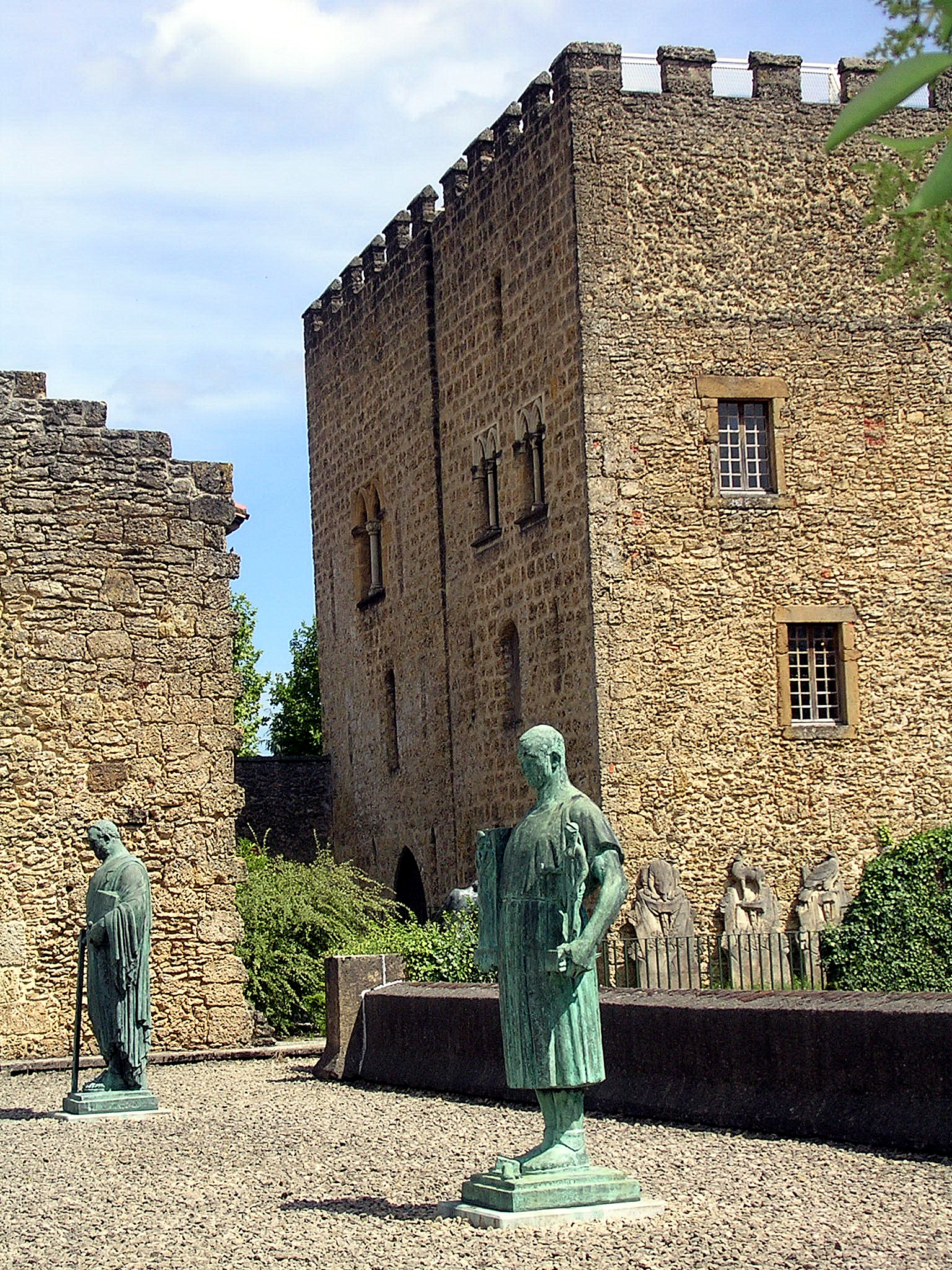
Terrasse du musée Despiau-Wlérick.

### Les lavoirs

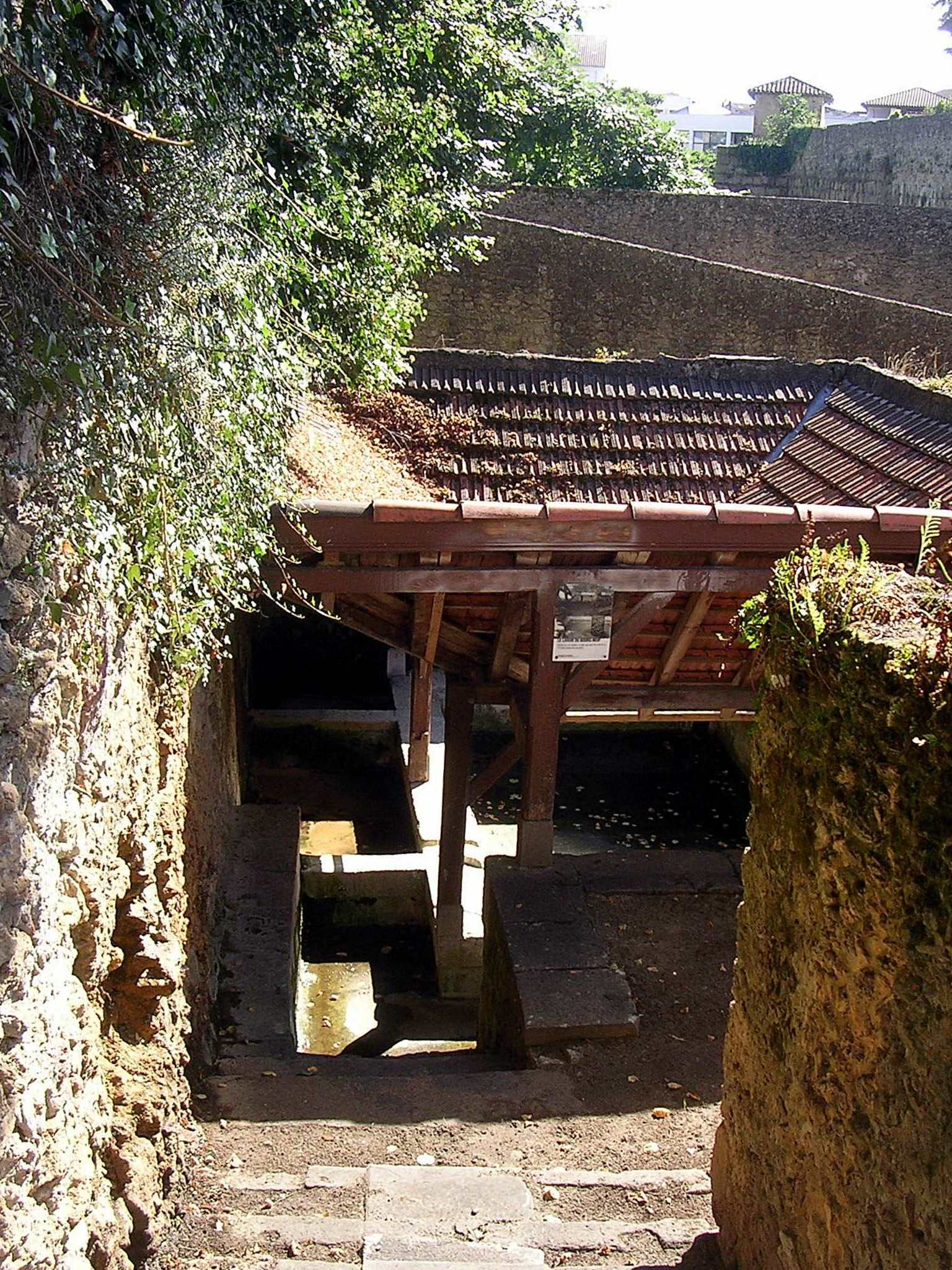
Le lavoir du Bourg Neuf.

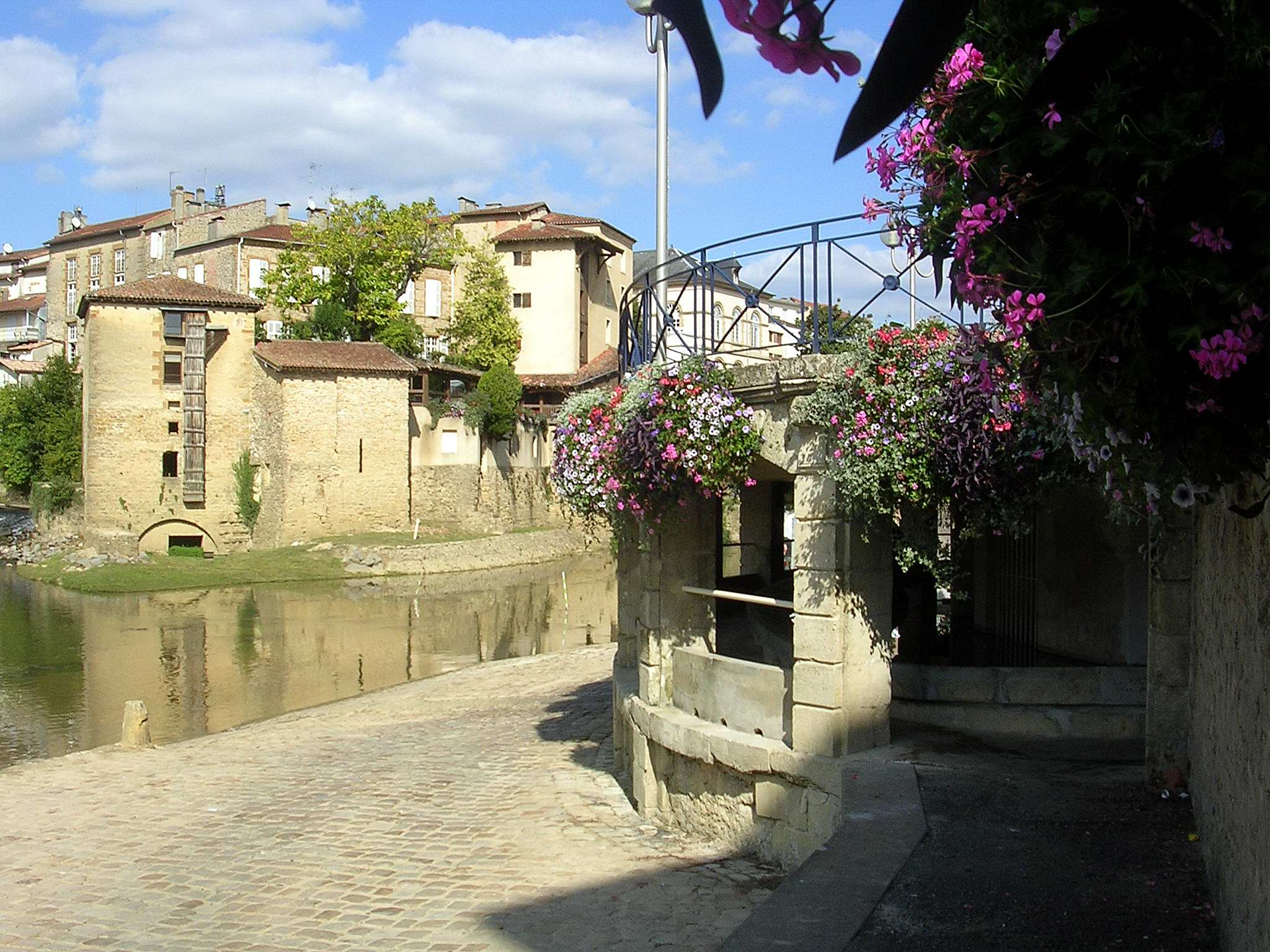
Le lavoir de la Cale de l'Abreuvoir au premier plan à droite.

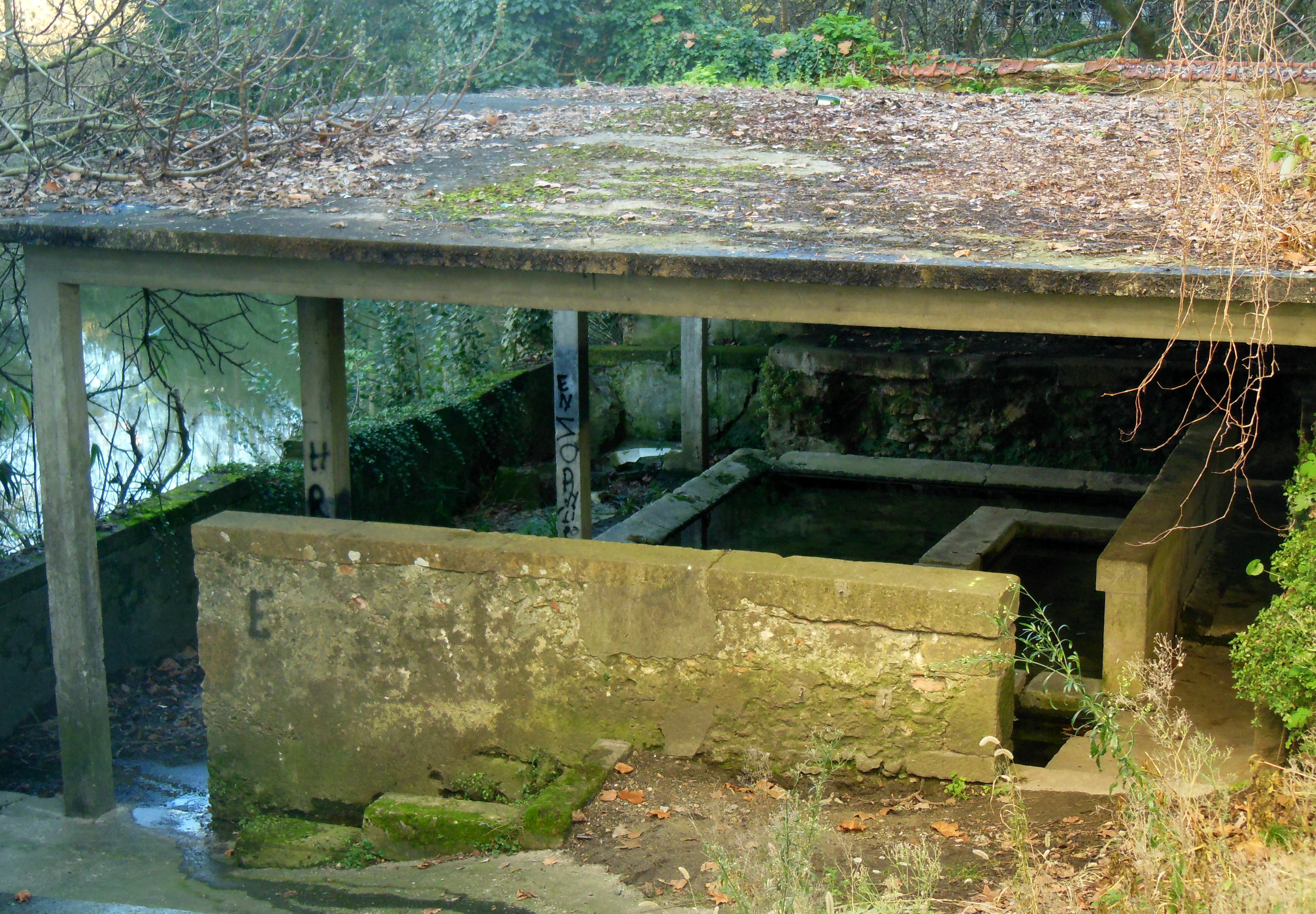
Le lavoir de la Tannerie.

Construite le long de ses trois rivières, Mont-de-Marsan a conservé un riche patrimoine autour de l'eau. On compte sept lavoirs encore debout aujourd'hui dont six en ville, le septième étant situé à Saint-Médard. C'est sans oublier les lavoirs privés qui restent cachés dans les cours et les jardins.
- Lavoir du Bourg Neuf, considéré comme le plus ancien, situé au square des Anciens-Combattants, en contrebas de la chaussée. Il a été construit au pied des remparts du XIIe siècle et du donjon Lacataye, au creux d'un ancien fossé défensif de la ville. Il est alimenté par une fontaine sur laquelle la date de 1734 a été gravée. En 1894, ce lavoir couvert et équipé de deux bassins (un destiné à l'éclaircissage, un au nettoyage) est reconstruit sur les plans d'Henri Dépruneaux, architecte de la ville, sous le maire Paul Dorian. En 1934, il fait l'objet de réparations : la toiture est remaniée, les peintures refaites, les boiseries changées, les marches réaménagées. Aujourd'hui, la toiture est couverte de tuiles et l'accès au lavoir est fermé par un portail ;
- Lavoir de la Cale de l'Abreuvoir, le plus emblématique de la ville. Construit en 1870 sous l'impulsion du maire de l'époque, Antoine Lacaze après le comblement du lavoir de la Fontaine du Bourg (actuelle place de la Mairie), il se dresse en bordure de la rive gauche de la Midouze, au niveau de la confluence. Il a la forme d'une demie ellipse et présente, en façade, dix arcades supportées par des piliers en pierre. Il a été rénové au printemps 2009 après des travaux d'étanchéité, la remise en état des bassins, le recaptage des eaux et le sablage des parois. Par ailleurs, il est cité dans un livre consacré aux cents plus beaux lavoirs de France ;
- Lavoir du Port ou du Quai, situé à l'angle du quai de la Midouze et de la cale des Chalands. Il est construit pour remplacer celui de la Fontaine de Laburthe (dit aussi de Rigole), supprimé en 1898 après un cas de fièvre typhoïde. Terminé en 1907, le lavoir du Port est le seul qui soit bordé d'immeubles de chaque côté. De 1978 à 1998, il est loué à l'association de pêche et de pisciculture qui avait organisé ici un bassin de grossissement des truitelles. Entièrement recouvert par la végétation, il a été totalement nettoyé au printemps 2010 pour le festival de sculpture. Depuis le mois de juin 2014, il sert de cadre à un restaurant semi-gastronomique appelé "Le Lavoir" ;
- Lavoir de Rigole ou de Tambareau, aujourd'hui investi par l'école de pêche montoise ;
- Lavoir de la Tannerie (également appelé lavoir de la Fontaine de la Porte Campet), en contrebas de la place Raymond-Poincaré, au bord de la Douze. Le lavoir reste isolé du regard des passants. L'édifice a été construit en 1845 à Saint-Jean-d'Août, avec des pierres provenant de la carrière d'Uchacq-et-Parentis. Des travaux de rénovation et d'amélioration sont effectués en 1868. Enfin, en 1950, le lavoir est recouvert d'une dalle de béton qui lui donne l'aspect qu'il a toujours aujourd'hui. En mai 1997, ce lavoir est le support d'une œuvre de la quatrième édition de Mont-de-Marsan sculptures ;
- Lavoir de Nonères, situé avenue Victor-Duruy. Il est aujourd'hui inaccessible puisqu'il est occupé par le stockage du matériel du club de canoë-kayak du Stade Montois.

### Le chemin de Saint-Jacques

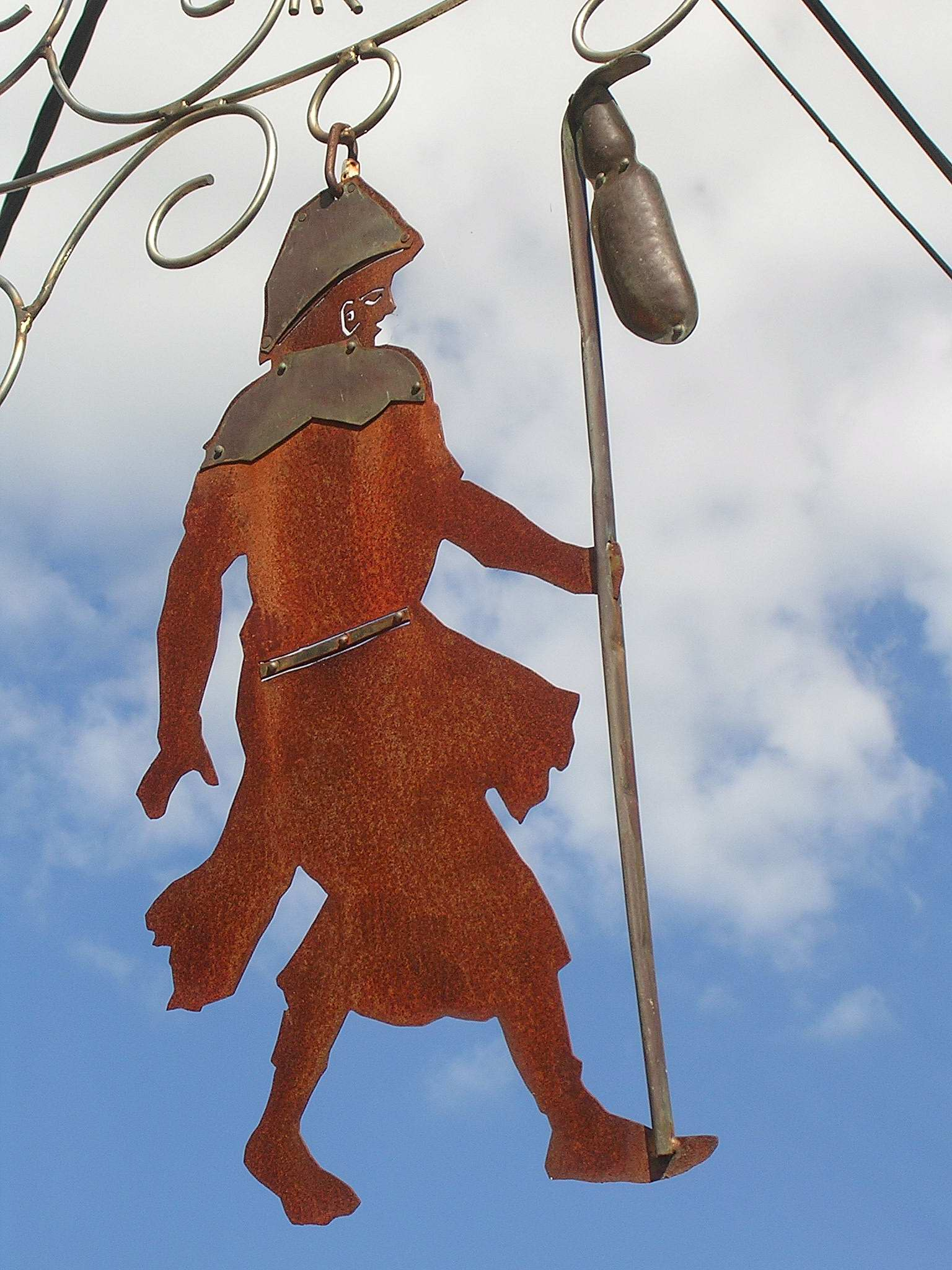
Enseigne de la société landaise des amis de Saint-Jacques.

Mont-de-Marsan est une étape sur la voie limousine du chemin de Saint-Jacques-de-Compostelle, au départ de Vézelay.
Dans le passé, les pèlerins entraient dans la ville en franchissant l'ancien pont de la May de Diù, dont une pile est encore visible au niveau du parc Jean-Rameau. Ils avaient alors le choix entre se diriger vers la chapelle du prieuré bénédictin (dépendant de l'abbaye de Saint-Sever, sur l'emplacement actuel de l'église de la Madeleine) et trouver refuge dans les hôpitaux du couvent des Clarisses ou des Cordeliers (aujourd'hui disparus). Ils remontaient ensuite l'actuelle rue Gambetta vers la place Jean-Jaurès (Sablar), quittaient la ville par la porte de Saint-Sever (détruite en 1777) et rejoignaient l'abbaye en passant par Saint-Pierre-du-Mont et Benquet.
Mont-de-Marsan possède en centre ville un refuge associatif de 14 places, géré par la société Landaise des Amis de Saint-Jacques.

### Équipements culturels

#### Musées et galeries

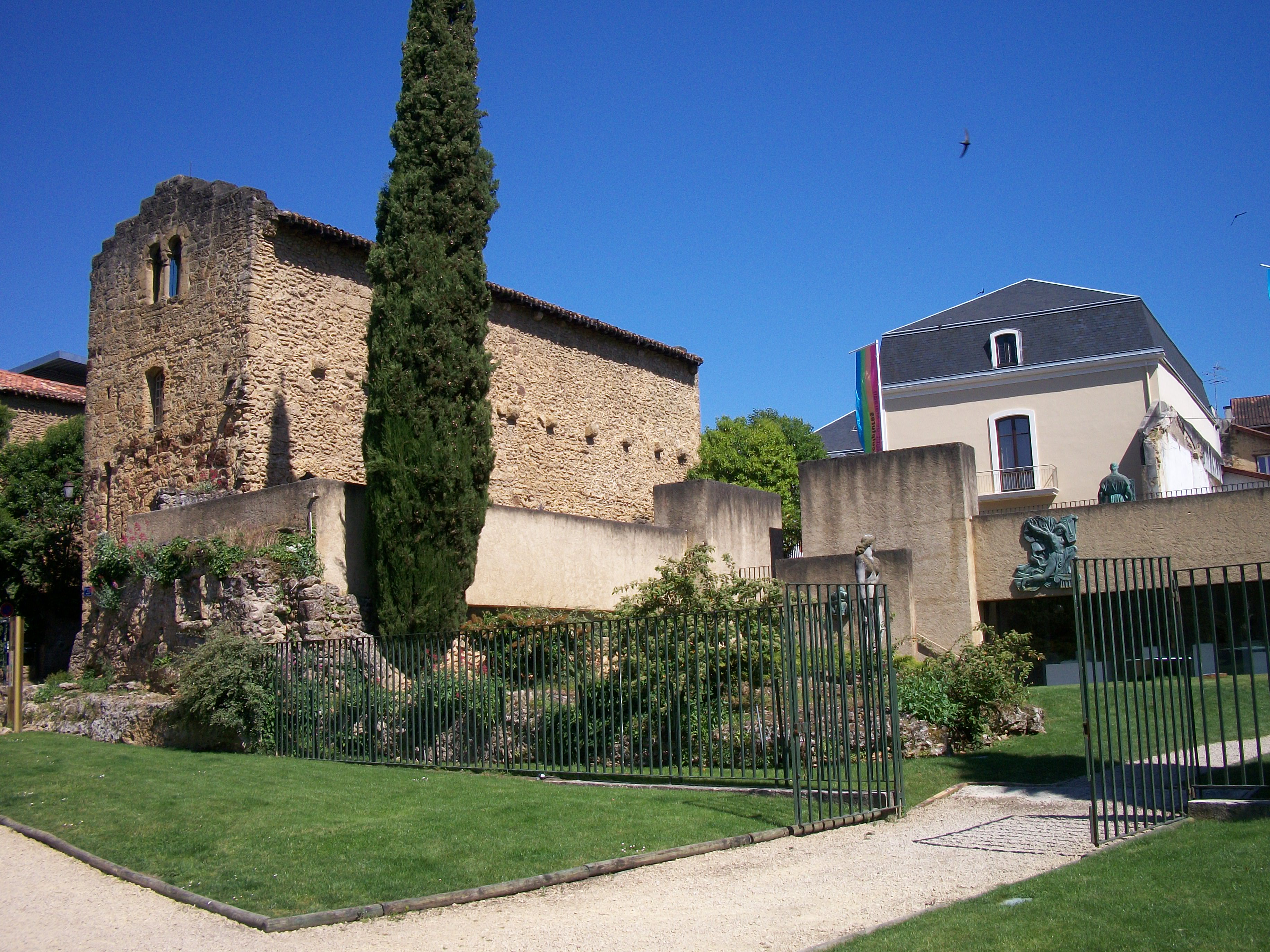
Musée Dubalen.

- Musée Despiau-Wlérick, troisième musée d'Aquitaine, consacré à la sculpture figurative du XXe siècle (1968), actuellement fermé pour travaux de rénovation jusqu'en 2027 ;
- Musée Dubalen (1885); Les collections du musée Dubalen ont rejoint les collections du musée Despiau-Wlerick, actuellement fermé pour travaux;
- Musée du 34e régiment d'infanterie (2006) ;
- Galerie de la Minoterie.

#### Spectacles
- Théâtre de Gascogne, les scènes de Mont de Marsan : le Pôle (Saint Pierre du Mont), le Molière (place Charles-de-Gaulle à Mont-de-Marsan) et le Péglé (rue du Péglé à Mont-de-Marsan). Saison culturelle avec concerts, théâtre, cirque, danse… ;
- CaféMusic, espace jeune consacré aux musiques actuelles (expositions, concerts, école de rock, studios de répétition…) ;
- Espace François-Mitterrand (spectacles, concerts, compétitions sportives) ;
- Cinéma Le Royal (cinéma Art et Essai) : premier cinéma de la ville, il est fondé en août 1920 au n°11 rue Maréchal-Bosquet et ferme définitivement en mai 2021, après plus de cent ans d'exploitation
- Cinéma le Grand club (multiplex de 8 salles), festival Cin'Air J.

#### Autres équipements
- Médiathèque du Marsan Philippe-Labeyrie ;
- Archives départementales des Landes (bibliothèque, expositions temporaires et cycle de conférences) ;
- Conservatoire des Landes ;
- Le cercle des citoyens est le seul cercle de Gascogne implanté en milieu urbain. Créé en 2000, il est à la fois un lieu de débat public et d'expression artistique (concerts, pièces de théâtre, expositions…)[79].

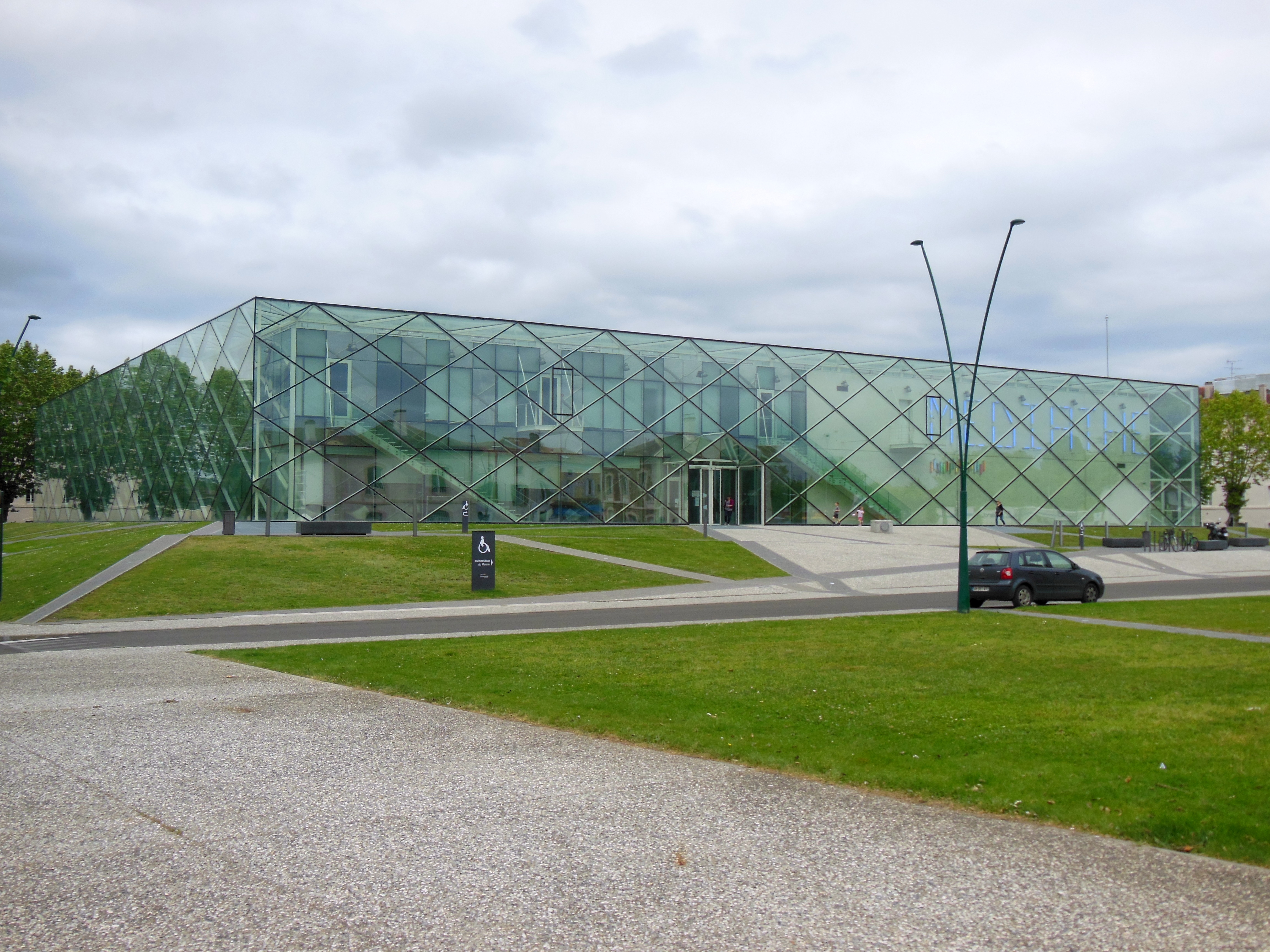
Médiathèque du Marsan Philippe-Labeyrie.
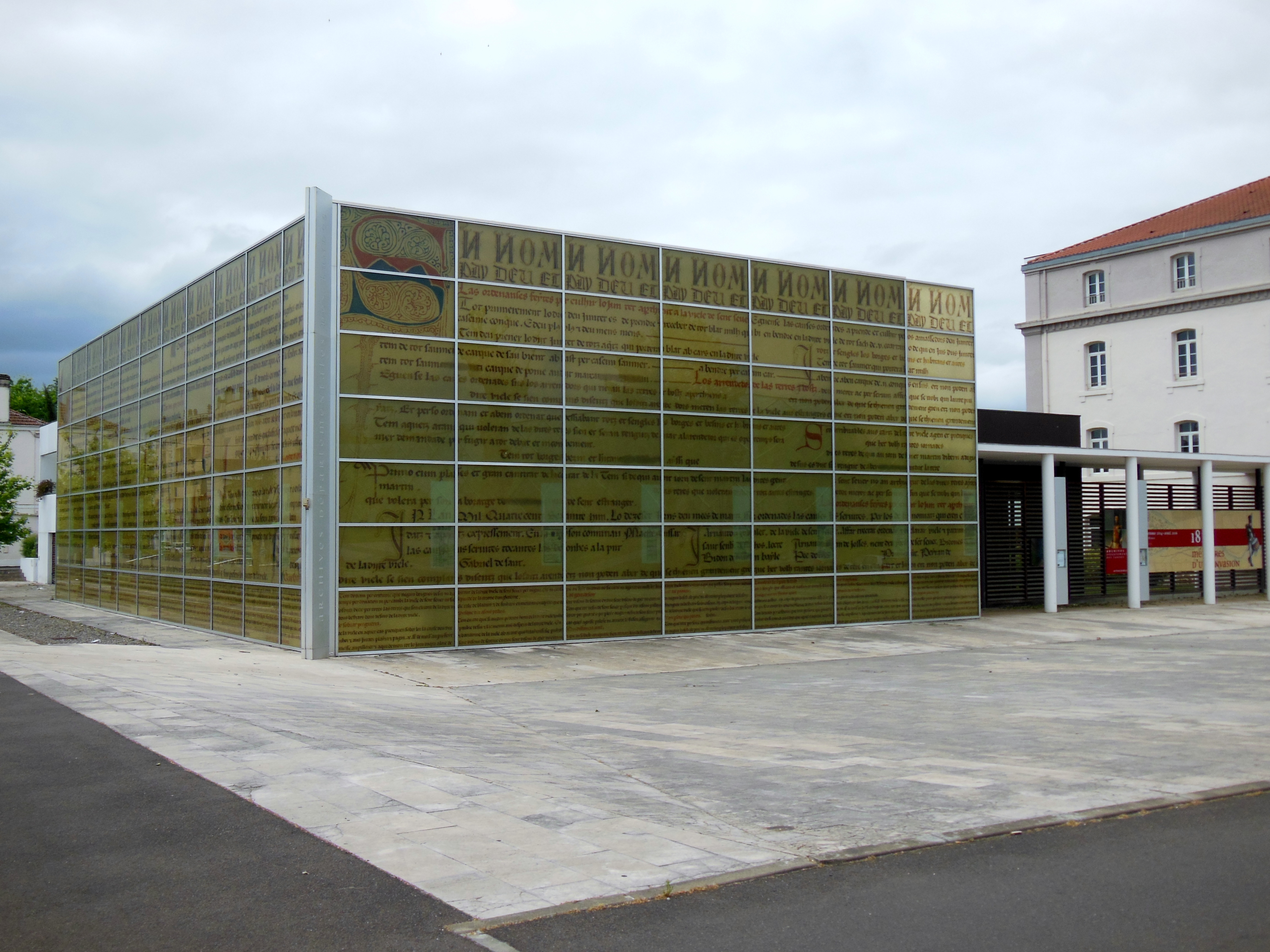
Archives départementales des Landes.
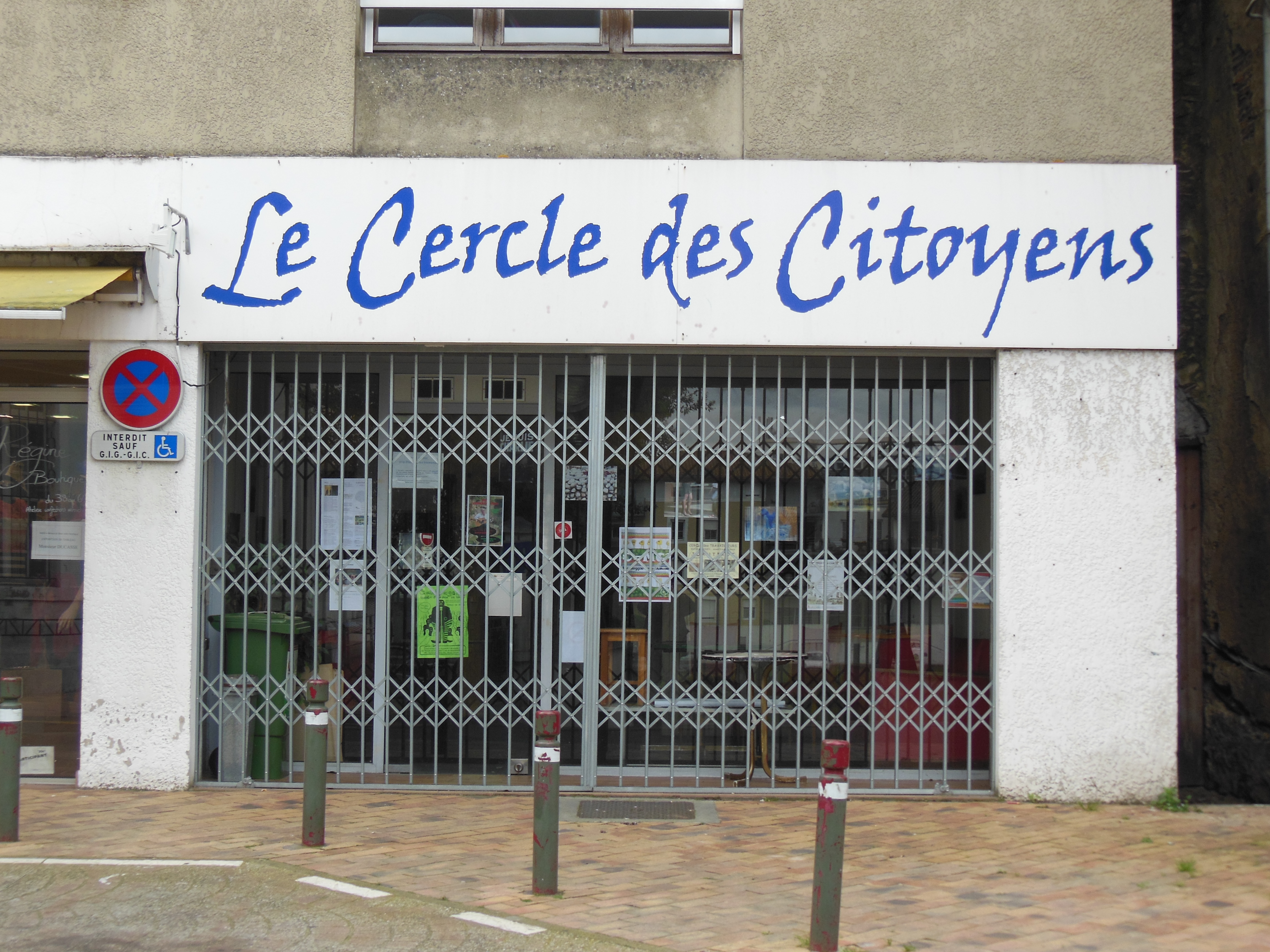
Le cercle des citoyens.

### Manifestations culturelles et festivités

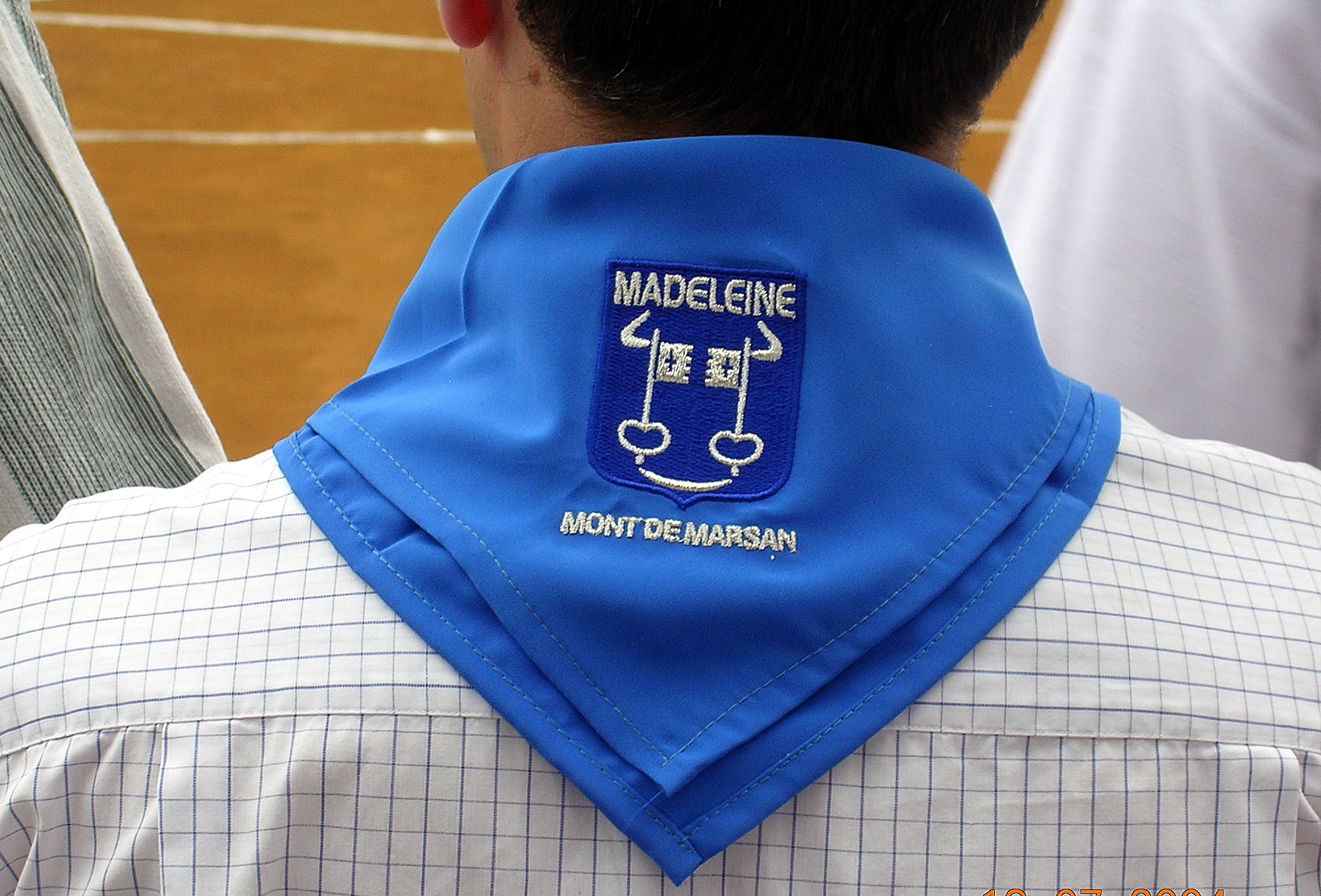
Fêtes de la Madeleine.

#### La Madeleine
Les fêtes de la Madeleine constituent le plus gros événement organisé par la ville et celui auquel les Montois sont sans doute le plus attachés, selon une tradition qui remonterait au XVIIe siècle. Dans le style des ferias organisées dans le Sud de la France et en Espagne pendant l'été, la Madeleine est avec les fêtes de Dax et celles de Bayonne, la plus importante du Sud-Ouest. Chaque année, la troisième semaine de juillet, près de 600 000 personnes assistent aux animations de rues et aux spectacles taurins dans les arènes du Plumaçon. Par ailleurs, la ville est membre de l'Union des villes taurines françaises.

#### Arte Flamenco
Le conseil général des Landes organise chaque année depuis 1989 à Mont-de-Marsan un des plus grands festivals consacrés au flamenco en France : Arte Flamenco. Lors de la première semaine de juillet et pendant cinq jours, les théâtres, les cafés et les rues de la ville s'animent au rythme des spectacles de danse et de chant proposés par des artistes majeurs de la discipline. Des animations pour enfants, des projections et des expositions complètent la programmation de ce festival devenu une référence.

#### Mont-de-Marsan Sculptures
Tous les trois ans, généralement au printemps, des artistes contemporains, des compagnies et autres collectifs artistiques investissent les sites patrimoniaux et les espaces naturels de la ville, faisant de tout le centre historique une galerie d'exposition à ciel ouvert. L'organisation de ce festival conforte la place de Mont-de-Marsan comme une des capitales de la sculpture contemporaine en France.

#### Festival Punk
C’est à Mont-de-Marsan, dans les arènes de la ville, qu’eut lieu le premier festival épinglé « punk » de l’histoire. Celui-ci fut organisé par Marc Zermati, directeur de la marque Skydog Records, contre l'avis du préfet et du maire de l'époque, Charles Lamarque-Cando, qui redoute les débordements.
Le 21 août 1976, de midi à trois heures du matin, sont à l'affiche Eddie and the Hot Rods (Angleterre), Ducks de Luxe, Brinsley Schwarz, Kursaat Flyers, Dr. Feelgood, Pink Fairies, Tyla Gang, Roogalator (Angleterre), The Gorillas (Écosse), Railroad (Suisse), The Damned, Passion Force, Little Bob Story (Le Havre), Bijou, Il Biarritz et Kalfon Roc Chaud. Cette première mouture du festival rassemblera près de 600 à 700 personnes.
Pour sa deuxième édition, le festival prend de l'ampleur et dure deux jours. Les 5 et 6 août 1977, les arènes accueillent notamment les groupes Little Bob Story, The Damned, Bijou, The Clash (un 33 tours pirate a d'ailleurs été enregistré pour l'occasion), The Police, Rings, Maniacs, Lou's, Shakin'Street, Marie et les Garçons, Tyla Gang, Boys, Hot Rods, Dr. Feelgood et Asphalt Jungle (emmené par Patrick Eudeline). On pourra également noter le passage de Lou Reed, le lendemain du festival punk. Finalement, le festival de 1977 compta pas moins de 4 000 spectateurs et il fit l'objet d'un film documentaire par Jean-François Roux nommé Hot Cuts From Mont-de-Marsan,.
Il faudra que les organisateurs attendent l'arrivée du nouveau maire, Philippe Labeyrie, en 1983 pour faire renaître le festival en 1984, 1985 et 1986. Il sera alors plus rock, le punk n'étant plus tellement à la mode. Toutefois, après cinq éditions, le festival tire sa révérence sans le soutien financier de la ville.

#### Autres événements
- La ville a accueilli du 1er au 5 juillet 2008 les Rencontres mondiales du logiciel libre ;
- En 2009, 2010 et 2011, Mont-de-Marsan a été retenue par les organisateurs du Festival international des sports extrêmes (FISE) comme ville-étape ;
- Mont-de-Marsan a remporté la finale d'Intervilles en 1997, 1998, 2006 et 2007 ;
- Chaque année, en février, l'espace François-Mitterrand accueille l'Atomic Re-SO, une des plus grandes Lan-party de France ;
- En 2014, est organisé le premier Moun Ride.

### Musique
- Théâtre de Gascogne, les scènes de Mont-de-Marsan : le Pôle (Saint-Pierre-du-Mont), le Molière (place Charles-de-Gaulle à Mont-de-Marsan) et le Péglé (rue du Péglé à Mont de Marsan). Saison culturelle avec concerts, théâtre, cirque, danse…
- Mont-de-Marsan compte un Conservatoire à rayonnement départemental.
- L'Orchestre montois ;
- Parmi les groupes de musique montois :
  - Jumper lace;
  - Wolfunkind ;
  - The Inspector Cluzo ;
  - Les Boulenvrac

### Théâtre
- Théâtre de Gascogne [archive], les scènes de Mont de Marsan : le Pôle (Saint Pierre du Mont), le Molière (place Charles-de-Gaulle à Mont-de-Marsan) et le Péglé (rue du Péglé à Mont-de-Marsan). Saison culturelle avec concerts, théâtre, cirque, danse… ;
- La compagnie Le Théâtre de Feu, créée par Jean-Manuel Florensa en 1971, a représenté pendant longtemps le théâtre montois. Elle résidait au Théâtre du Péglé, que la compagnie a créé. Durant toutes ses années, le Théâtre de Feu a tourné ses spectacles dans le monde entier. La compagnie a déposé le bilan en 2008 sous la présidence de Catherine Betous ;
- En 2008, les anciens artistes du Théâtre de Feu ont créé une nouvelle compagnie professionnelle de théâtre : le Théâtre des Lumières. En résidence à l'année au Théâtre du Péglé, cette compagnie y dispense ses ateliers de pratique théâtrale pour tous les âges. Elle y créé également ses pièces.

### Vie militaire
Ville partenaire de la Défense
- Base aérienne 118 ;

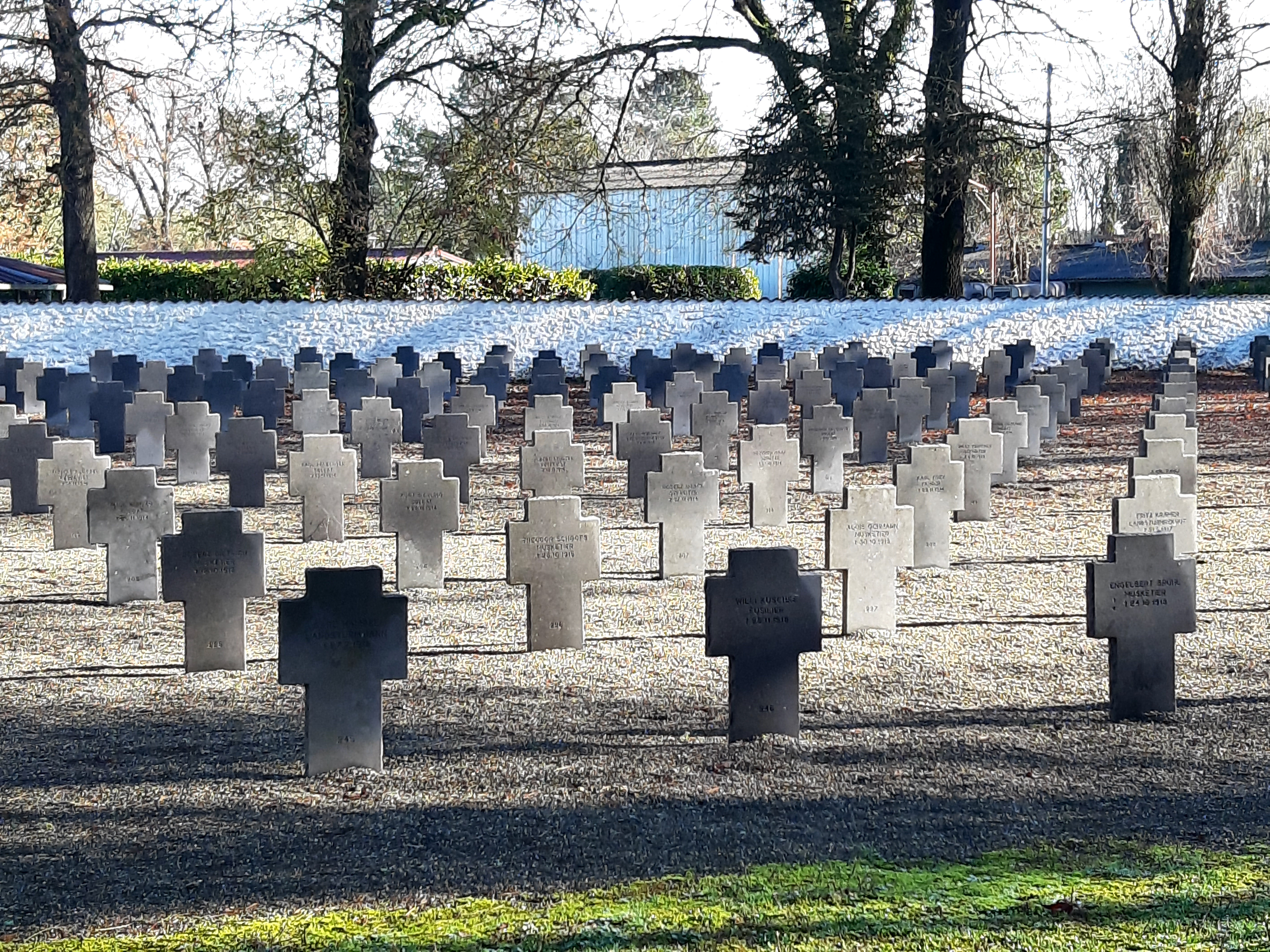
Cimetière militaire allemand de Mont-de-Marsan

- 6e régiment de parachutistes d'infanterie de marine, implanté à la caserne du Maréchal-Bosquet le 18 décembre 1962 jusqu'à sa dissolution le 30 juin 1998 (transformé en espace culturel depuis) ;
- Groupement 2/II de gendarmerie mobile (sont implantés à Mont-de-Marsan les escadrons 21/2 et 22/2). La caserne Maridor de la Gendarmerie mobile est située 1908 avenue du Maréchal-Juin. Elle est nommée en hommage à Jean Maridor, pilote des Forces aériennes françaises libres né le 24 novembre 1920 et mort en combat aérien le 3 août 1944. Le 7 octobre 1977, un Mirage IV s'écrase au pied du bâtiment 11N de cette caserne, entrainant la mort de l'équipage (le commandant Raymond Pardaillan, pilote, et le lieutenant James Martin, navigateur)[84] et faisant quelques blessés parmi les habitants[85] ;
- Groupement de gendarmerie départementale ;
- Centre d'information et de recrutement de l'armée de Terre.

### Mont-de-Marsan au cinéma
- J'embrasse pas, film réalisé par André Téchiné en 1991, a été partiellement tourné à Mont-de-Marsan[86] ;
- Un château en Espagne, court métrage réalisé par Delphine Gleize en été 1998 a été tourné à Mont-de-Marsan, notamment devant la gare ;
- Sur le départ, moyen métrage (53 min) réalisé par Michaël Dacheux, a été tourné en 2010 dans les lieux emblématiques de Mont-de-Marsan et ses environs. Le film a été primé à Paris (prix du Jury, 17e Festival de Films gays) et par la région Limousin (prix du scénario de moyen métrage).

### Personnalités liées à la commune

#### Naissances
Par année de naissance :

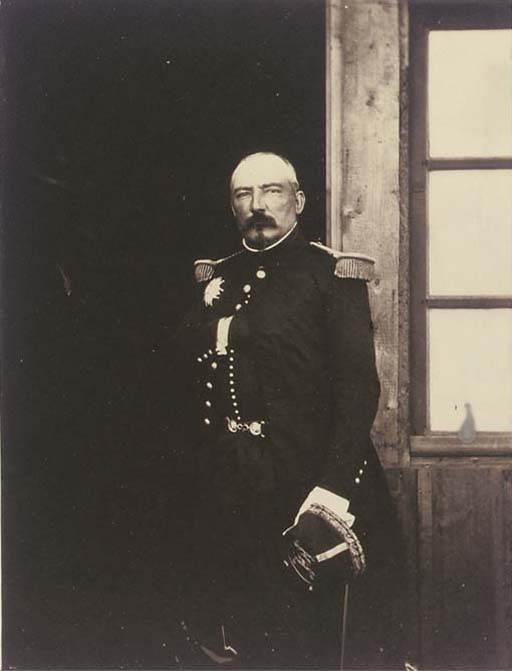
Maréchal Bosquet.

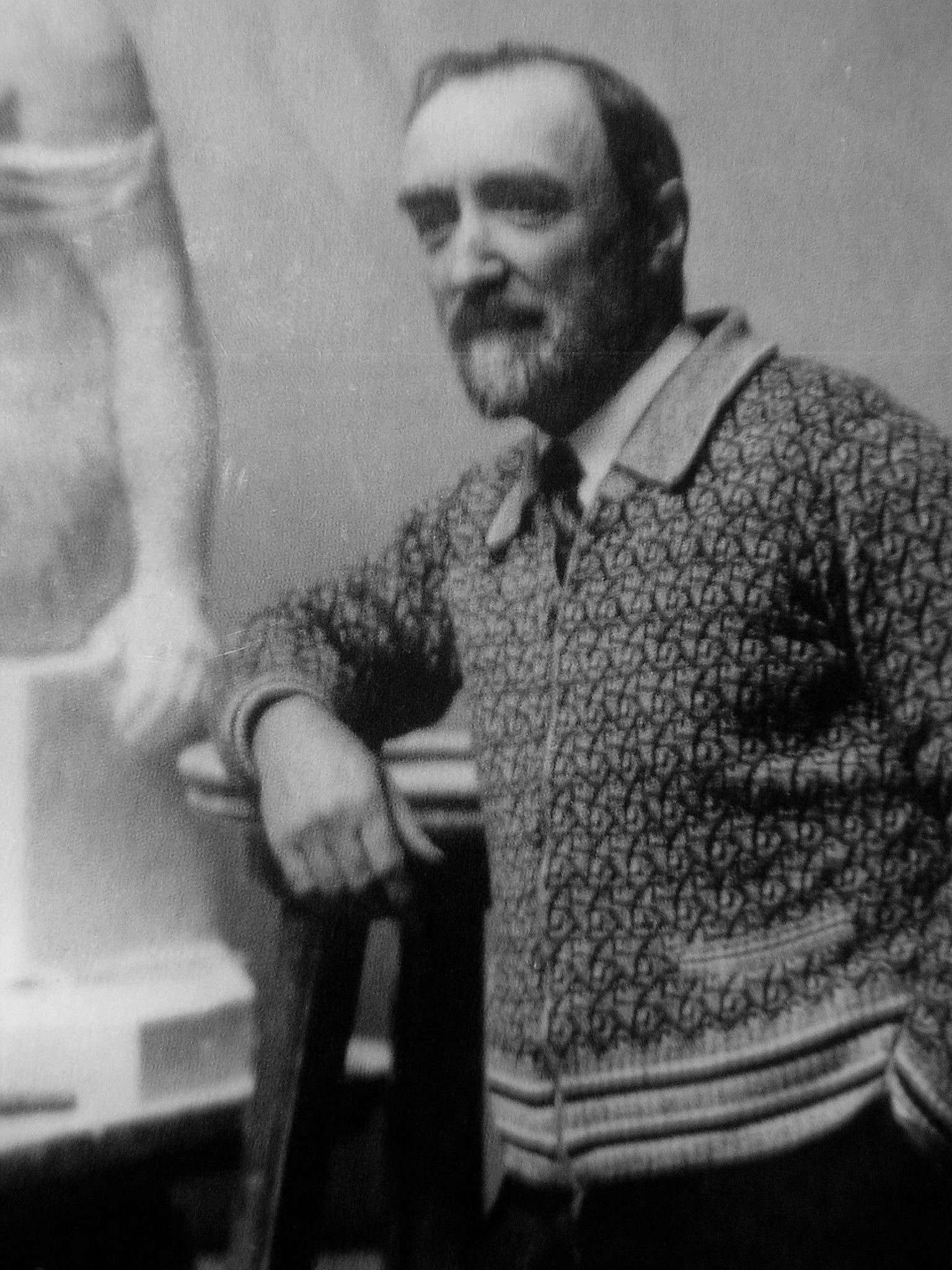
Robert Wlérick

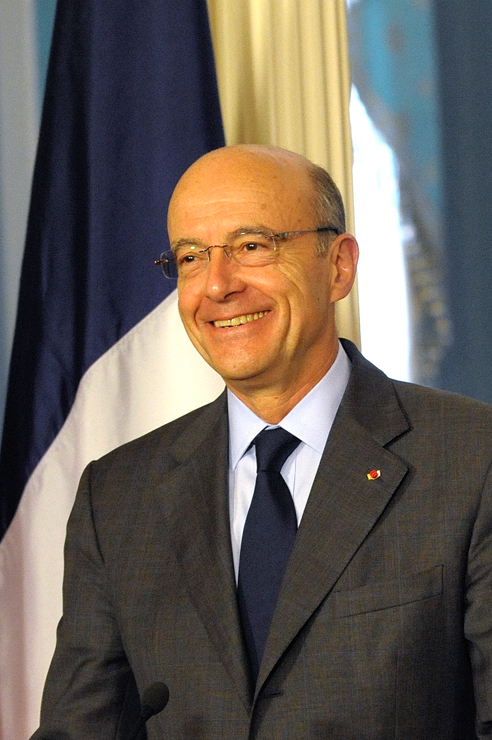
Alain Juppé.

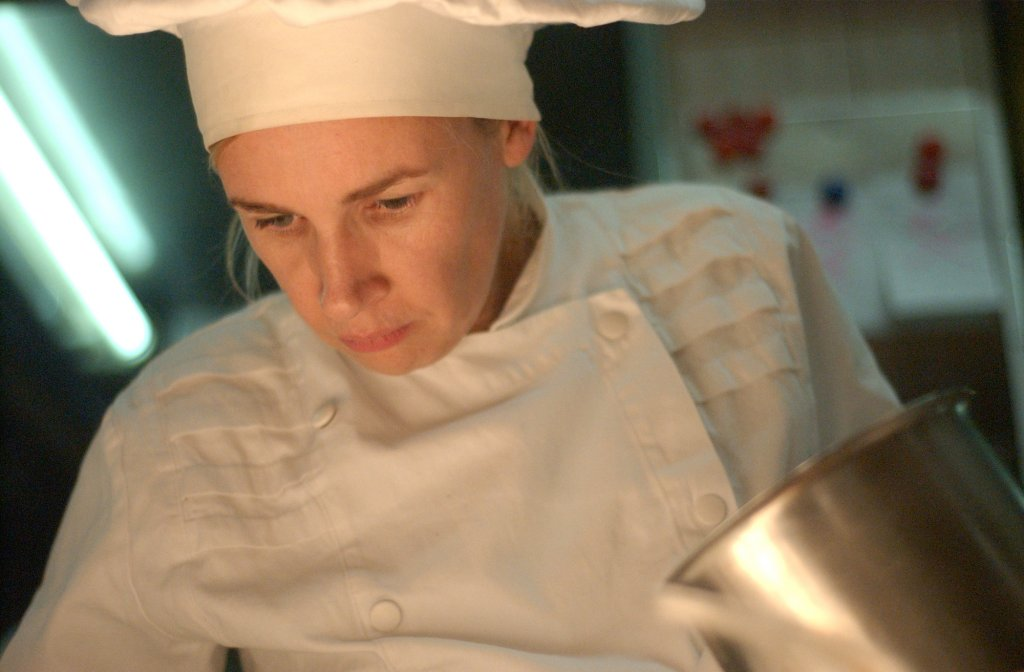
Hélène Darroze.

- Dominique de Gourgues (vers 1530-1583), navigateur, qui, bien que catholique, fit une expédition en Floride, pour venger ses compatriotes protestants assassinés par les Espagnols (1587)
- Jacques Lefranc (1750-1809), général des armées de la République et de l'Empire, mort en détention à Malaga.
- Jean-Baptiste Lefranc (1758-1839), avocat et homme politique, député des Landes.
- Jean Falba (1766-1848), maréchal-de-camp de l'Artillerie de marine, commandeur de la Légion d'honneur, chevalier de l'ordre de Saint-Louis
- Louis Anselme Longa (1809-1869), peintre académique et orientaliste, inhumé au cimetière du Centre de Mont-de-Marsan[87]
- Pierre Joseph François Bosquet (1810-1861), maréchal de Napoléon III (1856)
- Arthur Latappy (1830-1919), homme politique
- Louis Pazat (1839-1897), homme politique
- Jean Henri Tayan (1855-1931), artiste peintre
- Stéphane Strowski (1870-1954), essayiste
- Charles Despiau (1874 – 1946), sculpteur
- Robert Wlérick (1882 – 1944), sculpteur
- Georges Gayral (1898-1964), contre-amiral
- Maurice Delom-Sorbé (1898-1986), homme politique
- Renée Darriet : née en 1911, elle s’engage dans la Résistance dès 1942 avec son jeune frère. Elle est arrêtée la même année, internée au fort du Hâ à Bordeaux, puis déportée au camp de Ravensbrück. Elle est libérée en avril 1945.
- Jacques Foix (1930-2017), ancien joueur de football professionnel
- Pierre Cazals, né en 1931, ancien joueur de rugby à XV
- Monique Pantel, née en 1932, critique de cinéma
- Roger Pessidous, né en 1933, général de l'armée de l'air
- Jean-Louis Dehez, né en 1944, ancien joueur de rugby à XV
- Alain Juppé, né en 1945, homme politique, ancien Premier ministre et ancien maire de Bordeaux
- Alain Vidalies, né en 1951, ancien ministre
- Joël Bats, né en 1957, ancien footballeur professionnel
- Joëlle le Bussy Fal, née en 1958, conceptrice et galériste établie à Dakar
- René Manzor, né en 1959, réalisateur
- Pascal Drouhaud, né en 1964, industriel
- Hélène Duffau, née en 1965, auteur
- Pierre-Brice Lebrun, né en 1965, auteur et professeur de droit
- Olivier Roumat, né en 1966, ancien joueur de rugby à XV
- Jean Van de Velde, né en 1966, golfeur professionnel
- Hélène Darroze, née en 1967, chef cuisinier multi-étoilée
- Thomas Boraud, né en 1968, neurobiologiste et auteur de Matière à décision
- Philippe Richet, né en 1968, ultra-traileur
- Pascale Boistard, née en 1971, femme politique française. Députée de la Somme de 2012 à 2014 et en 2017, secrétaire d'État chargée des Droits des femmes de 2014 à 2016 et secrétaire d'État chargée des Personnes âgées et de l'Autonomie de 2016 à 2017.
- Sébastien Maté, né en 1972, footballeur.
- Thomas Castaignède, né en 1975, rugbyman
- Benoît August, né en 1976, joueur de rugby à XV
- Fabienne Feraez, née le 6 août 1976, athlète spécialiste du sprint
- Nicolas Morlaes, né en 1978, joueur de rugby à XV
- Guillaume August, né en 1980, joueur de rugby à XV
- Jean-Baptiste Dubié, né en 1989, joueur de rugby à XV
- Romain Cabannes, né en 1984, joueur de rugby à XV
- David Mora né en 1984, acteur de l'audiovisuel
- Olivier August, né en 1985, joueur de rugby à XV
- Thomas Dufau, né en 1991, matador de taureaux
- Gaëtan Laborde, né en 1994, footballeur

#### Autres
- Catherine de Navarre, née en 1468, morte en 1517 à Mont-de-Marsan, fut reine de Navarre (1483-1517).
- Marguerite de Navarre, reine de Navarre (1492-1549), sœur de François Ier, mère de Jeanne d'Albret, qui sera la mère d’Henri IV. Pour étendre la Navarre, elle s’occupe de renforcer les défenses de Mont-de-Marsan, entré dans le domaine de la famille de son mari en 1517. Après son retrait des affaires, Marguerite fait de Mont-de-Marsan son lieu de retraite et de recueillement. Elle y aurait écrit son chef-d'œuvre inachevé, L'Heptaméron.
- Édouard Perris (1808-1878) entomologiste mort à Mont-de-Marsan.
- Victor Lefranc, ministre du Second Empire et de la Troisième République, a été conseiller municipal de Mont-de-Marsan, inhumé au cimetière du Centre de Mont-de-Marsan[87].
- Frédéric Ritter, nommé en 1849 au service hydraulique des Landes à Mont-de-Marsan.
- Adrien Planté, politicien, nommé avocat à Mont-de-Marsan en 1876.
- Paul Saint-Martin, grand cuisinier, responsable du futur hôtel Richelieu au début du XXe siècle.
- Claude Lévi-Strauss (1908-2009), anthropologue, ethnologue et philosophe français, acteur majeur de la fondation du structuralisme, a enseigné pendant un an la philosophie au lycée Victor-Duruy de Mont-de-Marsan : « Après avoir passé au lycée de Mont-de-Marsan une année heureuse à élaborer mon cours en même temps que j'enseignais, je découvris avec horreur dès la rentrée suivante, à Laon où j'avais été nommé, que tout le reste de ma vie consisterait à le répéter »[88].
- Henri Fouques-Duparc, compositeur, mort à Mont-de-Marsan le 12 février 1933.
- Albert Larroquette, enseignant, historien et géographe français, conseiller municipal de la ville où il est mort en 1939.
- Michel Ohl, écrivain, a étudié au lycée Victor-Duruy.
- Jacques Pills (René Ducos), acteur et chanteur ayant vécu à Bretagne-de-Marsan. Épouse successivement les chanteuses Lucienne Boyer (1939) puis Édith Piaf (1952). En 1970, il est inhumé à Mont-de-Marsan au cimetière du Centre (Saint-Jean-d'Août).
- Le chanteur Castelhemis, de son vrai nom Philippe Laboudigue, y a passé son enfance, et une partie de son adolescence.
- Francis Lalanne, auteur chanteur compositeur, a vécu une partie de son enfance à Mont-de-Marsan, avec ses frères René Manzor et Jean-Félix Lalanne.
- la famille de Luis Ocaña, vainqueur du Tour de France 1973 immigra en France lorsqu’il avait douze ans dans la ville de Mont-de-Marsan.
- Marc Zermati, organisateur du premier festival punk au monde à Mont-de-Marsan en 1976.
- Chris Chambers, chanteur de Jumper Lace, seul membre de Mont-de-Marsan, où il a vécu de 1968 à 1971 et 1980 à 1994.
- Arnaud Binard, acteur (Alice Nevers, Le juge est une femme, Mystère), y vit.
- Geneviève Darrieussecq, maire de la ville de 2008 à 2017, députée, secrétaire d'État de 2017 à 2020, ministre déléguée depuis 2020.
- Johanna Blanes, morte assassinée le 7 juillet 2019.

### Héraldique
| Blason de Mont-de-Marsan | Blason  | D'azur à deux clefs d'argent posées en pal les pannetons en chef Devise / CriIn compitis fluminum ("À la croisée des rivières" = deux cours d'eau : la Douze et le Midou, se rejoignent à Mont-de-Marsan pour former la Midouze.) |
| Blason de Mont-de-Marsan | Détails | Les armoiries de la ville de Mont-de-Marsan sont enregistrées dans l'Armorial général de France, dressé en vertu de l'édit du 20 novembre 1696. Le brevet en est délivré par ordonnance de Charles René d'Hozier, garde de l'Armorial général, le 21 février 1698. La plus ancienne représentation connue est antérieure, et figure sur un sceau apposé au bas d'un acte daté du 4 janvier 1312 entre les consuls de la ville et la vicomtesse de Marsan. Il existe deux versions sur la symbolique du blason. Selon les uns, les deux clefs sont celles de Saint-Pierre, en référence au saint patron de la paroisse Saint-Pierre sur laquelle la ville est établie, et en référence à Pierre de Marsan, son fondateur. Selon les autres, le blason évoque la situation de Mont-de-Marsan à la confluence de la Douze et du Midou. Les deux rivières seraient dans ce cas considérées comme les deux clefs ayant ouvert à la ville la voie de la prospérité. Officiel |
| Blason de Mont-de-Marsan | Alias   | Grandes armes |